# Allison Iraheta
Allison Iraheta (Los Angeles, 27 de abril de 1992) é uma cantora americana com ascendência salvadorenha. Ela é conhecida por ser participante dos reality shows de canto Quinceañera e American Idol.

## Quinceañera
Em 2006, Iraheta venceu o reality show da rede Telemundo, Quinceañera. Ela ganhou o prêmio de 50 000 dólares e um contrato para gravar um álbum.

### Performances/Resultados
| Semana      | Semana      | Semana      | Semana      | Semana      | Semana      | Semana      | Semana      | Semana      | Semana      | Semana      | Semana      | Semana      | Semana      | Semana      | Semana      | Semana      | Semana      | Semana      | Semana      | Semana      | Semana      | Semana      | Semana      | Semana      | Semana      | Semana      | Semana      | Semana      | Semana      | Semana      | Semana      | Semana      | Semana      | Semana      | Semana      | Semana      | Semana      | Semana      | Semana      | Semana      | Semana      | Semana      | Semana      | Semana      | Semana      | Semana      | Semana      | Semana      | Semana      | Semana      | Semana      | Semana      | Semana      | Semana      | Semana      | Semana      | Semana      | Semana      | Semana      | Semana      | Semana      | Semana      | Semana      | Semana      | Semana      | Semana      | Semana      | Semana      | Semana      | Semana      | Semana      | Semana      | Semana      | Semana      | Semana      | Semana      | Semana      | Semana      | Semana      | Semana      | Semana      | Semana      | Semana      | Semana      | Semana      | Semana      | Semana      | Semana      | Semana      | Semana      | Semana      | Semana      | Semana      | Semana      | Semana      | Semana      | Semana      | Semana      | Semana      | Música                       | Música                       | Música                       | Música                       | Música                       | Música                       | Música                       | Música                       | Música                       | Música                       | Música                       | Música                       | Música                       | Música                       | Música                       | Música                       | Música                       | Música                       | Música                       | Música                       | Música                       | Música                       | Música                       | Música                       | Música                       | Música                       | Música                       | Música                       | Música                       | Música                       | Música                       | Música                       | Música                       | Música                       | Música                       | Música                       | Música                       | Música                       | Música                       | Música                       | Música                       | Música                       | Música                       | Música                       | Música                       | Música                       | Música                       | Música                       | Música                       | Música                       | Música                       | Música                       | Música                       | Música                       | Música                       | Música                       | Música                       | Música                       | Música                       | Música                       | Música                       | Música                       | Música                       | Música                       | Música                       | Música                       | Música                       | Música                       | Música                       | Música                       | Música                       | Música                       | Música                       | Música                       | Música                       | Música                       | Música                       | Música                       | Música                       | Música                       | Música                       | Música                       | Música                       | Música                       | Música                       | Música                       | Música                       | Música                       | Música                       | Música                       | Música                       | Música                       | Música                       | Música                       | Música                       | Música                       | Música                       | Música                       | Música                       | Música                       | Artista original | Artista original | Artista original | Artista original | Artista original | Artista original | Artista original | Artista original | Artista original | Artista original | Artista original | Artista original | Artista original | Artista original | Artista original | Artista original | Artista original | Artista original | Artista original | Artista original | Artista original | Artista original | Artista original | Artista original | Artista original | Artista original | Artista original | Artista original | Artista original | Artista original | Artista original | Artista original | Artista original | Artista original | Artista original | Artista original | Artista original | Artista original | Artista original | Artista original | Artista original | Artista original | Artista original | Artista original | Artista original | Artista original | Artista original | Artista original | Artista original | Artista original | Artista original | Artista original | Artista original | Artista original | Artista original | Artista original | Artista original | Artista original | Artista original | Artista original | Artista original | Artista original | Artista original | Artista original | Artista original | Artista original | Artista original | Artista original | Artista original | Artista original | Artista original | Artista original | Artista original | Artista original | Artista original | Artista original | Artista original | Artista original | Artista original | Artista original | Artista original | Artista original | Artista original | Artista original | Artista original | Artista original | Artista original | Artista original | Artista original | Artista original | Artista original | Artista original | Artista original | Artista original | Artista original | Artista original | Artista original | Artista original | Artista original | Artista original | Resultado | Resultado | Resultado | Resultado | Resultado | Resultado | Resultado | Resultado | Resultado | Resultado | Resultado | Resultado | Resultado | Resultado | Resultado | Resultado | Resultado | Resultado | Resultado | Resultado | Resultado | Resultado | Resultado | Resultado | Resultado | Resultado | Resultado | Resultado | Resultado | Resultado | Resultado | Resultado | Resultado | Resultado | Resultado | Resultado | Resultado | Resultado | Resultado | Resultado | Resultado | Resultado | Resultado | Resultado | Resultado | Resultado | Resultado | Resultado | Resultado | Resultado | Resultado | Resultado | Resultado | Resultado | Resultado | Resultado | Resultado | Resultado | Resultado | Resultado | Resultado | Resultado | Resultado | Resultado | Resultado | Resultado | Resultado | Resultado | Resultado | Resultado | Resultado | Resultado | Resultado | Resultado | Resultado | Resultado | Resultado | Resultado | Resultado | Resultado | Resultado | Resultado | Resultado | Resultado | Resultado | Resultado | Resultado | Resultado | Resultado | Resultado | Resultado | Resultado | Resultado | Resultado | Resultado | Resultado | Resultado | Resultado | Resultado | Resultado |
| desonhecido | desonhecido | desonhecido | desonhecido | desonhecido | desonhecido | desonhecido | desonhecido | desonhecido | desonhecido | desonhecido | desonhecido | desonhecido | desonhecido | desonhecido | desonhecido | desonhecido | desonhecido | desonhecido | desonhecido | desonhecido | desonhecido | desonhecido | desonhecido | desonhecido | desonhecido | desonhecido | desonhecido | desonhecido | desonhecido | desonhecido | desonhecido | desonhecido | desonhecido | desonhecido | desonhecido | desonhecido | desonhecido | desonhecido | desonhecido | desonhecido | desonhecido | desonhecido | desonhecido | desonhecido | desonhecido | desonhecido | desonhecido | desonhecido | desonhecido | desonhecido | desonhecido | desonhecido | desonhecido | desonhecido | desonhecido | desonhecido | desonhecido | desonhecido | desonhecido | desonhecido | desonhecido | desonhecido | desonhecido | desonhecido | desonhecido | desonhecido | desonhecido | desonhecido | desonhecido | desonhecido | desonhecido | desonhecido | desonhecido | desonhecido | desonhecido | desonhecido | desonhecido | desonhecido | desonhecido | desonhecido | desonhecido | desonhecido | desonhecido | desonhecido | desonhecido | desonhecido | desonhecido | desonhecido | desonhecido | desonhecido | desonhecido | desonhecido | desonhecido | desonhecido | desonhecido | desonhecido | desonhecido | desonhecido | desonhecido | "Volverte a Amar"            | "Volverte a Amar"            | "Volverte a Amar"            | "Volverte a Amar"            | "Volverte a Amar"            | "Volverte a Amar"            | "Volverte a Amar"            | "Volverte a Amar"            | "Volverte a Amar"            | "Volverte a Amar"            | "Volverte a Amar"            | "Volverte a Amar"            | "Volverte a Amar"            | "Volverte a Amar"            | "Volverte a Amar"            | "Volverte a Amar"            | "Volverte a Amar"            | "Volverte a Amar"            | "Volverte a Amar"            | "Volverte a Amar"            | "Volverte a Amar"            | "Volverte a Amar"            | "Volverte a Amar"            | "Volverte a Amar"            | "Volverte a Amar"            | "Volverte a Amar"            | "Volverte a Amar"            | "Volverte a Amar"            | "Volverte a Amar"            | "Volverte a Amar"            | "Volverte a Amar"            | "Volverte a Amar"            | "Volverte a Amar"            | "Volverte a Amar"            | "Volverte a Amar"            | "Volverte a Amar"            | "Volverte a Amar"            | "Volverte a Amar"            | "Volverte a Amar"            | "Volverte a Amar"            | "Volverte a Amar"            | "Volverte a Amar"            | "Volverte a Amar"            | "Volverte a Amar"            | "Volverte a Amar"            | "Volverte a Amar"            | "Volverte a Amar"            | "Volverte a Amar"            | "Volverte a Amar"            | "Volverte a Amar"            | "Volverte a Amar"            | "Volverte a Amar"            | "Volverte a Amar"            | "Volverte a Amar"            | "Volverte a Amar"            | "Volverte a Amar"            | "Volverte a Amar"            | "Volverte a Amar"            | "Volverte a Amar"            | "Volverte a Amar"            | "Volverte a Amar"            | "Volverte a Amar"            | "Volverte a Amar"            | "Volverte a Amar"            | "Volverte a Amar"            | "Volverte a Amar"            | "Volverte a Amar"            | "Volverte a Amar"            | "Volverte a Amar"            | "Volverte a Amar"            | "Volverte a Amar"            | "Volverte a Amar"            | "Volverte a Amar"            | "Volverte a Amar"            | "Volverte a Amar"            | "Volverte a Amar"            | "Volverte a Amar"            | "Volverte a Amar"            | "Volverte a Amar"            | "Volverte a Amar"            | "Volverte a Amar"            | "Volverte a Amar"            | "Volverte a Amar"            | "Volverte a Amar"            | "Volverte a Amar"            | "Volverte a Amar"            | "Volverte a Amar"            | "Volverte a Amar"            | "Volverte a Amar"            | "Volverte a Amar"            | "Volverte a Amar"            | "Volverte a Amar"            | "Volverte a Amar"            | "Volverte a Amar"            | "Volverte a Amar"            | "Volverte a Amar"            | "Volverte a Amar"            | "Volverte a Amar"            | "Volverte a Amar"            | "Volverte a Amar"            | Alejandra Guzmán | Alejandra Guzmán | Alejandra Guzmán | Alejandra Guzmán | Alejandra Guzmán | Alejandra Guzmán | Alejandra Guzmán | Alejandra Guzmán | Alejandra Guzmán | Alejandra Guzmán | Alejandra Guzmán | Alejandra Guzmán | Alejandra Guzmán | Alejandra Guzmán | Alejandra Guzmán | Alejandra Guzmán | Alejandra Guzmán | Alejandra Guzmán | Alejandra Guzmán | Alejandra Guzmán | Alejandra Guzmán | Alejandra Guzmán | Alejandra Guzmán | Alejandra Guzmán | Alejandra Guzmán | Alejandra Guzmán | Alejandra Guzmán | Alejandra Guzmán | Alejandra Guzmán | Alejandra Guzmán | Alejandra Guzmán | Alejandra Guzmán | Alejandra Guzmán | Alejandra Guzmán | Alejandra Guzmán | Alejandra Guzmán | Alejandra Guzmán | Alejandra Guzmán | Alejandra Guzmán | Alejandra Guzmán | Alejandra Guzmán | Alejandra Guzmán | Alejandra Guzmán | Alejandra Guzmán | Alejandra Guzmán | Alejandra Guzmán | Alejandra Guzmán | Alejandra Guzmán | Alejandra Guzmán | Alejandra Guzmán | Alejandra Guzmán | Alejandra Guzmán | Alejandra Guzmán | Alejandra Guzmán | Alejandra Guzmán | Alejandra Guzmán | Alejandra Guzmán | Alejandra Guzmán | Alejandra Guzmán | Alejandra Guzmán | Alejandra Guzmán | Alejandra Guzmán | Alejandra Guzmán | Alejandra Guzmán | Alejandra Guzmán | Alejandra Guzmán | Alejandra Guzmán | Alejandra Guzmán | Alejandra Guzmán | Alejandra Guzmán | Alejandra Guzmán | Alejandra Guzmán | Alejandra Guzmán | Alejandra Guzmán | Alejandra Guzmán | Alejandra Guzmán | Alejandra Guzmán | Alejandra Guzmán | Alejandra Guzmán | Alejandra Guzmán | Alejandra Guzmán | Alejandra Guzmán | Alejandra Guzmán | Alejandra Guzmán | Alejandra Guzmán | Alejandra Guzmán | Alejandra Guzmán | Alejandra Guzmán | Alejandra Guzmán | Alejandra Guzmán | Alejandra Guzmán | Alejandra Guzmán | Alejandra Guzmán | Alejandra Guzmán | Alejandra Guzmán | Alejandra Guzmán | Alejandra Guzmán | Alejandra Guzmán | Alejandra Guzmán | Alejandra Guzmán | Avançou   | Avançou   | Avançou   | Avançou   | Avançou   | Avançou   | Avançou   | Avançou   | Avançou   | Avançou   | Avançou   | Avançou   | Avançou   | Avançou   | Avançou   | Avançou   | Avançou   | Avançou   | Avançou   | Avançou   | Avançou   | Avançou   | Avançou   | Avançou   | Avançou   | Avançou   | Avançou   | Avançou   | Avançou   | Avançou   | Avançou   | Avançou   | Avançou   | Avançou   | Avançou   | Avançou   | Avançou   | Avançou   | Avançou   | Avançou   | Avançou   | Avançou   | Avançou   | Avançou   | Avançou   | Avançou   | Avançou   | Avançou   | Avançou   | Avançou   | Avançou   | Avançou   | Avançou   | Avançou   | Avançou   | Avançou   | Avançou   | Avançou   | Avançou   | Avançou   | Avançou   | Avançou   | Avançou   | Avançou   | Avançou   | Avançou   | Avançou   | Avançou   | Avançou   | Avançou   | Avançou   | Avançou   | Avançou   | Avançou   | Avançou   | Avançou   | Avançou   | Avançou   | Avançou   | Avançou   | Avançou   | Avançou   | Avançou   | Avançou   | Avançou   | Avançou   | Avançou   | Avançou   | Avançou   | Avançou   | Avançou   | Avançou   | Avançou   | Avançou   | Avançou   | Avançou   | Avançou   | Avançou   | Avançou   | Avançou   |
| desonhecido | desonhecido | desonhecido | desonhecido | desonhecido | desonhecido | desonhecido | desonhecido | desonhecido | desonhecido | desonhecido | desonhecido | desonhecido | desonhecido | desonhecido | desonhecido | desonhecido | desonhecido | desonhecido | desonhecido | desonhecido | desonhecido | desonhecido | desonhecido | desonhecido | desonhecido | desonhecido | desonhecido | desonhecido | desonhecido | desonhecido | desonhecido | desonhecido | desonhecido | desonhecido | desonhecido | desonhecido | desonhecido | desonhecido | desonhecido | desonhecido | desonhecido | desonhecido | desonhecido | desonhecido | desonhecido | desonhecido | desonhecido | desonhecido | desonhecido | desonhecido | desonhecido | desonhecido | desonhecido | desonhecido | desonhecido | desonhecido | desonhecido | desonhecido | desonhecido | desonhecido | desonhecido | desonhecido | desonhecido | desonhecido | desonhecido | desonhecido | desonhecido | desonhecido | desonhecido | desonhecido | desonhecido | desonhecido | desonhecido | desonhecido | desonhecido | desonhecido | desonhecido | desonhecido | desonhecido | desonhecido | desonhecido | desonhecido | desonhecido | desonhecido | desonhecido | desonhecido | desonhecido | desonhecido | desonhecido | desonhecido | desonhecido | desonhecido | desonhecido | desonhecido | desonhecido | desonhecido | desonhecido | desonhecido | desonhecido | "Kiss and Say Goodbye"       | "Kiss and Say Goodbye"       | "Kiss and Say Goodbye"       | "Kiss and Say Goodbye"       | "Kiss and Say Goodbye"       | "Kiss and Say Goodbye"       | "Kiss and Say Goodbye"       | "Kiss and Say Goodbye"       | "Kiss and Say Goodbye"       | "Kiss and Say Goodbye"       | "Kiss and Say Goodbye"       | "Kiss and Say Goodbye"       | "Kiss and Say Goodbye"       | "Kiss and Say Goodbye"       | "Kiss and Say Goodbye"       | "Kiss and Say Goodbye"       | "Kiss and Say Goodbye"       | "Kiss and Say Goodbye"       | "Kiss and Say Goodbye"       | "Kiss and Say Goodbye"       | "Kiss and Say Goodbye"       | "Kiss and Say Goodbye"       | "Kiss and Say Goodbye"       | "Kiss and Say Goodbye"       | "Kiss and Say Goodbye"       | "Kiss and Say Goodbye"       | "Kiss and Say Goodbye"       | "Kiss and Say Goodbye"       | "Kiss and Say Goodbye"       | "Kiss and Say Goodbye"       | "Kiss and Say Goodbye"       | "Kiss and Say Goodbye"       | "Kiss and Say Goodbye"       | "Kiss and Say Goodbye"       | "Kiss and Say Goodbye"       | "Kiss and Say Goodbye"       | "Kiss and Say Goodbye"       | "Kiss and Say Goodbye"       | "Kiss and Say Goodbye"       | "Kiss and Say Goodbye"       | "Kiss and Say Goodbye"       | "Kiss and Say Goodbye"       | "Kiss and Say Goodbye"       | "Kiss and Say Goodbye"       | "Kiss and Say Goodbye"       | "Kiss and Say Goodbye"       | "Kiss and Say Goodbye"       | "Kiss and Say Goodbye"       | "Kiss and Say Goodbye"       | "Kiss and Say Goodbye"       | "Kiss and Say Goodbye"       | "Kiss and Say Goodbye"       | "Kiss and Say Goodbye"       | "Kiss and Say Goodbye"       | "Kiss and Say Goodbye"       | "Kiss and Say Goodbye"       | "Kiss and Say Goodbye"       | "Kiss and Say Goodbye"       | "Kiss and Say Goodbye"       | "Kiss and Say Goodbye"       | "Kiss and Say Goodbye"       | "Kiss and Say Goodbye"       | "Kiss and Say Goodbye"       | "Kiss and Say Goodbye"       | "Kiss and Say Goodbye"       | "Kiss and Say Goodbye"       | "Kiss and Say Goodbye"       | "Kiss and Say Goodbye"       | "Kiss and Say Goodbye"       | "Kiss and Say Goodbye"       | "Kiss and Say Goodbye"       | "Kiss and Say Goodbye"       | "Kiss and Say Goodbye"       | "Kiss and Say Goodbye"       | "Kiss and Say Goodbye"       | "Kiss and Say Goodbye"       | "Kiss and Say Goodbye"       | "Kiss and Say Goodbye"       | "Kiss and Say Goodbye"       | "Kiss and Say Goodbye"       | "Kiss and Say Goodbye"       | "Kiss and Say Goodbye"       | "Kiss and Say Goodbye"       | "Kiss and Say Goodbye"       | "Kiss and Say Goodbye"       | "Kiss and Say Goodbye"       | "Kiss and Say Goodbye"       | "Kiss and Say Goodbye"       | "Kiss and Say Goodbye"       | "Kiss and Say Goodbye"       | "Kiss and Say Goodbye"       | "Kiss and Say Goodbye"       | "Kiss and Say Goodbye"       | "Kiss and Say Goodbye"       | "Kiss and Say Goodbye"       | "Kiss and Say Goodbye"       | "Kiss and Say Goodbye"       | "Kiss and Say Goodbye"       | "Kiss and Say Goodbye"       | "Kiss and Say Goodbye"       | The Manhattans   | The Manhattans   | The Manhattans   | The Manhattans   | The Manhattans   | The Manhattans   | The Manhattans   | The Manhattans   | The Manhattans   | The Manhattans   | The Manhattans   | The Manhattans   | The Manhattans   | The Manhattans   | The Manhattans   | The Manhattans   | The Manhattans   | The Manhattans   | The Manhattans   | The Manhattans   | The Manhattans   | The Manhattans   | The Manhattans   | The Manhattans   | The Manhattans   | The Manhattans   | The Manhattans   | The Manhattans   | The Manhattans   | The Manhattans   | The Manhattans   | The Manhattans   | The Manhattans   | The Manhattans   | The Manhattans   | The Manhattans   | The Manhattans   | The Manhattans   | The Manhattans   | The Manhattans   | The Manhattans   | The Manhattans   | The Manhattans   | The Manhattans   | The Manhattans   | The Manhattans   | The Manhattans   | The Manhattans   | The Manhattans   | The Manhattans   | The Manhattans   | The Manhattans   | The Manhattans   | The Manhattans   | The Manhattans   | The Manhattans   | The Manhattans   | The Manhattans   | The Manhattans   | The Manhattans   | The Manhattans   | The Manhattans   | The Manhattans   | The Manhattans   | The Manhattans   | The Manhattans   | The Manhattans   | The Manhattans   | The Manhattans   | The Manhattans   | The Manhattans   | The Manhattans   | The Manhattans   | The Manhattans   | The Manhattans   | The Manhattans   | The Manhattans   | The Manhattans   | The Manhattans   | The Manhattans   | The Manhattans   | The Manhattans   | The Manhattans   | The Manhattans   | The Manhattans   | The Manhattans   | The Manhattans   | The Manhattans   | The Manhattans   | The Manhattans   | The Manhattans   | The Manhattans   | The Manhattans   | The Manhattans   | The Manhattans   | The Manhattans   | The Manhattans   | The Manhattans   | The Manhattans   | The Manhattans   | Avançou   | Avançou   | Avançou   | Avançou   | Avançou   | Avançou   | Avançou   | Avançou   | Avançou   | Avançou   | Avançou   | Avançou   | Avançou   | Avançou   | Avançou   | Avançou   | Avançou   | Avançou   | Avançou   | Avançou   | Avançou   | Avançou   | Avançou   | Avançou   | Avançou   | Avançou   | Avançou   | Avançou   | Avançou   | Avançou   | Avançou   | Avançou   | Avançou   | Avançou   | Avançou   | Avançou   | Avançou   | Avançou   | Avançou   | Avançou   | Avançou   | Avançou   | Avançou   | Avançou   | Avançou   | Avançou   | Avançou   | Avançou   | Avançou   | Avançou   | Avançou   | Avançou   | Avançou   | Avançou   | Avançou   | Avançou   | Avançou   | Avançou   | Avançou   | Avançou   | Avançou   | Avançou   | Avançou   | Avançou   | Avançou   | Avançou   | Avançou   | Avançou   | Avançou   | Avançou   | Avançou   | Avançou   | Avançou   | Avançou   | Avançou   | Avançou   | Avançou   | Avançou   | Avançou   | Avançou   | Avançou   | Avançou   | Avançou   | Avançou   | Avançou   | Avançou   | Avançou   | Avançou   | Avançou   | Avançou   | Avançou   | Avançou   | Avançou   | Avançou   | Avançou   | Avançou   | Avançou   | Avançou   | Avançou   | Avançou   |
| Final       | Final       | Final       | Final       | Final       | Final       | Final       | Final       | Final       | Final       | Final       | Final       | Final       | Final       | Final       | Final       | Final       | Final       | Final       | Final       | Final       | Final       | Final       | Final       | Final       | Final       | Final       | Final       | Final       | Final       | Final       | Final       | Final       | Final       | Final       | Final       | Final       | Final       | Final       | Final       | Final       | Final       | Final       | Final       | Final       | Final       | Final       | Final       | Final       | Final       | Final       | Final       | Final       | Final       | Final       | Final       | Final       | Final       | Final       | Final       | Final       | Final       | Final       | Final       | Final       | Final       | Final       | Final       | Final       | Final       | Final       | Final       | Final       | Final       | Final       | Final       | Final       | Final       | Final       | Final       | Final       | Final       | Final       | Final       | Final       | Final       | Final       | Final       | Final       | Final       | Final       | Final       | Final       | Final       | Final       | Final       | Final       | Final       | Final       | Final       | "Total Eclipse of the Heart" | "Total Eclipse of the Heart" | "Total Eclipse of the Heart" | "Total Eclipse of the Heart" | "Total Eclipse of the Heart" | "Total Eclipse of the Heart" | "Total Eclipse of the Heart" | "Total Eclipse of the Heart" | "Total Eclipse of the Heart" | "Total Eclipse of the Heart" | "Total Eclipse of the Heart" | "Total Eclipse of the Heart" | "Total Eclipse of the Heart" | "Total Eclipse of the Heart" | "Total Eclipse of the Heart" | "Total Eclipse of the Heart" | "Total Eclipse of the Heart" | "Total Eclipse of the Heart" | "Total Eclipse of the Heart" | "Total Eclipse of the Heart" | "Total Eclipse of the Heart" | "Total Eclipse of the Heart" | "Total Eclipse of the Heart" | "Total Eclipse of the Heart" | "Total Eclipse of the Heart" | "Total Eclipse of the Heart" | "Total Eclipse of the Heart" | "Total Eclipse of the Heart" | "Total Eclipse of the Heart" | "Total Eclipse of the Heart" | "Total Eclipse of the Heart" | "Total Eclipse of the Heart" | "Total Eclipse of the Heart" | "Total Eclipse of the Heart" | "Total Eclipse of the Heart" | "Total Eclipse of the Heart" | "Total Eclipse of the Heart" | "Total Eclipse of the Heart" | "Total Eclipse of the Heart" | "Total Eclipse of the Heart" | "Total Eclipse of the Heart" | "Total Eclipse of the Heart" | "Total Eclipse of the Heart" | "Total Eclipse of the Heart" | "Total Eclipse of the Heart" | "Total Eclipse of the Heart" | "Total Eclipse of the Heart" | "Total Eclipse of the Heart" | "Total Eclipse of the Heart" | "Total Eclipse of the Heart" | "Total Eclipse of the Heart" | "Total Eclipse of the Heart" | "Total Eclipse of the Heart" | "Total Eclipse of the Heart" | "Total Eclipse of the Heart" | "Total Eclipse of the Heart" | "Total Eclipse of the Heart" | "Total Eclipse of the Heart" | "Total Eclipse of the Heart" | "Total Eclipse of the Heart" | "Total Eclipse of the Heart" | "Total Eclipse of the Heart" | "Total Eclipse of the Heart" | "Total Eclipse of the Heart" | "Total Eclipse of the Heart" | "Total Eclipse of the Heart" | "Total Eclipse of the Heart" | "Total Eclipse of the Heart" | "Total Eclipse of the Heart" | "Total Eclipse of the Heart" | "Total Eclipse of the Heart" | "Total Eclipse of the Heart" | "Total Eclipse of the Heart" | "Total Eclipse of the Heart" | "Total Eclipse of the Heart" | "Total Eclipse of the Heart" | "Total Eclipse of the Heart" | "Total Eclipse of the Heart" | "Total Eclipse of the Heart" | "Total Eclipse of the Heart" | "Total Eclipse of the Heart" | "Total Eclipse of the Heart" | "Total Eclipse of the Heart" | "Total Eclipse of the Heart" | "Total Eclipse of the Heart" | "Total Eclipse of the Heart" | "Total Eclipse of the Heart" | "Total Eclipse of the Heart" | "Total Eclipse of the Heart" | "Total Eclipse of the Heart" | "Total Eclipse of the Heart" | "Total Eclipse of the Heart" | "Total Eclipse of the Heart" | "Total Eclipse of the Heart" | "Total Eclipse of the Heart" | "Total Eclipse of the Heart" | "Total Eclipse of the Heart" | "Total Eclipse of the Heart" | "Total Eclipse of the Heart" | "Total Eclipse of the Heart" | Bonnie Tyler     | Bonnie Tyler     | Bonnie Tyler     | Bonnie Tyler     | Bonnie Tyler     | Bonnie Tyler     | Bonnie Tyler     | Bonnie Tyler     | Bonnie Tyler     | Bonnie Tyler     | Bonnie Tyler     | Bonnie Tyler     | Bonnie Tyler     | Bonnie Tyler     | Bonnie Tyler     | Bonnie Tyler     | Bonnie Tyler     | Bonnie Tyler     | Bonnie Tyler     | Bonnie Tyler     | Bonnie Tyler     | Bonnie Tyler     | Bonnie Tyler     | Bonnie Tyler     | Bonnie Tyler     | Bonnie Tyler     | Bonnie Tyler     | Bonnie Tyler     | Bonnie Tyler     | Bonnie Tyler     | Bonnie Tyler     | Bonnie Tyler     | Bonnie Tyler     | Bonnie Tyler     | Bonnie Tyler     | Bonnie Tyler     | Bonnie Tyler     | Bonnie Tyler     | Bonnie Tyler     | Bonnie Tyler     | Bonnie Tyler     | Bonnie Tyler     | Bonnie Tyler     | Bonnie Tyler     | Bonnie Tyler     | Bonnie Tyler     | Bonnie Tyler     | Bonnie Tyler     | Bonnie Tyler     | Bonnie Tyler     | Bonnie Tyler     | Bonnie Tyler     | Bonnie Tyler     | Bonnie Tyler     | Bonnie Tyler     | Bonnie Tyler     | Bonnie Tyler     | Bonnie Tyler     | Bonnie Tyler     | Bonnie Tyler     | Bonnie Tyler     | Bonnie Tyler     | Bonnie Tyler     | Bonnie Tyler     | Bonnie Tyler     | Bonnie Tyler     | Bonnie Tyler     | Bonnie Tyler     | Bonnie Tyler     | Bonnie Tyler     | Bonnie Tyler     | Bonnie Tyler     | Bonnie Tyler     | Bonnie Tyler     | Bonnie Tyler     | Bonnie Tyler     | Bonnie Tyler     | Bonnie Tyler     | Bonnie Tyler     | Bonnie Tyler     | Bonnie Tyler     | Bonnie Tyler     | Bonnie Tyler     | Bonnie Tyler     | Bonnie Tyler     | Bonnie Tyler     | Bonnie Tyler     | Bonnie Tyler     | Bonnie Tyler     | Bonnie Tyler     | Bonnie Tyler     | Bonnie Tyler     | Bonnie Tyler     | Bonnie Tyler     | Bonnie Tyler     | Bonnie Tyler     | Bonnie Tyler     | Bonnie Tyler     | Bonnie Tyler     | Bonnie Tyler     | Ganhadora | Ganhadora | Ganhadora | Ganhadora | Ganhadora | Ganhadora | Ganhadora | Ganhadora | Ganhadora | Ganhadora | Ganhadora | Ganhadora | Ganhadora | Ganhadora | Ganhadora | Ganhadora | Ganhadora | Ganhadora | Ganhadora | Ganhadora | Ganhadora | Ganhadora | Ganhadora | Ganhadora | Ganhadora | Ganhadora | Ganhadora | Ganhadora | Ganhadora | Ganhadora | Ganhadora | Ganhadora | Ganhadora | Ganhadora | Ganhadora | Ganhadora | Ganhadora | Ganhadora | Ganhadora | Ganhadora | Ganhadora | Ganhadora | Ganhadora | Ganhadora | Ganhadora | Ganhadora | Ganhadora | Ganhadora | Ganhadora | Ganhadora | Ganhadora | Ganhadora | Ganhadora | Ganhadora | Ganhadora | Ganhadora | Ganhadora | Ganhadora | Ganhadora | Ganhadora | Ganhadora | Ganhadora | Ganhadora | Ganhadora | Ganhadora | Ganhadora | Ganhadora | Ganhadora | Ganhadora | Ganhadora | Ganhadora | Ganhadora | Ganhadora | Ganhadora | Ganhadora | Ganhadora | Ganhadora | Ganhadora | Ganhadora | Ganhadora | Ganhadora | Ganhadora | Ganhadora | Ganhadora | Ganhadora | Ganhadora | Ganhadora | Ganhadora | Ganhadora | Ganhadora | Ganhadora | Ganhadora | Ganhadora | Ganhadora | Ganhadora | Ganhadora | Ganhadora | Ganhadora | Ganhadora | Ganhadora |

## American Idol
Allison fez sua audição para entrar na oitava temporada do programa American Idol em São Francisco no estado da California, e foi a quarta concorrente a entrar no top 13 como a mulher mais votada de seu grupo. Os jurados Simon Cowell e Randy Jackson declararam que ela era "alguém para se observar na competição". Depois de sua apresentação da música Alone, da banda Heart, se tornou uma das favoritas dos jurados. Na semana do Top 10, ela cantou Papa Was A Rollin' Stone da banda The Temptations e ouviu da jurada Kara DioGuardi que a voz dela "vinha de Deus e isso não se podia ensinar - você canta como se estivesse cantando por 400 anos". Na semana do top 8 ela cantou I Can't Make You Love Me da cantora Bonnie Raitt. Depois de sua apresentação, Randy Jackson a comparou com a vencedora da primeira temporada do programa, Kelly Clarkson e Kara DioGuardi disse "quer saber? Vamos gravar um álbum". Na semana do primeiro top 7, ela cantou I Don't Want to Miss a Thing, fazendo com que Simon Cowell dissese: "Você está ficando forte, eu consigo vê-la chegando até a final - você é única esperança de uma garota vencer esta competição". No segundo top 7, ela cantou Hot Stuff de Donna Summer, e mais uma vez obteve apenas respostas positivas dos jurados que elogiaram as alterações feitas no ritmo da música. No top 5, Allison cantou Someone to Watch Over Me. Randy Jackson comparou sua voz com a da cantora Pink e Kara DioGuardi disse: "Você ganhou muitos fãs esta noite... e se essa apresentação a colocar na final, eu não sei o que a colocará".

### Performances/Resultados
| Semana              | Semana              | Semana              | Semana              | Semana              | Semana              | Semana              | Semana              | Semana              | Semana              | Semana              | Semana              | Semana              | Semana              | Semana              | Semana              | Semana              | Semana              | Semana              | Semana              | Semana              | Semana              | Semana              | Semana              | Semana              | Semana              | Semana              | Semana              | Semana              | Semana              | Semana              | Semana              | Semana              | Semana              | Semana              | Semana              | Semana              | Semana              | Semana              | Semana              | Semana              | Semana              | Semana              | Semana              | Semana              | Semana              | Semana              | Semana              | Semana              | Semana              | Semana              | Semana              | Semana              | Semana              | Semana              | Semana              | Semana              | Semana              | Semana              | Semana              | Semana              | Semana              | Semana              | Semana              | Semana              | Semana              | Semana              | Semana              | Semana              | Semana              | Semana              | Semana              | Semana              | Semana              | Semana              | Semana              | Semana              | Semana              | Semana              | Semana              | Semana              | Semana              | Semana              | Semana              | Semana              | Semana              | Semana              | Semana              | Semana              | Semana              | Semana              | Semana              | Semana              | Semana              | Semana              | Semana              | Semana              | Semana              | Semana              | Semana              | Tema                           | Tema                           | Tema                           | Tema                           | Tema                           | Tema                           | Tema                           | Tema                           | Tema                           | Tema                           | Tema                           | Tema                           | Tema                           | Tema                           | Tema                           | Tema                           | Tema                           | Tema                           | Tema                           | Tema                           | Tema                           | Tema                           | Tema                           | Tema                           | Tema                           | Tema                           | Tema                           | Tema                           | Tema                           | Tema                           | Tema                           | Tema                           | Tema                           | Tema                           | Tema                           | Tema                           | Tema                           | Tema                           | Tema                           | Tema                           | Tema                           | Tema                           | Tema                           | Tema                           | Tema                           | Tema                           | Tema                           | Tema                           | Tema                           | Tema                           | Tema                           | Tema                           | Tema                           | Tema                           | Tema                           | Tema                           | Tema                           | Tema                           | Tema                           | Tema                           | Tema                           | Tema                           | Tema                           | Tema                           | Tema                           | Tema                           | Tema                           | Tema                           | Tema                           | Tema                           | Tema                           | Tema                           | Tema                           | Tema                           | Tema                           | Tema                           | Tema                           | Tema                           | Tema                           | Tema                           | Tema                           | Tema                           | Tema                           | Tema                           | Tema                           | Tema                           | Tema                           | Tema                           | Tema                           | Tema                           | Tema                           | Tema                           | Tema                           | Tema                           | Tema                           | Tema                           | Tema                           | Tema                           | Tema                           | Tema                           | Música                                    | Música                                    | Música                                    | Música                                    | Música                                    | Música                                    | Música                                    | Música                                    | Música                                    | Música                                    | Música                                    | Música                                    | Música                                    | Música                                    | Música                                    | Música                                    | Música                                    | Música                                    | Música                                    | Música                                    | Música                                    | Música                                    | Música                                    | Música                                    | Música                                    | Música                                    | Música                                    | Música                                    | Música                                    | Música                                    | Música                                    | Música                                    | Música                                    | Música                                    | Música                                    | Música                                    | Música                                    | Música                                    | Música                                    | Música                                    | Música                                    | Música                                    | Música                                    | Música                                    | Música                                    | Música                                    | Música                                    | Música                                    | Música                                    | Música                                    | Música                                    | Música                                    | Música                                    | Música                                    | Música                                    | Música                                    | Música                                    | Música                                    | Música                                    | Música                                    | Música                                    | Música                                    | Música                                    | Música                                    | Música                                    | Música                                    | Música                                    | Música                                    | Música                                    | Música                                    | Música                                    | Música                                    | Música                                    | Música                                    | Música                                    | Música                                    | Música                                    | Música                                    | Música                                    | Música                                    | Música                                    | Música                                    | Música                                    | Música                                    | Música                                    | Música                                    | Música                                    | Música                                    | Música                                    | Música                                    | Música                                    | Música                                    | Música                                    | Música                                    | Música                                    | Música                                    | Música                                    | Música                                    | Música                                    | Música                                    | Artista original  | Artista original  | Artista original  | Artista original  | Artista original  | Artista original  | Artista original  | Artista original  | Artista original  | Artista original  | Artista original  | Artista original  | Artista original  | Artista original  | Artista original  | Artista original  | Artista original  | Artista original  | Artista original  | Artista original  | Artista original  | Artista original  | Artista original  | Artista original  | Artista original  | Artista original  | Artista original  | Artista original  | Artista original  | Artista original  | Artista original  | Artista original  | Artista original  | Artista original  | Artista original  | Artista original  | Artista original  | Artista original  | Artista original  | Artista original  | Artista original  | Artista original  | Artista original  | Artista original  | Artista original  | Artista original  | Artista original  | Artista original  | Artista original  | Artista original  | Artista original  | Artista original  | Artista original  | Artista original  | Artista original  | Artista original  | Artista original  | Artista original  | Artista original  | Artista original  | Artista original  | Artista original  | Artista original  | Artista original  | Artista original  | Artista original  | Artista original  | Artista original  | Artista original  | Artista original  | Artista original  | Artista original  | Artista original  | Artista original  | Artista original  | Artista original  | Artista original  | Artista original  | Artista original  | Artista original  | Artista original  | Artista original  | Artista original  | Artista original  | Artista original  | Artista original  | Artista original  | Artista original  | Artista original  | Artista original  | Artista original  | Artista original  | Artista original  | Artista original  | Artista original  | Artista original  | Artista original  | Artista original  | Artista original  | Artista original  | Ordem em que cantou | Ordem em que cantou | Ordem em que cantou | Ordem em que cantou | Ordem em que cantou | Ordem em que cantou | Ordem em que cantou | Ordem em que cantou | Ordem em que cantou | Ordem em que cantou | Ordem em que cantou | Ordem em que cantou | Ordem em que cantou | Ordem em que cantou | Ordem em que cantou | Ordem em que cantou | Ordem em que cantou | Ordem em que cantou | Ordem em que cantou | Ordem em que cantou | Ordem em que cantou | Ordem em que cantou | Ordem em que cantou | Ordem em que cantou | Ordem em que cantou | Ordem em que cantou | Ordem em que cantou | Ordem em que cantou | Ordem em que cantou | Ordem em que cantou | Ordem em que cantou | Ordem em que cantou | Ordem em que cantou | Ordem em que cantou | Ordem em que cantou | Ordem em que cantou | Ordem em que cantou | Ordem em que cantou | Ordem em que cantou | Ordem em que cantou | Ordem em que cantou | Ordem em que cantou | Ordem em que cantou | Ordem em que cantou | Ordem em que cantou | Ordem em que cantou | Ordem em que cantou | Ordem em que cantou | Ordem em que cantou | Ordem em que cantou | Ordem em que cantou | Ordem em que cantou | Ordem em que cantou | Ordem em que cantou | Ordem em que cantou | Ordem em que cantou | Ordem em que cantou | Ordem em que cantou | Ordem em que cantou | Ordem em que cantou | Ordem em que cantou | Ordem em que cantou | Ordem em que cantou | Ordem em que cantou | Ordem em que cantou | Ordem em que cantou | Ordem em que cantou | Ordem em que cantou | Ordem em que cantou | Ordem em que cantou | Ordem em que cantou | Ordem em que cantou | Ordem em que cantou | Ordem em que cantou | Ordem em que cantou | Ordem em que cantou | Ordem em que cantou | Ordem em que cantou | Ordem em que cantou | Ordem em que cantou | Ordem em que cantou | Ordem em que cantou | Ordem em que cantou | Ordem em que cantou | Ordem em que cantou | Ordem em que cantou | Ordem em que cantou | Ordem em que cantou | Ordem em que cantou | Ordem em que cantou | Ordem em que cantou | Ordem em que cantou | Ordem em que cantou | Ordem em que cantou | Ordem em que cantou | Ordem em que cantou | Ordem em que cantou | Ordem em que cantou | Ordem em que cantou | Ordem em que cantou | Resultado       | Resultado       | Resultado       | Resultado       | Resultado       | Resultado       | Resultado       | Resultado       | Resultado       | Resultado       | Resultado       | Resultado       | Resultado       | Resultado       | Resultado       | Resultado       | Resultado       | Resultado       | Resultado       | Resultado       | Resultado       | Resultado       | Resultado       | Resultado       | Resultado       | Resultado       | Resultado       | Resultado       | Resultado       | Resultado       | Resultado       | Resultado       | Resultado       | Resultado       | Resultado       | Resultado       | Resultado       | Resultado       | Resultado       | Resultado       | Resultado       | Resultado       | Resultado       | Resultado       | Resultado       | Resultado       | Resultado       | Resultado       | Resultado       | Resultado       | Resultado       | Resultado       | Resultado       | Resultado       | Resultado       | Resultado       | Resultado       | Resultado       | Resultado       | Resultado       | Resultado       | Resultado       | Resultado       | Resultado       | Resultado       | Resultado       | Resultado       | Resultado       | Resultado       | Resultado       | Resultado       | Resultado       | Resultado       | Resultado       | Resultado       | Resultado       | Resultado       | Resultado       | Resultado       | Resultado       | Resultado       | Resultado       | Resultado       | Resultado       | Resultado       | Resultado       | Resultado       | Resultado       | Resultado       | Resultado       | Resultado       | Resultado       | Resultado       | Resultado       | Resultado       | Resultado       | Resultado       | Resultado       | Resultado       | Resultado       |
| Audição             | Audição             | Audição             | Audição             | Audição             | Audição             | Audição             | Audição             | Audição             | Audição             | Audição             | Audição             | Audição             | Audição             | Audição             | Audição             | Audição             | Audição             | Audição             | Audição             | Audição             | Audição             | Audição             | Audição             | Audição             | Audição             | Audição             | Audição             | Audição             | Audição             | Audição             | Audição             | Audição             | Audição             | Audição             | Audição             | Audição             | Audição             | Audição             | Audição             | Audição             | Audição             | Audição             | Audição             | Audição             | Audição             | Audição             | Audição             | Audição             | Audição             | Audição             | Audição             | Audição             | Audição             | Audição             | Audição             | Audição             | Audição             | Audição             | Audição             | Audição             | Audição             | Audição             | Audição             | Audição             | Audição             | Audição             | Audição             | Audição             | Audição             | Audição             | Audição             | Audição             | Audição             | Audição             | Audição             | Audição             | Audição             | Audição             | Audição             | Audição             | Audição             | Audição             | Audição             | Audição             | Audição             | Audição             | Audição             | Audição             | Audição             | Audição             | Audição             | Audição             | Audição             | Audição             | Audição             | Audição             | Audição             | Audição             | Audição             | Escolha própria                | Escolha própria                | Escolha própria                | Escolha própria                | Escolha própria                | Escolha própria                | Escolha própria                | Escolha própria                | Escolha própria                | Escolha própria                | Escolha própria                | Escolha própria                | Escolha própria                | Escolha própria                | Escolha própria                | Escolha própria                | Escolha própria                | Escolha própria                | Escolha própria                | Escolha própria                | Escolha própria                | Escolha própria                | Escolha própria                | Escolha própria                | Escolha própria                | Escolha própria                | Escolha própria                | Escolha própria                | Escolha própria                | Escolha própria                | Escolha própria                | Escolha própria                | Escolha própria                | Escolha própria                | Escolha própria                | Escolha própria                | Escolha própria                | Escolha própria                | Escolha própria                | Escolha própria                | Escolha própria                | Escolha própria                | Escolha própria                | Escolha própria                | Escolha própria                | Escolha própria                | Escolha própria                | Escolha própria                | Escolha própria                | Escolha própria                | Escolha própria                | Escolha própria                | Escolha própria                | Escolha própria                | Escolha própria                | Escolha própria                | Escolha própria                | Escolha própria                | Escolha própria                | Escolha própria                | Escolha própria                | Escolha própria                | Escolha própria                | Escolha própria                | Escolha própria                | Escolha própria                | Escolha própria                | Escolha própria                | Escolha própria                | Escolha própria                | Escolha própria                | Escolha própria                | Escolha própria                | Escolha própria                | Escolha própria                | Escolha própria                | Escolha própria                | Escolha própria                | Escolha própria                | Escolha própria                | Escolha própria                | Escolha própria                | Escolha própria                | Escolha própria                | Escolha própria                | Escolha própria                | Escolha própria                | Escolha própria                | Escolha própria                | Escolha própria                | Escolha própria                | Escolha própria                | Escolha própria                | Escolha própria                | Escolha própria                | Escolha própria                | Escolha própria                | Escolha própria                | Escolha própria                | Escolha própria                | (You Make Me Feel Like) A Natural Woman   | (You Make Me Feel Like) A Natural Woman   | (You Make Me Feel Like) A Natural Woman   | (You Make Me Feel Like) A Natural Woman   | (You Make Me Feel Like) A Natural Woman   | (You Make Me Feel Like) A Natural Woman   | (You Make Me Feel Like) A Natural Woman   | (You Make Me Feel Like) A Natural Woman   | (You Make Me Feel Like) A Natural Woman   | (You Make Me Feel Like) A Natural Woman   | (You Make Me Feel Like) A Natural Woman   | (You Make Me Feel Like) A Natural Woman   | (You Make Me Feel Like) A Natural Woman   | (You Make Me Feel Like) A Natural Woman   | (You Make Me Feel Like) A Natural Woman   | (You Make Me Feel Like) A Natural Woman   | (You Make Me Feel Like) A Natural Woman   | (You Make Me Feel Like) A Natural Woman   | (You Make Me Feel Like) A Natural Woman   | (You Make Me Feel Like) A Natural Woman   | (You Make Me Feel Like) A Natural Woman   | (You Make Me Feel Like) A Natural Woman   | (You Make Me Feel Like) A Natural Woman   | (You Make Me Feel Like) A Natural Woman   | (You Make Me Feel Like) A Natural Woman   | (You Make Me Feel Like) A Natural Woman   | (You Make Me Feel Like) A Natural Woman   | (You Make Me Feel Like) A Natural Woman   | (You Make Me Feel Like) A Natural Woman   | (You Make Me Feel Like) A Natural Woman   | (You Make Me Feel Like) A Natural Woman   | (You Make Me Feel Like) A Natural Woman   | (You Make Me Feel Like) A Natural Woman   | (You Make Me Feel Like) A Natural Woman   | (You Make Me Feel Like) A Natural Woman   | (You Make Me Feel Like) A Natural Woman   | (You Make Me Feel Like) A Natural Woman   | (You Make Me Feel Like) A Natural Woman   | (You Make Me Feel Like) A Natural Woman   | (You Make Me Feel Like) A Natural Woman   | (You Make Me Feel Like) A Natural Woman   | (You Make Me Feel Like) A Natural Woman   | (You Make Me Feel Like) A Natural Woman   | (You Make Me Feel Like) A Natural Woman   | (You Make Me Feel Like) A Natural Woman   | (You Make Me Feel Like) A Natural Woman   | (You Make Me Feel Like) A Natural Woman   | (You Make Me Feel Like) A Natural Woman   | (You Make Me Feel Like) A Natural Woman   | (You Make Me Feel Like) A Natural Woman   | (You Make Me Feel Like) A Natural Woman   | (You Make Me Feel Like) A Natural Woman   | (You Make Me Feel Like) A Natural Woman   | (You Make Me Feel Like) A Natural Woman   | (You Make Me Feel Like) A Natural Woman   | (You Make Me Feel Like) A Natural Woman   | (You Make Me Feel Like) A Natural Woman   | (You Make Me Feel Like) A Natural Woman   | (You Make Me Feel Like) A Natural Woman   | (You Make Me Feel Like) A Natural Woman   | (You Make Me Feel Like) A Natural Woman   | (You Make Me Feel Like) A Natural Woman   | (You Make Me Feel Like) A Natural Woman   | (You Make Me Feel Like) A Natural Woman   | (You Make Me Feel Like) A Natural Woman   | (You Make Me Feel Like) A Natural Woman   | (You Make Me Feel Like) A Natural Woman   | (You Make Me Feel Like) A Natural Woman   | (You Make Me Feel Like) A Natural Woman   | (You Make Me Feel Like) A Natural Woman   | (You Make Me Feel Like) A Natural Woman   | (You Make Me Feel Like) A Natural Woman   | (You Make Me Feel Like) A Natural Woman   | (You Make Me Feel Like) A Natural Woman   | (You Make Me Feel Like) A Natural Woman   | (You Make Me Feel Like) A Natural Woman   | (You Make Me Feel Like) A Natural Woman   | (You Make Me Feel Like) A Natural Woman   | (You Make Me Feel Like) A Natural Woman   | (You Make Me Feel Like) A Natural Woman   | (You Make Me Feel Like) A Natural Woman   | (You Make Me Feel Like) A Natural Woman   | (You Make Me Feel Like) A Natural Woman   | (You Make Me Feel Like) A Natural Woman   | (You Make Me Feel Like) A Natural Woman   | (You Make Me Feel Like) A Natural Woman   | (You Make Me Feel Like) A Natural Woman   | (You Make Me Feel Like) A Natural Woman   | (You Make Me Feel Like) A Natural Woman   | (You Make Me Feel Like) A Natural Woman   | (You Make Me Feel Like) A Natural Woman   | (You Make Me Feel Like) A Natural Woman   | (You Make Me Feel Like) A Natural Woman   | (You Make Me Feel Like) A Natural Woman   | (You Make Me Feel Like) A Natural Woman   | (You Make Me Feel Like) A Natural Woman   | (You Make Me Feel Like) A Natural Woman   | (You Make Me Feel Like) A Natural Woman   | (You Make Me Feel Like) A Natural Woman   | (You Make Me Feel Like) A Natural Woman   | Aretha Franklin   | Aretha Franklin   | Aretha Franklin   | Aretha Franklin   | Aretha Franklin   | Aretha Franklin   | Aretha Franklin   | Aretha Franklin   | Aretha Franklin   | Aretha Franklin   | Aretha Franklin   | Aretha Franklin   | Aretha Franklin   | Aretha Franklin   | Aretha Franklin   | Aretha Franklin   | Aretha Franklin   | Aretha Franklin   | Aretha Franklin   | Aretha Franklin   | Aretha Franklin   | Aretha Franklin   | Aretha Franklin   | Aretha Franklin   | Aretha Franklin   | Aretha Franklin   | Aretha Franklin   | Aretha Franklin   | Aretha Franklin   | Aretha Franklin   | Aretha Franklin   | Aretha Franklin   | Aretha Franklin   | Aretha Franklin   | Aretha Franklin   | Aretha Franklin   | Aretha Franklin   | Aretha Franklin   | Aretha Franklin   | Aretha Franklin   | Aretha Franklin   | Aretha Franklin   | Aretha Franklin   | Aretha Franklin   | Aretha Franklin   | Aretha Franklin   | Aretha Franklin   | Aretha Franklin   | Aretha Franklin   | Aretha Franklin   | Aretha Franklin   | Aretha Franklin   | Aretha Franklin   | Aretha Franklin   | Aretha Franklin   | Aretha Franklin   | Aretha Franklin   | Aretha Franklin   | Aretha Franklin   | Aretha Franklin   | Aretha Franklin   | Aretha Franklin   | Aretha Franklin   | Aretha Franklin   | Aretha Franklin   | Aretha Franklin   | Aretha Franklin   | Aretha Franklin   | Aretha Franklin   | Aretha Franklin   | Aretha Franklin   | Aretha Franklin   | Aretha Franklin   | Aretha Franklin   | Aretha Franklin   | Aretha Franklin   | Aretha Franklin   | Aretha Franklin   | Aretha Franklin   | Aretha Franklin   | Aretha Franklin   | Aretha Franklin   | Aretha Franklin   | Aretha Franklin   | Aretha Franklin   | Aretha Franklin   | Aretha Franklin   | Aretha Franklin   | Aretha Franklin   | Aretha Franklin   | Aretha Franklin   | Aretha Franklin   | Aretha Franklin   | Aretha Franklin   | Aretha Franklin   | Aretha Franklin   | Aretha Franklin   | Aretha Franklin   | Aretha Franklin   | Aretha Franklin   | N/A                 | N/A                 | N/A                 | N/A                 | N/A                 | N/A                 | N/A                 | N/A                 | N/A                 | N/A                 | N/A                 | N/A                 | N/A                 | N/A                 | N/A                 | N/A                 | N/A                 | N/A                 | N/A                 | N/A                 | N/A                 | N/A                 | N/A                 | N/A                 | N/A                 | N/A                 | N/A                 | N/A                 | N/A                 | N/A                 | N/A                 | N/A                 | N/A                 | N/A                 | N/A                 | N/A                 | N/A                 | N/A                 | N/A                 | N/A                 | N/A                 | N/A                 | N/A                 | N/A                 | N/A                 | N/A                 | N/A                 | N/A                 | N/A                 | N/A                 | N/A                 | N/A                 | N/A                 | N/A                 | N/A                 | N/A                 | N/A                 | N/A                 | N/A                 | N/A                 | N/A                 | N/A                 | N/A                 | N/A                 | N/A                 | N/A                 | N/A                 | N/A                 | N/A                 | N/A                 | N/A                 | N/A                 | N/A                 | N/A                 | N/A                 | N/A                 | N/A                 | N/A                 | N/A                 | N/A                 | N/A                 | N/A                 | N/A                 | N/A                 | N/A                 | N/A                 | N/A                 | N/A                 | N/A                 | N/A                 | N/A                 | N/A                 | N/A                 | N/A                 | N/A                 | N/A                 | N/A                 | N/A                 | N/A                 | N/A                 | Avançou         | Avançou         | Avançou         | Avançou         | Avançou         | Avançou         | Avançou         | Avançou         | Avançou         | Avançou         | Avançou         | Avançou         | Avançou         | Avançou         | Avançou         | Avançou         | Avançou         | Avançou         | Avançou         | Avançou         | Avançou         | Avançou         | Avançou         | Avançou         | Avançou         | Avançou         | Avançou         | Avançou         | Avançou         | Avançou         | Avançou         | Avançou         | Avançou         | Avançou         | Avançou         | Avançou         | Avançou         | Avançou         | Avançou         | Avançou         | Avançou         | Avançou         | Avançou         | Avançou         | Avançou         | Avançou         | Avançou         | Avançou         | Avançou         | Avançou         | Avançou         | Avançou         | Avançou         | Avançou         | Avançou         | Avançou         | Avançou         | Avançou         | Avançou         | Avançou         | Avançou         | Avançou         | Avançou         | Avançou         | Avançou         | Avançou         | Avançou         | Avançou         | Avançou         | Avançou         | Avançou         | Avançou         | Avançou         | Avançou         | Avançou         | Avançou         | Avançou         | Avançou         | Avançou         | Avançou         | Avançou         | Avançou         | Avançou         | Avançou         | Avançou         | Avançou         | Avançou         | Avançou         | Avançou         | Avançou         | Avançou         | Avançou         | Avançou         | Avançou         | Avançou         | Avançou         | Avançou         | Avançou         | Avançou         | Avançou         |
| Hollywood           | Hollywood           | Hollywood           | Hollywood           | Hollywood           | Hollywood           | Hollywood           | Hollywood           | Hollywood           | Hollywood           | Hollywood           | Hollywood           | Hollywood           | Hollywood           | Hollywood           | Hollywood           | Hollywood           | Hollywood           | Hollywood           | Hollywood           | Hollywood           | Hollywood           | Hollywood           | Hollywood           | Hollywood           | Hollywood           | Hollywood           | Hollywood           | Hollywood           | Hollywood           | Hollywood           | Hollywood           | Hollywood           | Hollywood           | Hollywood           | Hollywood           | Hollywood           | Hollywood           | Hollywood           | Hollywood           | Hollywood           | Hollywood           | Hollywood           | Hollywood           | Hollywood           | Hollywood           | Hollywood           | Hollywood           | Hollywood           | Hollywood           | Hollywood           | Hollywood           | Hollywood           | Hollywood           | Hollywood           | Hollywood           | Hollywood           | Hollywood           | Hollywood           | Hollywood           | Hollywood           | Hollywood           | Hollywood           | Hollywood           | Hollywood           | Hollywood           | Hollywood           | Hollywood           | Hollywood           | Hollywood           | Hollywood           | Hollywood           | Hollywood           | Hollywood           | Hollywood           | Hollywood           | Hollywood           | Hollywood           | Hollywood           | Hollywood           | Hollywood           | Hollywood           | Hollywood           | Hollywood           | Hollywood           | Hollywood           | Hollywood           | Hollywood           | Hollywood           | Hollywood           | Hollywood           | Hollywood           | Hollywood           | Hollywood           | Hollywood           | Hollywood           | Hollywood           | Hollywood           | Hollywood           | Hollywood           | Primeiro solo                  | Primeiro solo                  | Primeiro solo                  | Primeiro solo                  | Primeiro solo                  | Primeiro solo                  | Primeiro solo                  | Primeiro solo                  | Primeiro solo                  | Primeiro solo                  | Primeiro solo                  | Primeiro solo                  | Primeiro solo                  | Primeiro solo                  | Primeiro solo                  | Primeiro solo                  | Primeiro solo                  | Primeiro solo                  | Primeiro solo                  | Primeiro solo                  | Primeiro solo                  | Primeiro solo                  | Primeiro solo                  | Primeiro solo                  | Primeiro solo                  | Primeiro solo                  | Primeiro solo                  | Primeiro solo                  | Primeiro solo                  | Primeiro solo                  | Primeiro solo                  | Primeiro solo                  | Primeiro solo                  | Primeiro solo                  | Primeiro solo                  | Primeiro solo                  | Primeiro solo                  | Primeiro solo                  | Primeiro solo                  | Primeiro solo                  | Primeiro solo                  | Primeiro solo                  | Primeiro solo                  | Primeiro solo                  | Primeiro solo                  | Primeiro solo                  | Primeiro solo                  | Primeiro solo                  | Primeiro solo                  | Primeiro solo                  | Primeiro solo                  | Primeiro solo                  | Primeiro solo                  | Primeiro solo                  | Primeiro solo                  | Primeiro solo                  | Primeiro solo                  | Primeiro solo                  | Primeiro solo                  | Primeiro solo                  | Primeiro solo                  | Primeiro solo                  | Primeiro solo                  | Primeiro solo                  | Primeiro solo                  | Primeiro solo                  | Primeiro solo                  | Primeiro solo                  | Primeiro solo                  | Primeiro solo                  | Primeiro solo                  | Primeiro solo                  | Primeiro solo                  | Primeiro solo                  | Primeiro solo                  | Primeiro solo                  | Primeiro solo                  | Primeiro solo                  | Primeiro solo                  | Primeiro solo                  | Primeiro solo                  | Primeiro solo                  | Primeiro solo                  | Primeiro solo                  | Primeiro solo                  | Primeiro solo                  | Primeiro solo                  | Primeiro solo                  | Primeiro solo                  | Primeiro solo                  | Primeiro solo                  | Primeiro solo                  | Primeiro solo                  | Primeiro solo                  | Primeiro solo                  | Primeiro solo                  | Primeiro solo                  | Primeiro solo                  | Primeiro solo                  | Primeiro solo                  | [não exibido]                             | [não exibido]                             | [não exibido]                             | [não exibido]                             | [não exibido]                             | [não exibido]                             | [não exibido]                             | [não exibido]                             | [não exibido]                             | [não exibido]                             | [não exibido]                             | [não exibido]                             | [não exibido]                             | [não exibido]                             | [não exibido]                             | [não exibido]                             | [não exibido]                             | [não exibido]                             | [não exibido]                             | [não exibido]                             | [não exibido]                             | [não exibido]                             | [não exibido]                             | [não exibido]                             | [não exibido]                             | [não exibido]                             | [não exibido]                             | [não exibido]                             | [não exibido]                             | [não exibido]                             | [não exibido]                             | [não exibido]                             | [não exibido]                             | [não exibido]                             | [não exibido]                             | [não exibido]                             | [não exibido]                             | [não exibido]                             | [não exibido]                             | [não exibido]                             | [não exibido]                             | [não exibido]                             | [não exibido]                             | [não exibido]                             | [não exibido]                             | [não exibido]                             | [não exibido]                             | [não exibido]                             | [não exibido]                             | [não exibido]                             | [não exibido]                             | [não exibido]                             | [não exibido]                             | [não exibido]                             | [não exibido]                             | [não exibido]                             | [não exibido]                             | [não exibido]                             | [não exibido]                             | [não exibido]                             | [não exibido]                             | [não exibido]                             | [não exibido]                             | [não exibido]                             | [não exibido]                             | [não exibido]                             | [não exibido]                             | [não exibido]                             | [não exibido]                             | [não exibido]                             | [não exibido]                             | [não exibido]                             | [não exibido]                             | [não exibido]                             | [não exibido]                             | [não exibido]                             | [não exibido]                             | [não exibido]                             | [não exibido]                             | [não exibido]                             | [não exibido]                             | [não exibido]                             | [não exibido]                             | [não exibido]                             | [não exibido]                             | [não exibido]                             | [não exibido]                             | [não exibido]                             | [não exibido]                             | [não exibido]                             | [não exibido]                             | [não exibido]                             | [não exibido]                             | [não exibido]                             | [não exibido]                             | [não exibido]                             | [não exibido]                             | [não exibido]                             | [não exibido]                             | [não exibido]                             | -                 | -                 | -                 | -                 | -                 | -                 | -                 | -                 | -                 | -                 | -                 | -                 | -                 | -                 | -                 | -                 | -                 | -                 | -                 | -                 | -                 | -                 | -                 | -                 | -                 | -                 | -                 | -                 | -                 | -                 | -                 | -                 | -                 | -                 | -                 | -                 | -                 | -                 | -                 | -                 | -                 | -                 | -                 | -                 | -                 | -                 | -                 | -                 | -                 | -                 | -                 | -                 | -                 | -                 | -                 | -                 | -                 | -                 | -                 | -                 | -                 | -                 | -                 | -                 | -                 | -                 | -                 | -                 | -                 | -                 | -                 | -                 | -                 | -                 | -                 | -                 | -                 | -                 | -                 | -                 | -                 | -                 | -                 | -                 | -                 | -                 | -                 | -                 | -                 | -                 | -                 | -                 | -                 | -                 | -                 | -                 | -                 | -                 | -                 | -                 | N/A                 | N/A                 | N/A                 | N/A                 | N/A                 | N/A                 | N/A                 | N/A                 | N/A                 | N/A                 | N/A                 | N/A                 | N/A                 | N/A                 | N/A                 | N/A                 | N/A                 | N/A                 | N/A                 | N/A                 | N/A                 | N/A                 | N/A                 | N/A                 | N/A                 | N/A                 | N/A                 | N/A                 | N/A                 | N/A                 | N/A                 | N/A                 | N/A                 | N/A                 | N/A                 | N/A                 | N/A                 | N/A                 | N/A                 | N/A                 | N/A                 | N/A                 | N/A                 | N/A                 | N/A                 | N/A                 | N/A                 | N/A                 | N/A                 | N/A                 | N/A                 | N/A                 | N/A                 | N/A                 | N/A                 | N/A                 | N/A                 | N/A                 | N/A                 | N/A                 | N/A                 | N/A                 | N/A                 | N/A                 | N/A                 | N/A                 | N/A                 | N/A                 | N/A                 | N/A                 | N/A                 | N/A                 | N/A                 | N/A                 | N/A                 | N/A                 | N/A                 | N/A                 | N/A                 | N/A                 | N/A                 | N/A                 | N/A                 | N/A                 | N/A                 | N/A                 | N/A                 | N/A                 | N/A                 | N/A                 | N/A                 | N/A                 | N/A                 | N/A                 | N/A                 | N/A                 | N/A                 | N/A                 | N/A                 | N/A                 | Avançou         | Avançou         | Avançou         | Avançou         | Avançou         | Avançou         | Avançou         | Avançou         | Avançou         | Avançou         | Avançou         | Avançou         | Avançou         | Avançou         | Avançou         | Avançou         | Avançou         | Avançou         | Avançou         | Avançou         | Avançou         | Avançou         | Avançou         | Avançou         | Avançou         | Avançou         | Avançou         | Avançou         | Avançou         | Avançou         | Avançou         | Avançou         | Avançou         | Avançou         | Avançou         | Avançou         | Avançou         | Avançou         | Avançou         | Avançou         | Avançou         | Avançou         | Avançou         | Avançou         | Avançou         | Avançou         | Avançou         | Avançou         | Avançou         | Avançou         | Avançou         | Avançou         | Avançou         | Avançou         | Avançou         | Avançou         | Avançou         | Avançou         | Avançou         | Avançou         | Avançou         | Avançou         | Avançou         | Avançou         | Avançou         | Avançou         | Avançou         | Avançou         | Avançou         | Avançou         | Avançou         | Avançou         | Avançou         | Avançou         | Avançou         | Avançou         | Avançou         | Avançou         | Avançou         | Avançou         | Avançou         | Avançou         | Avançou         | Avançou         | Avançou         | Avançou         | Avançou         | Avançou         | Avançou         | Avançou         | Avançou         | Avançou         | Avançou         | Avançou         | Avançou         | Avançou         | Avançou         | Avançou         | Avançou         | Avançou         |
| Hollywood           | Hollywood           | Hollywood           | Hollywood           | Hollywood           | Hollywood           | Hollywood           | Hollywood           | Hollywood           | Hollywood           | Hollywood           | Hollywood           | Hollywood           | Hollywood           | Hollywood           | Hollywood           | Hollywood           | Hollywood           | Hollywood           | Hollywood           | Hollywood           | Hollywood           | Hollywood           | Hollywood           | Hollywood           | Hollywood           | Hollywood           | Hollywood           | Hollywood           | Hollywood           | Hollywood           | Hollywood           | Hollywood           | Hollywood           | Hollywood           | Hollywood           | Hollywood           | Hollywood           | Hollywood           | Hollywood           | Hollywood           | Hollywood           | Hollywood           | Hollywood           | Hollywood           | Hollywood           | Hollywood           | Hollywood           | Hollywood           | Hollywood           | Hollywood           | Hollywood           | Hollywood           | Hollywood           | Hollywood           | Hollywood           | Hollywood           | Hollywood           | Hollywood           | Hollywood           | Hollywood           | Hollywood           | Hollywood           | Hollywood           | Hollywood           | Hollywood           | Hollywood           | Hollywood           | Hollywood           | Hollywood           | Hollywood           | Hollywood           | Hollywood           | Hollywood           | Hollywood           | Hollywood           | Hollywood           | Hollywood           | Hollywood           | Hollywood           | Hollywood           | Hollywood           | Hollywood           | Hollywood           | Hollywood           | Hollywood           | Hollywood           | Hollywood           | Hollywood           | Hollywood           | Hollywood           | Hollywood           | Hollywood           | Hollywood           | Hollywood           | Hollywood           | Hollywood           | Hollywood           | Hollywood           | Hollywood           | Apresentação em grupo          | Apresentação em grupo          | Apresentação em grupo          | Apresentação em grupo          | Apresentação em grupo          | Apresentação em grupo          | Apresentação em grupo          | Apresentação em grupo          | Apresentação em grupo          | Apresentação em grupo          | Apresentação em grupo          | Apresentação em grupo          | Apresentação em grupo          | Apresentação em grupo          | Apresentação em grupo          | Apresentação em grupo          | Apresentação em grupo          | Apresentação em grupo          | Apresentação em grupo          | Apresentação em grupo          | Apresentação em grupo          | Apresentação em grupo          | Apresentação em grupo          | Apresentação em grupo          | Apresentação em grupo          | Apresentação em grupo          | Apresentação em grupo          | Apresentação em grupo          | Apresentação em grupo          | Apresentação em grupo          | Apresentação em grupo          | Apresentação em grupo          | Apresentação em grupo          | Apresentação em grupo          | Apresentação em grupo          | Apresentação em grupo          | Apresentação em grupo          | Apresentação em grupo          | Apresentação em grupo          | Apresentação em grupo          | Apresentação em grupo          | Apresentação em grupo          | Apresentação em grupo          | Apresentação em grupo          | Apresentação em grupo          | Apresentação em grupo          | Apresentação em grupo          | Apresentação em grupo          | Apresentação em grupo          | Apresentação em grupo          | Apresentação em grupo          | Apresentação em grupo          | Apresentação em grupo          | Apresentação em grupo          | Apresentação em grupo          | Apresentação em grupo          | Apresentação em grupo          | Apresentação em grupo          | Apresentação em grupo          | Apresentação em grupo          | Apresentação em grupo          | Apresentação em grupo          | Apresentação em grupo          | Apresentação em grupo          | Apresentação em grupo          | Apresentação em grupo          | Apresentação em grupo          | Apresentação em grupo          | Apresentação em grupo          | Apresentação em grupo          | Apresentação em grupo          | Apresentação em grupo          | Apresentação em grupo          | Apresentação em grupo          | Apresentação em grupo          | Apresentação em grupo          | Apresentação em grupo          | Apresentação em grupo          | Apresentação em grupo          | Apresentação em grupo          | Apresentação em grupo          | Apresentação em grupo          | Apresentação em grupo          | Apresentação em grupo          | Apresentação em grupo          | Apresentação em grupo          | Apresentação em grupo          | Apresentação em grupo          | Apresentação em grupo          | Apresentação em grupo          | Apresentação em grupo          | Apresentação em grupo          | Apresentação em grupo          | Apresentação em grupo          | Apresentação em grupo          | Apresentação em grupo          | Apresentação em grupo          | Apresentação em grupo          | Apresentação em grupo          | Apresentação em grupo          | [não exibido]                             | [não exibido]                             | [não exibido]                             | [não exibido]                             | [não exibido]                             | [não exibido]                             | [não exibido]                             | [não exibido]                             | [não exibido]                             | [não exibido]                             | [não exibido]                             | [não exibido]                             | [não exibido]                             | [não exibido]                             | [não exibido]                             | [não exibido]                             | [não exibido]                             | [não exibido]                             | [não exibido]                             | [não exibido]                             | [não exibido]                             | [não exibido]                             | [não exibido]                             | [não exibido]                             | [não exibido]                             | [não exibido]                             | [não exibido]                             | [não exibido]                             | [não exibido]                             | [não exibido]                             | [não exibido]                             | [não exibido]                             | [não exibido]                             | [não exibido]                             | [não exibido]                             | [não exibido]                             | [não exibido]                             | [não exibido]                             | [não exibido]                             | [não exibido]                             | [não exibido]                             | [não exibido]                             | [não exibido]                             | [não exibido]                             | [não exibido]                             | [não exibido]                             | [não exibido]                             | [não exibido]                             | [não exibido]                             | [não exibido]                             | [não exibido]                             | [não exibido]                             | [não exibido]                             | [não exibido]                             | [não exibido]                             | [não exibido]                             | [não exibido]                             | [não exibido]                             | [não exibido]                             | [não exibido]                             | [não exibido]                             | [não exibido]                             | [não exibido]                             | [não exibido]                             | [não exibido]                             | [não exibido]                             | [não exibido]                             | [não exibido]                             | [não exibido]                             | [não exibido]                             | [não exibido]                             | [não exibido]                             | [não exibido]                             | [não exibido]                             | [não exibido]                             | [não exibido]                             | [não exibido]                             | [não exibido]                             | [não exibido]                             | [não exibido]                             | [não exibido]                             | [não exibido]                             | [não exibido]                             | [não exibido]                             | [não exibido]                             | [não exibido]                             | [não exibido]                             | [não exibido]                             | [não exibido]                             | [não exibido]                             | [não exibido]                             | [não exibido]                             | [não exibido]                             | [não exibido]                             | [não exibido]                             | [não exibido]                             | [não exibido]                             | [não exibido]                             | [não exibido]                             | [não exibido]                             | -                 | -                 | -                 | -                 | -                 | -                 | -                 | -                 | -                 | -                 | -                 | -                 | -                 | -                 | -                 | -                 | -                 | -                 | -                 | -                 | -                 | -                 | -                 | -                 | -                 | -                 | -                 | -                 | -                 | -                 | -                 | -                 | -                 | -                 | -                 | -                 | -                 | -                 | -                 | -                 | -                 | -                 | -                 | -                 | -                 | -                 | -                 | -                 | -                 | -                 | -                 | -                 | -                 | -                 | -                 | -                 | -                 | -                 | -                 | -                 | -                 | -                 | -                 | -                 | -                 | -                 | -                 | -                 | -                 | -                 | -                 | -                 | -                 | -                 | -                 | -                 | -                 | -                 | -                 | -                 | -                 | -                 | -                 | -                 | -                 | -                 | -                 | -                 | -                 | -                 | -                 | -                 | -                 | -                 | -                 | -                 | -                 | -                 | -                 | -                 | N/A                 | N/A                 | N/A                 | N/A                 | N/A                 | N/A                 | N/A                 | N/A                 | N/A                 | N/A                 | N/A                 | N/A                 | N/A                 | N/A                 | N/A                 | N/A                 | N/A                 | N/A                 | N/A                 | N/A                 | N/A                 | N/A                 | N/A                 | N/A                 | N/A                 | N/A                 | N/A                 | N/A                 | N/A                 | N/A                 | N/A                 | N/A                 | N/A                 | N/A                 | N/A                 | N/A                 | N/A                 | N/A                 | N/A                 | N/A                 | N/A                 | N/A                 | N/A                 | N/A                 | N/A                 | N/A                 | N/A                 | N/A                 | N/A                 | N/A                 | N/A                 | N/A                 | N/A                 | N/A                 | N/A                 | N/A                 | N/A                 | N/A                 | N/A                 | N/A                 | N/A                 | N/A                 | N/A                 | N/A                 | N/A                 | N/A                 | N/A                 | N/A                 | N/A                 | N/A                 | N/A                 | N/A                 | N/A                 | N/A                 | N/A                 | N/A                 | N/A                 | N/A                 | N/A                 | N/A                 | N/A                 | N/A                 | N/A                 | N/A                 | N/A                 | N/A                 | N/A                 | N/A                 | N/A                 | N/A                 | N/A                 | N/A                 | N/A                 | N/A                 | N/A                 | N/A                 | N/A                 | N/A                 | N/A                 | N/A                 | Avançou         | Avançou         | Avançou         | Avançou         | Avançou         | Avançou         | Avançou         | Avançou         | Avançou         | Avançou         | Avançou         | Avançou         | Avançou         | Avançou         | Avançou         | Avançou         | Avançou         | Avançou         | Avançou         | Avançou         | Avançou         | Avançou         | Avançou         | Avançou         | Avançou         | Avançou         | Avançou         | Avançou         | Avançou         | Avançou         | Avançou         | Avançou         | Avançou         | Avançou         | Avançou         | Avançou         | Avançou         | Avançou         | Avançou         | Avançou         | Avançou         | Avançou         | Avançou         | Avançou         | Avançou         | Avançou         | Avançou         | Avançou         | Avançou         | Avançou         | Avançou         | Avançou         | Avançou         | Avançou         | Avançou         | Avançou         | Avançou         | Avançou         | Avançou         | Avançou         | Avançou         | Avançou         | Avançou         | Avançou         | Avançou         | Avançou         | Avançou         | Avançou         | Avançou         | Avançou         | Avançou         | Avançou         | Avançou         | Avançou         | Avançou         | Avançou         | Avançou         | Avançou         | Avançou         | Avançou         | Avançou         | Avançou         | Avançou         | Avançou         | Avançou         | Avançou         | Avançou         | Avançou         | Avançou         | Avançou         | Avançou         | Avançou         | Avançou         | Avançou         | Avançou         | Avançou         | Avançou         | Avançou         | Avançou         | Avançou         |
| Hollywood           | Hollywood           | Hollywood           | Hollywood           | Hollywood           | Hollywood           | Hollywood           | Hollywood           | Hollywood           | Hollywood           | Hollywood           | Hollywood           | Hollywood           | Hollywood           | Hollywood           | Hollywood           | Hollywood           | Hollywood           | Hollywood           | Hollywood           | Hollywood           | Hollywood           | Hollywood           | Hollywood           | Hollywood           | Hollywood           | Hollywood           | Hollywood           | Hollywood           | Hollywood           | Hollywood           | Hollywood           | Hollywood           | Hollywood           | Hollywood           | Hollywood           | Hollywood           | Hollywood           | Hollywood           | Hollywood           | Hollywood           | Hollywood           | Hollywood           | Hollywood           | Hollywood           | Hollywood           | Hollywood           | Hollywood           | Hollywood           | Hollywood           | Hollywood           | Hollywood           | Hollywood           | Hollywood           | Hollywood           | Hollywood           | Hollywood           | Hollywood           | Hollywood           | Hollywood           | Hollywood           | Hollywood           | Hollywood           | Hollywood           | Hollywood           | Hollywood           | Hollywood           | Hollywood           | Hollywood           | Hollywood           | Hollywood           | Hollywood           | Hollywood           | Hollywood           | Hollywood           | Hollywood           | Hollywood           | Hollywood           | Hollywood           | Hollywood           | Hollywood           | Hollywood           | Hollywood           | Hollywood           | Hollywood           | Hollywood           | Hollywood           | Hollywood           | Hollywood           | Hollywood           | Hollywood           | Hollywood           | Hollywood           | Hollywood           | Hollywood           | Hollywood           | Hollywood           | Hollywood           | Hollywood           | Hollywood           | Segundo solo                   | Segundo solo                   | Segundo solo                   | Segundo solo                   | Segundo solo                   | Segundo solo                   | Segundo solo                   | Segundo solo                   | Segundo solo                   | Segundo solo                   | Segundo solo                   | Segundo solo                   | Segundo solo                   | Segundo solo                   | Segundo solo                   | Segundo solo                   | Segundo solo                   | Segundo solo                   | Segundo solo                   | Segundo solo                   | Segundo solo                   | Segundo solo                   | Segundo solo                   | Segundo solo                   | Segundo solo                   | Segundo solo                   | Segundo solo                   | Segundo solo                   | Segundo solo                   | Segundo solo                   | Segundo solo                   | Segundo solo                   | Segundo solo                   | Segundo solo                   | Segundo solo                   | Segundo solo                   | Segundo solo                   | Segundo solo                   | Segundo solo                   | Segundo solo                   | Segundo solo                   | Segundo solo                   | Segundo solo                   | Segundo solo                   | Segundo solo                   | Segundo solo                   | Segundo solo                   | Segundo solo                   | Segundo solo                   | Segundo solo                   | Segundo solo                   | Segundo solo                   | Segundo solo                   | Segundo solo                   | Segundo solo                   | Segundo solo                   | Segundo solo                   | Segundo solo                   | Segundo solo                   | Segundo solo                   | Segundo solo                   | Segundo solo                   | Segundo solo                   | Segundo solo                   | Segundo solo                   | Segundo solo                   | Segundo solo                   | Segundo solo                   | Segundo solo                   | Segundo solo                   | Segundo solo                   | Segundo solo                   | Segundo solo                   | Segundo solo                   | Segundo solo                   | Segundo solo                   | Segundo solo                   | Segundo solo                   | Segundo solo                   | Segundo solo                   | Segundo solo                   | Segundo solo                   | Segundo solo                   | Segundo solo                   | Segundo solo                   | Segundo solo                   | Segundo solo                   | Segundo solo                   | Segundo solo                   | Segundo solo                   | Segundo solo                   | Segundo solo                   | Segundo solo                   | Segundo solo                   | Segundo solo                   | Segundo solo                   | Segundo solo                   | Segundo solo                   | Segundo solo                   | Segundo solo                   | Because of You                            | Because of You                            | Because of You                            | Because of You                            | Because of You                            | Because of You                            | Because of You                            | Because of You                            | Because of You                            | Because of You                            | Because of You                            | Because of You                            | Because of You                            | Because of You                            | Because of You                            | Because of You                            | Because of You                            | Because of You                            | Because of You                            | Because of You                            | Because of You                            | Because of You                            | Because of You                            | Because of You                            | Because of You                            | Because of You                            | Because of You                            | Because of You                            | Because of You                            | Because of You                            | Because of You                            | Because of You                            | Because of You                            | Because of You                            | Because of You                            | Because of You                            | Because of You                            | Because of You                            | Because of You                            | Because of You                            | Because of You                            | Because of You                            | Because of You                            | Because of You                            | Because of You                            | Because of You                            | Because of You                            | Because of You                            | Because of You                            | Because of You                            | Because of You                            | Because of You                            | Because of You                            | Because of You                            | Because of You                            | Because of You                            | Because of You                            | Because of You                            | Because of You                            | Because of You                            | Because of You                            | Because of You                            | Because of You                            | Because of You                            | Because of You                            | Because of You                            | Because of You                            | Because of You                            | Because of You                            | Because of You                            | Because of You                            | Because of You                            | Because of You                            | Because of You                            | Because of You                            | Because of You                            | Because of You                            | Because of You                            | Because of You                            | Because of You                            | Because of You                            | Because of You                            | Because of You                            | Because of You                            | Because of You                            | Because of You                            | Because of You                            | Because of You                            | Because of You                            | Because of You                            | Because of You                            | Because of You                            | Because of You                            | Because of You                            | Because of You                            | Because of You                            | Because of You                            | Because of You                            | Because of You                            | Because of You                            | Kelly Clarkson    | Kelly Clarkson    | Kelly Clarkson    | Kelly Clarkson    | Kelly Clarkson    | Kelly Clarkson    | Kelly Clarkson    | Kelly Clarkson    | Kelly Clarkson    | Kelly Clarkson    | Kelly Clarkson    | Kelly Clarkson    | Kelly Clarkson    | Kelly Clarkson    | Kelly Clarkson    | Kelly Clarkson    | Kelly Clarkson    | Kelly Clarkson    | Kelly Clarkson    | Kelly Clarkson    | Kelly Clarkson    | Kelly Clarkson    | Kelly Clarkson    | Kelly Clarkson    | Kelly Clarkson    | Kelly Clarkson    | Kelly Clarkson    | Kelly Clarkson    | Kelly Clarkson    | Kelly Clarkson    | Kelly Clarkson    | Kelly Clarkson    | Kelly Clarkson    | Kelly Clarkson    | Kelly Clarkson    | Kelly Clarkson    | Kelly Clarkson    | Kelly Clarkson    | Kelly Clarkson    | Kelly Clarkson    | Kelly Clarkson    | Kelly Clarkson    | Kelly Clarkson    | Kelly Clarkson    | Kelly Clarkson    | Kelly Clarkson    | Kelly Clarkson    | Kelly Clarkson    | Kelly Clarkson    | Kelly Clarkson    | Kelly Clarkson    | Kelly Clarkson    | Kelly Clarkson    | Kelly Clarkson    | Kelly Clarkson    | Kelly Clarkson    | Kelly Clarkson    | Kelly Clarkson    | Kelly Clarkson    | Kelly Clarkson    | Kelly Clarkson    | Kelly Clarkson    | Kelly Clarkson    | Kelly Clarkson    | Kelly Clarkson    | Kelly Clarkson    | Kelly Clarkson    | Kelly Clarkson    | Kelly Clarkson    | Kelly Clarkson    | Kelly Clarkson    | Kelly Clarkson    | Kelly Clarkson    | Kelly Clarkson    | Kelly Clarkson    | Kelly Clarkson    | Kelly Clarkson    | Kelly Clarkson    | Kelly Clarkson    | Kelly Clarkson    | Kelly Clarkson    | Kelly Clarkson    | Kelly Clarkson    | Kelly Clarkson    | Kelly Clarkson    | Kelly Clarkson    | Kelly Clarkson    | Kelly Clarkson    | Kelly Clarkson    | Kelly Clarkson    | Kelly Clarkson    | Kelly Clarkson    | Kelly Clarkson    | Kelly Clarkson    | Kelly Clarkson    | Kelly Clarkson    | Kelly Clarkson    | Kelly Clarkson    | Kelly Clarkson    | Kelly Clarkson    | N/A                 | N/A                 | N/A                 | N/A                 | N/A                 | N/A                 | N/A                 | N/A                 | N/A                 | N/A                 | N/A                 | N/A                 | N/A                 | N/A                 | N/A                 | N/A                 | N/A                 | N/A                 | N/A                 | N/A                 | N/A                 | N/A                 | N/A                 | N/A                 | N/A                 | N/A                 | N/A                 | N/A                 | N/A                 | N/A                 | N/A                 | N/A                 | N/A                 | N/A                 | N/A                 | N/A                 | N/A                 | N/A                 | N/A                 | N/A                 | N/A                 | N/A                 | N/A                 | N/A                 | N/A                 | N/A                 | N/A                 | N/A                 | N/A                 | N/A                 | N/A                 | N/A                 | N/A                 | N/A                 | N/A                 | N/A                 | N/A                 | N/A                 | N/A                 | N/A                 | N/A                 | N/A                 | N/A                 | N/A                 | N/A                 | N/A                 | N/A                 | N/A                 | N/A                 | N/A                 | N/A                 | N/A                 | N/A                 | N/A                 | N/A                 | N/A                 | N/A                 | N/A                 | N/A                 | N/A                 | N/A                 | N/A                 | N/A                 | N/A                 | N/A                 | N/A                 | N/A                 | N/A                 | N/A                 | N/A                 | N/A                 | N/A                 | N/A                 | N/A                 | N/A                 | N/A                 | N/A                 | N/A                 | N/A                 | N/A                 | Avançou         | Avançou         | Avançou         | Avançou         | Avançou         | Avançou         | Avançou         | Avançou         | Avançou         | Avançou         | Avançou         | Avançou         | Avançou         | Avançou         | Avançou         | Avançou         | Avançou         | Avançou         | Avançou         | Avançou         | Avançou         | Avançou         | Avançou         | Avançou         | Avançou         | Avançou         | Avançou         | Avançou         | Avançou         | Avançou         | Avançou         | Avançou         | Avançou         | Avançou         | Avançou         | Avançou         | Avançou         | Avançou         | Avançou         | Avançou         | Avançou         | Avançou         | Avançou         | Avançou         | Avançou         | Avançou         | Avançou         | Avançou         | Avançou         | Avançou         | Avançou         | Avançou         | Avançou         | Avançou         | Avançou         | Avançou         | Avançou         | Avançou         | Avançou         | Avançou         | Avançou         | Avançou         | Avançou         | Avançou         | Avançou         | Avançou         | Avançou         | Avançou         | Avançou         | Avançou         | Avançou         | Avançou         | Avançou         | Avançou         | Avançou         | Avançou         | Avançou         | Avançou         | Avançou         | Avançou         | Avançou         | Avançou         | Avançou         | Avançou         | Avançou         | Avançou         | Avançou         | Avançou         | Avançou         | Avançou         | Avançou         | Avançou         | Avançou         | Avançou         | Avançou         | Avançou         | Avançou         | Avançou         | Avançou         | Avançou         |
| Top 36/Semi-Final 2 | Top 36/Semi-Final 2 | Top 36/Semi-Final 2 | Top 36/Semi-Final 2 | Top 36/Semi-Final 2 | Top 36/Semi-Final 2 | Top 36/Semi-Final 2 | Top 36/Semi-Final 2 | Top 36/Semi-Final 2 | Top 36/Semi-Final 2 | Top 36/Semi-Final 2 | Top 36/Semi-Final 2 | Top 36/Semi-Final 2 | Top 36/Semi-Final 2 | Top 36/Semi-Final 2 | Top 36/Semi-Final 2 | Top 36/Semi-Final 2 | Top 36/Semi-Final 2 | Top 36/Semi-Final 2 | Top 36/Semi-Final 2 | Top 36/Semi-Final 2 | Top 36/Semi-Final 2 | Top 36/Semi-Final 2 | Top 36/Semi-Final 2 | Top 36/Semi-Final 2 | Top 36/Semi-Final 2 | Top 36/Semi-Final 2 | Top 36/Semi-Final 2 | Top 36/Semi-Final 2 | Top 36/Semi-Final 2 | Top 36/Semi-Final 2 | Top 36/Semi-Final 2 | Top 36/Semi-Final 2 | Top 36/Semi-Final 2 | Top 36/Semi-Final 2 | Top 36/Semi-Final 2 | Top 36/Semi-Final 2 | Top 36/Semi-Final 2 | Top 36/Semi-Final 2 | Top 36/Semi-Final 2 | Top 36/Semi-Final 2 | Top 36/Semi-Final 2 | Top 36/Semi-Final 2 | Top 36/Semi-Final 2 | Top 36/Semi-Final 2 | Top 36/Semi-Final 2 | Top 36/Semi-Final 2 | Top 36/Semi-Final 2 | Top 36/Semi-Final 2 | Top 36/Semi-Final 2 | Top 36/Semi-Final 2 | Top 36/Semi-Final 2 | Top 36/Semi-Final 2 | Top 36/Semi-Final 2 | Top 36/Semi-Final 2 | Top 36/Semi-Final 2 | Top 36/Semi-Final 2 | Top 36/Semi-Final 2 | Top 36/Semi-Final 2 | Top 36/Semi-Final 2 | Top 36/Semi-Final 2 | Top 36/Semi-Final 2 | Top 36/Semi-Final 2 | Top 36/Semi-Final 2 | Top 36/Semi-Final 2 | Top 36/Semi-Final 2 | Top 36/Semi-Final 2 | Top 36/Semi-Final 2 | Top 36/Semi-Final 2 | Top 36/Semi-Final 2 | Top 36/Semi-Final 2 | Top 36/Semi-Final 2 | Top 36/Semi-Final 2 | Top 36/Semi-Final 2 | Top 36/Semi-Final 2 | Top 36/Semi-Final 2 | Top 36/Semi-Final 2 | Top 36/Semi-Final 2 | Top 36/Semi-Final 2 | Top 36/Semi-Final 2 | Top 36/Semi-Final 2 | Top 36/Semi-Final 2 | Top 36/Semi-Final 2 | Top 36/Semi-Final 2 | Top 36/Semi-Final 2 | Top 36/Semi-Final 2 | Top 36/Semi-Final 2 | Top 36/Semi-Final 2 | Top 36/Semi-Final 2 | Top 36/Semi-Final 2 | Top 36/Semi-Final 2 | Top 36/Semi-Final 2 | Top 36/Semi-Final 2 | Top 36/Semi-Final 2 | Top 36/Semi-Final 2 | Top 36/Semi-Final 2 | Top 36/Semi-Final 2 | Top 36/Semi-Final 2 | Top 36/Semi-Final 2 | Top 36/Semi-Final 2 | Billboard Hot 100 Hits to Date | Billboard Hot 100 Hits to Date | Billboard Hot 100 Hits to Date | Billboard Hot 100 Hits to Date | Billboard Hot 100 Hits to Date | Billboard Hot 100 Hits to Date | Billboard Hot 100 Hits to Date | Billboard Hot 100 Hits to Date | Billboard Hot 100 Hits to Date | Billboard Hot 100 Hits to Date | Billboard Hot 100 Hits to Date | Billboard Hot 100 Hits to Date | Billboard Hot 100 Hits to Date | Billboard Hot 100 Hits to Date | Billboard Hot 100 Hits to Date | Billboard Hot 100 Hits to Date | Billboard Hot 100 Hits to Date | Billboard Hot 100 Hits to Date | Billboard Hot 100 Hits to Date | Billboard Hot 100 Hits to Date | Billboard Hot 100 Hits to Date | Billboard Hot 100 Hits to Date | Billboard Hot 100 Hits to Date | Billboard Hot 100 Hits to Date | Billboard Hot 100 Hits to Date | Billboard Hot 100 Hits to Date | Billboard Hot 100 Hits to Date | Billboard Hot 100 Hits to Date | Billboard Hot 100 Hits to Date | Billboard Hot 100 Hits to Date | Billboard Hot 100 Hits to Date | Billboard Hot 100 Hits to Date | Billboard Hot 100 Hits to Date | Billboard Hot 100 Hits to Date | Billboard Hot 100 Hits to Date | Billboard Hot 100 Hits to Date | Billboard Hot 100 Hits to Date | Billboard Hot 100 Hits to Date | Billboard Hot 100 Hits to Date | Billboard Hot 100 Hits to Date | Billboard Hot 100 Hits to Date | Billboard Hot 100 Hits to Date | Billboard Hot 100 Hits to Date | Billboard Hot 100 Hits to Date | Billboard Hot 100 Hits to Date | Billboard Hot 100 Hits to Date | Billboard Hot 100 Hits to Date | Billboard Hot 100 Hits to Date | Billboard Hot 100 Hits to Date | Billboard Hot 100 Hits to Date | Billboard Hot 100 Hits to Date | Billboard Hot 100 Hits to Date | Billboard Hot 100 Hits to Date | Billboard Hot 100 Hits to Date | Billboard Hot 100 Hits to Date | Billboard Hot 100 Hits to Date | Billboard Hot 100 Hits to Date | Billboard Hot 100 Hits to Date | Billboard Hot 100 Hits to Date | Billboard Hot 100 Hits to Date | Billboard Hot 100 Hits to Date | Billboard Hot 100 Hits to Date | Billboard Hot 100 Hits to Date | Billboard Hot 100 Hits to Date | Billboard Hot 100 Hits to Date | Billboard Hot 100 Hits to Date | Billboard Hot 100 Hits to Date | Billboard Hot 100 Hits to Date | Billboard Hot 100 Hits to Date | Billboard Hot 100 Hits to Date | Billboard Hot 100 Hits to Date | Billboard Hot 100 Hits to Date | Billboard Hot 100 Hits to Date | Billboard Hot 100 Hits to Date | Billboard Hot 100 Hits to Date | Billboard Hot 100 Hits to Date | Billboard Hot 100 Hits to Date | Billboard Hot 100 Hits to Date | Billboard Hot 100 Hits to Date | Billboard Hot 100 Hits to Date | Billboard Hot 100 Hits to Date | Billboard Hot 100 Hits to Date | Billboard Hot 100 Hits to Date | Billboard Hot 100 Hits to Date | Billboard Hot 100 Hits to Date | Billboard Hot 100 Hits to Date | Billboard Hot 100 Hits to Date | Billboard Hot 100 Hits to Date | Billboard Hot 100 Hits to Date | Billboard Hot 100 Hits to Date | Billboard Hot 100 Hits to Date | Billboard Hot 100 Hits to Date | Billboard Hot 100 Hits to Date | Billboard Hot 100 Hits to Date | Billboard Hot 100 Hits to Date | Billboard Hot 100 Hits to Date | Billboard Hot 100 Hits to Date | Billboard Hot 100 Hits to Date | Billboard Hot 100 Hits to Date | Billboard Hot 100 Hits to Date | Alone                                     | Alone                                     | Alone                                     | Alone                                     | Alone                                     | Alone                                     | Alone                                     | Alone                                     | Alone                                     | Alone                                     | Alone                                     | Alone                                     | Alone                                     | Alone                                     | Alone                                     | Alone                                     | Alone                                     | Alone                                     | Alone                                     | Alone                                     | Alone                                     | Alone                                     | Alone                                     | Alone                                     | Alone                                     | Alone                                     | Alone                                     | Alone                                     | Alone                                     | Alone                                     | Alone                                     | Alone                                     | Alone                                     | Alone                                     | Alone                                     | Alone                                     | Alone                                     | Alone                                     | Alone                                     | Alone                                     | Alone                                     | Alone                                     | Alone                                     | Alone                                     | Alone                                     | Alone                                     | Alone                                     | Alone                                     | Alone                                     | Alone                                     | Alone                                     | Alone                                     | Alone                                     | Alone                                     | Alone                                     | Alone                                     | Alone                                     | Alone                                     | Alone                                     | Alone                                     | Alone                                     | Alone                                     | Alone                                     | Alone                                     | Alone                                     | Alone                                     | Alone                                     | Alone                                     | Alone                                     | Alone                                     | Alone                                     | Alone                                     | Alone                                     | Alone                                     | Alone                                     | Alone                                     | Alone                                     | Alone                                     | Alone                                     | Alone                                     | Alone                                     | Alone                                     | Alone                                     | Alone                                     | Alone                                     | Alone                                     | Alone                                     | Alone                                     | Alone                                     | Alone                                     | Alone                                     | Alone                                     | Alone                                     | Alone                                     | Alone                                     | Alone                                     | Alone                                     | Alone                                     | Alone                                     | Alone                                     | Heart             | Heart             | Heart             | Heart             | Heart             | Heart             | Heart             | Heart             | Heart             | Heart             | Heart             | Heart             | Heart             | Heart             | Heart             | Heart             | Heart             | Heart             | Heart             | Heart             | Heart             | Heart             | Heart             | Heart             | Heart             | Heart             | Heart             | Heart             | Heart             | Heart             | Heart             | Heart             | Heart             | Heart             | Heart             | Heart             | Heart             | Heart             | Heart             | Heart             | Heart             | Heart             | Heart             | Heart             | Heart             | Heart             | Heart             | Heart             | Heart             | Heart             | Heart             | Heart             | Heart             | Heart             | Heart             | Heart             | Heart             | Heart             | Heart             | Heart             | Heart             | Heart             | Heart             | Heart             | Heart             | Heart             | Heart             | Heart             | Heart             | Heart             | Heart             | Heart             | Heart             | Heart             | Heart             | Heart             | Heart             | Heart             | Heart             | Heart             | Heart             | Heart             | Heart             | Heart             | Heart             | Heart             | Heart             | Heart             | Heart             | Heart             | Heart             | Heart             | Heart             | Heart             | Heart             | Heart             | Heart             | Heart             | Heart             | Heart             | 5                   | 5                   | 5                   | 5                   | 5                   | 5                   | 5                   | 5                   | 5                   | 5                   | 5                   | 5                   | 5                   | 5                   | 5                   | 5                   | 5                   | 5                   | 5                   | 5                   | 5                   | 5                   | 5                   | 5                   | 5                   | 5                   | 5                   | 5                   | 5                   | 5                   | 5                   | 5                   | 5                   | 5                   | 5                   | 5                   | 5                   | 5                   | 5                   | 5                   | 5                   | 5                   | 5                   | 5                   | 5                   | 5                   | 5                   | 5                   | 5                   | 5                   | 5                   | 5                   | 5                   | 5                   | 5                   | 5                   | 5                   | 5                   | 5                   | 5                   | 5                   | 5                   | 5                   | 5                   | 5                   | 5                   | 5                   | 5                   | 5                   | 5                   | 5                   | 5                   | 5                   | 5                   | 5                   | 5                   | 5                   | 5                   | 5                   | 5                   | 5                   | 5                   | 5                   | 5                   | 5                   | 5                   | 5                   | 5                   | 5                   | 5                   | 5                   | 5                   | 5                   | 5                   | 5                   | 5                   | 5                   | 5                   | 5                   | 5                   | Avançou         | Avançou         | Avançou         | Avançou         | Avançou         | Avançou         | Avançou         | Avançou         | Avançou         | Avançou         | Avançou         | Avançou         | Avançou         | Avançou         | Avançou         | Avançou         | Avançou         | Avançou         | Avançou         | Avançou         | Avançou         | Avançou         | Avançou         | Avançou         | Avançou         | Avançou         | Avançou         | Avançou         | Avançou         | Avançou         | Avançou         | Avançou         | Avançou         | Avançou         | Avançou         | Avançou         | Avançou         | Avançou         | Avançou         | Avançou         | Avançou         | Avançou         | Avançou         | Avançou         | Avançou         | Avançou         | Avançou         | Avançou         | Avançou         | Avançou         | Avançou         | Avançou         | Avançou         | Avançou         | Avançou         | Avançou         | Avançou         | Avançou         | Avançou         | Avançou         | Avançou         | Avançou         | Avançou         | Avançou         | Avançou         | Avançou         | Avançou         | Avançou         | Avançou         | Avançou         | Avançou         | Avançou         | Avançou         | Avançou         | Avançou         | Avançou         | Avançou         | Avançou         | Avançou         | Avançou         | Avançou         | Avançou         | Avançou         | Avançou         | Avançou         | Avançou         | Avançou         | Avançou         | Avançou         | Avançou         | Avançou         | Avançou         | Avançou         | Avançou         | Avançou         | Avançou         | Avançou         | Avançou         | Avançou         | Avançou         |
| Top 13              | Top 13              | Top 13              | Top 13              | Top 13              | Top 13              | Top 13              | Top 13              | Top 13              | Top 13              | Top 13              | Top 13              | Top 13              | Top 13              | Top 13              | Top 13              | Top 13              | Top 13              | Top 13              | Top 13              | Top 13              | Top 13              | Top 13              | Top 13              | Top 13              | Top 13              | Top 13              | Top 13              | Top 13              | Top 13              | Top 13              | Top 13              | Top 13              | Top 13              | Top 13              | Top 13              | Top 13              | Top 13              | Top 13              | Top 13              | Top 13              | Top 13              | Top 13              | Top 13              | Top 13              | Top 13              | Top 13              | Top 13              | Top 13              | Top 13              | Top 13              | Top 13              | Top 13              | Top 13              | Top 13              | Top 13              | Top 13              | Top 13              | Top 13              | Top 13              | Top 13              | Top 13              | Top 13              | Top 13              | Top 13              | Top 13              | Top 13              | Top 13              | Top 13              | Top 13              | Top 13              | Top 13              | Top 13              | Top 13              | Top 13              | Top 13              | Top 13              | Top 13              | Top 13              | Top 13              | Top 13              | Top 13              | Top 13              | Top 13              | Top 13              | Top 13              | Top 13              | Top 13              | Top 13              | Top 13              | Top 13              | Top 13              | Top 13              | Top 13              | Top 13              | Top 13              | Top 13              | Top 13              | Top 13              | Top 13              | Michael Jackson                | Michael Jackson                | Michael Jackson                | Michael Jackson                | Michael Jackson                | Michael Jackson                | Michael Jackson                | Michael Jackson                | Michael Jackson                | Michael Jackson                | Michael Jackson                | Michael Jackson                | Michael Jackson                | Michael Jackson                | Michael Jackson                | Michael Jackson                | Michael Jackson                | Michael Jackson                | Michael Jackson                | Michael Jackson                | Michael Jackson                | Michael Jackson                | Michael Jackson                | Michael Jackson                | Michael Jackson                | Michael Jackson                | Michael Jackson                | Michael Jackson                | Michael Jackson                | Michael Jackson                | Michael Jackson                | Michael Jackson                | Michael Jackson                | Michael Jackson                | Michael Jackson                | Michael Jackson                | Michael Jackson                | Michael Jackson                | Michael Jackson                | Michael Jackson                | Michael Jackson                | Michael Jackson                | Michael Jackson                | Michael Jackson                | Michael Jackson                | Michael Jackson                | Michael Jackson                | Michael Jackson                | Michael Jackson                | Michael Jackson                | Michael Jackson                | Michael Jackson                | Michael Jackson                | Michael Jackson                | Michael Jackson                | Michael Jackson                | Michael Jackson                | Michael Jackson                | Michael Jackson                | Michael Jackson                | Michael Jackson                | Michael Jackson                | Michael Jackson                | Michael Jackson                | Michael Jackson                | Michael Jackson                | Michael Jackson                | Michael Jackson                | Michael Jackson                | Michael Jackson                | Michael Jackson                | Michael Jackson                | Michael Jackson                | Michael Jackson                | Michael Jackson                | Michael Jackson                | Michael Jackson                | Michael Jackson                | Michael Jackson                | Michael Jackson                | Michael Jackson                | Michael Jackson                | Michael Jackson                | Michael Jackson                | Michael Jackson                | Michael Jackson                | Michael Jackson                | Michael Jackson                | Michael Jackson                | Michael Jackson                | Michael Jackson                | Michael Jackson                | Michael Jackson                | Michael Jackson                | Michael Jackson                | Michael Jackson                | Michael Jackson                | Michael Jackson                | Michael Jackson                | Michael Jackson                | Give In to Me                             | Give In to Me                             | Give In to Me                             | Give In to Me                             | Give In to Me                             | Give In to Me                             | Give In to Me                             | Give In to Me                             | Give In to Me                             | Give In to Me                             | Give In to Me                             | Give In to Me                             | Give In to Me                             | Give In to Me                             | Give In to Me                             | Give In to Me                             | Give In to Me                             | Give In to Me                             | Give In to Me                             | Give In to Me                             | Give In to Me                             | Give In to Me                             | Give In to Me                             | Give In to Me                             | Give In to Me                             | Give In to Me                             | Give In to Me                             | Give In to Me                             | Give In to Me                             | Give In to Me                             | Give In to Me                             | Give In to Me                             | Give In to Me                             | Give In to Me                             | Give In to Me                             | Give In to Me                             | Give In to Me                             | Give In to Me                             | Give In to Me                             | Give In to Me                             | Give In to Me                             | Give In to Me                             | Give In to Me                             | Give In to Me                             | Give In to Me                             | Give In to Me                             | Give In to Me                             | Give In to Me                             | Give In to Me                             | Give In to Me                             | Give In to Me                             | Give In to Me                             | Give In to Me                             | Give In to Me                             | Give In to Me                             | Give In to Me                             | Give In to Me                             | Give In to Me                             | Give In to Me                             | Give In to Me                             | Give In to Me                             | Give In to Me                             | Give In to Me                             | Give In to Me                             | Give In to Me                             | Give In to Me                             | Give In to Me                             | Give In to Me                             | Give In to Me                             | Give In to Me                             | Give In to Me                             | Give In to Me                             | Give In to Me                             | Give In to Me                             | Give In to Me                             | Give In to Me                             | Give In to Me                             | Give In to Me                             | Give In to Me                             | Give In to Me                             | Give In to Me                             | Give In to Me                             | Give In to Me                             | Give In to Me                             | Give In to Me                             | Give In to Me                             | Give In to Me                             | Give In to Me                             | Give In to Me                             | Give In to Me                             | Give In to Me                             | Give In to Me                             | Give In to Me                             | Give In to Me                             | Give In to Me                             | Give In to Me                             | Give In to Me                             | Give In to Me                             | Give In to Me                             | Give In to Me                             | Michael Jackson   | Michael Jackson   | Michael Jackson   | Michael Jackson   | Michael Jackson   | Michael Jackson   | Michael Jackson   | Michael Jackson   | Michael Jackson   | Michael Jackson   | Michael Jackson   | Michael Jackson   | Michael Jackson   | Michael Jackson   | Michael Jackson   | Michael Jackson   | Michael Jackson   | Michael Jackson   | Michael Jackson   | Michael Jackson   | Michael Jackson   | Michael Jackson   | Michael Jackson   | Michael Jackson   | Michael Jackson   | Michael Jackson   | Michael Jackson   | Michael Jackson   | Michael Jackson   | Michael Jackson   | Michael Jackson   | Michael Jackson   | Michael Jackson   | Michael Jackson   | Michael Jackson   | Michael Jackson   | Michael Jackson   | Michael Jackson   | Michael Jackson   | Michael Jackson   | Michael Jackson   | Michael Jackson   | Michael Jackson   | Michael Jackson   | Michael Jackson   | Michael Jackson   | Michael Jackson   | Michael Jackson   | Michael Jackson   | Michael Jackson   | Michael Jackson   | Michael Jackson   | Michael Jackson   | Michael Jackson   | Michael Jackson   | Michael Jackson   | Michael Jackson   | Michael Jackson   | Michael Jackson   | Michael Jackson   | Michael Jackson   | Michael Jackson   | Michael Jackson   | Michael Jackson   | Michael Jackson   | Michael Jackson   | Michael Jackson   | Michael Jackson   | Michael Jackson   | Michael Jackson   | Michael Jackson   | Michael Jackson   | Michael Jackson   | Michael Jackson   | Michael Jackson   | Michael Jackson   | Michael Jackson   | Michael Jackson   | Michael Jackson   | Michael Jackson   | Michael Jackson   | Michael Jackson   | Michael Jackson   | Michael Jackson   | Michael Jackson   | Michael Jackson   | Michael Jackson   | Michael Jackson   | Michael Jackson   | Michael Jackson   | Michael Jackson   | Michael Jackson   | Michael Jackson   | Michael Jackson   | Michael Jackson   | Michael Jackson   | Michael Jackson   | Michael Jackson   | Michael Jackson   | Michael Jackson   | 7                   | 7                   | 7                   | 7                   | 7                   | 7                   | 7                   | 7                   | 7                   | 7                   | 7                   | 7                   | 7                   | 7                   | 7                   | 7                   | 7                   | 7                   | 7                   | 7                   | 7                   | 7                   | 7                   | 7                   | 7                   | 7                   | 7                   | 7                   | 7                   | 7                   | 7                   | 7                   | 7                   | 7                   | 7                   | 7                   | 7                   | 7                   | 7                   | 7                   | 7                   | 7                   | 7                   | 7                   | 7                   | 7                   | 7                   | 7                   | 7                   | 7                   | 7                   | 7                   | 7                   | 7                   | 7                   | 7                   | 7                   | 7                   | 7                   | 7                   | 7                   | 7                   | 7                   | 7                   | 7                   | 7                   | 7                   | 7                   | 7                   | 7                   | 7                   | 7                   | 7                   | 7                   | 7                   | 7                   | 7                   | 7                   | 7                   | 7                   | 7                   | 7                   | 7                   | 7                   | 7                   | 7                   | 7                   | 7                   | 7                   | 7                   | 7                   | 7                   | 7                   | 7                   | 7                   | 7                   | 7                   | 7                   | 7                   | 7                   | Salva           | Salva           | Salva           | Salva           | Salva           | Salva           | Salva           | Salva           | Salva           | Salva           | Salva           | Salva           | Salva           | Salva           | Salva           | Salva           | Salva           | Salva           | Salva           | Salva           | Salva           | Salva           | Salva           | Salva           | Salva           | Salva           | Salva           | Salva           | Salva           | Salva           | Salva           | Salva           | Salva           | Salva           | Salva           | Salva           | Salva           | Salva           | Salva           | Salva           | Salva           | Salva           | Salva           | Salva           | Salva           | Salva           | Salva           | Salva           | Salva           | Salva           | Salva           | Salva           | Salva           | Salva           | Salva           | Salva           | Salva           | Salva           | Salva           | Salva           | Salva           | Salva           | Salva           | Salva           | Salva           | Salva           | Salva           | Salva           | Salva           | Salva           | Salva           | Salva           | Salva           | Salva           | Salva           | Salva           | Salva           | Salva           | Salva           | Salva           | Salva           | Salva           | Salva           | Salva           | Salva           | Salva           | Salva           | Salva           | Salva           | Salva           | Salva           | Salva           | Salva           | Salva           | Salva           | Salva           | Salva           | Salva           | Salva           | Salva           |
| Top 11              | Top 11              | Top 11              | Top 11              | Top 11              | Top 11              | Top 11              | Top 11              | Top 11              | Top 11              | Top 11              | Top 11              | Top 11              | Top 11              | Top 11              | Top 11              | Top 11              | Top 11              | Top 11              | Top 11              | Top 11              | Top 11              | Top 11              | Top 11              | Top 11              | Top 11              | Top 11              | Top 11              | Top 11              | Top 11              | Top 11              | Top 11              | Top 11              | Top 11              | Top 11              | Top 11              | Top 11              | Top 11              | Top 11              | Top 11              | Top 11              | Top 11              | Top 11              | Top 11              | Top 11              | Top 11              | Top 11              | Top 11              | Top 11              | Top 11              | Top 11              | Top 11              | Top 11              | Top 11              | Top 11              | Top 11              | Top 11              | Top 11              | Top 11              | Top 11              | Top 11              | Top 11              | Top 11              | Top 11              | Top 11              | Top 11              | Top 11              | Top 11              | Top 11              | Top 11              | Top 11              | Top 11              | Top 11              | Top 11              | Top 11              | Top 11              | Top 11              | Top 11              | Top 11              | Top 11              | Top 11              | Top 11              | Top 11              | Top 11              | Top 11              | Top 11              | Top 11              | Top 11              | Top 11              | Top 11              | Top 11              | Top 11              | Top 11              | Top 11              | Top 11              | Top 11              | Top 11              | Top 11              | Top 11              | Top 11              | Grand Ole Opry                 | Grand Ole Opry                 | Grand Ole Opry                 | Grand Ole Opry                 | Grand Ole Opry                 | Grand Ole Opry                 | Grand Ole Opry                 | Grand Ole Opry                 | Grand Ole Opry                 | Grand Ole Opry                 | Grand Ole Opry                 | Grand Ole Opry                 | Grand Ole Opry                 | Grand Ole Opry                 | Grand Ole Opry                 | Grand Ole Opry                 | Grand Ole Opry                 | Grand Ole Opry                 | Grand Ole Opry                 | Grand Ole Opry                 | Grand Ole Opry                 | Grand Ole Opry                 | Grand Ole Opry                 | Grand Ole Opry                 | Grand Ole Opry                 | Grand Ole Opry                 | Grand Ole Opry                 | Grand Ole Opry                 | Grand Ole Opry                 | Grand Ole Opry                 | Grand Ole Opry                 | Grand Ole Opry                 | Grand Ole Opry                 | Grand Ole Opry                 | Grand Ole Opry                 | Grand Ole Opry                 | Grand Ole Opry                 | Grand Ole Opry                 | Grand Ole Opry                 | Grand Ole Opry                 | Grand Ole Opry                 | Grand Ole Opry                 | Grand Ole Opry                 | Grand Ole Opry                 | Grand Ole Opry                 | Grand Ole Opry                 | Grand Ole Opry                 | Grand Ole Opry                 | Grand Ole Opry                 | Grand Ole Opry                 | Grand Ole Opry                 | Grand Ole Opry                 | Grand Ole Opry                 | Grand Ole Opry                 | Grand Ole Opry                 | Grand Ole Opry                 | Grand Ole Opry                 | Grand Ole Opry                 | Grand Ole Opry                 | Grand Ole Opry                 | Grand Ole Opry                 | Grand Ole Opry                 | Grand Ole Opry                 | Grand Ole Opry                 | Grand Ole Opry                 | Grand Ole Opry                 | Grand Ole Opry                 | Grand Ole Opry                 | Grand Ole Opry                 | Grand Ole Opry                 | Grand Ole Opry                 | Grand Ole Opry                 | Grand Ole Opry                 | Grand Ole Opry                 | Grand Ole Opry                 | Grand Ole Opry                 | Grand Ole Opry                 | Grand Ole Opry                 | Grand Ole Opry                 | Grand Ole Opry                 | Grand Ole Opry                 | Grand Ole Opry                 | Grand Ole Opry                 | Grand Ole Opry                 | Grand Ole Opry                 | Grand Ole Opry                 | Grand Ole Opry                 | Grand Ole Opry                 | Grand Ole Opry                 | Grand Ole Opry                 | Grand Ole Opry                 | Grand Ole Opry                 | Grand Ole Opry                 | Grand Ole Opry                 | Grand Ole Opry                 | Grand Ole Opry                 | Grand Ole Opry                 | Grand Ole Opry                 | Grand Ole Opry                 | Grand Ole Opry                 | Blame It on Your Heart                    | Blame It on Your Heart                    | Blame It on Your Heart                    | Blame It on Your Heart                    | Blame It on Your Heart                    | Blame It on Your Heart                    | Blame It on Your Heart                    | Blame It on Your Heart                    | Blame It on Your Heart                    | Blame It on Your Heart                    | Blame It on Your Heart                    | Blame It on Your Heart                    | Blame It on Your Heart                    | Blame It on Your Heart                    | Blame It on Your Heart                    | Blame It on Your Heart                    | Blame It on Your Heart                    | Blame It on Your Heart                    | Blame It on Your Heart                    | Blame It on Your Heart                    | Blame It on Your Heart                    | Blame It on Your Heart                    | Blame It on Your Heart                    | Blame It on Your Heart                    | Blame It on Your Heart                    | Blame It on Your Heart                    | Blame It on Your Heart                    | Blame It on Your Heart                    | Blame It on Your Heart                    | Blame It on Your Heart                    | Blame It on Your Heart                    | Blame It on Your Heart                    | Blame It on Your Heart                    | Blame It on Your Heart                    | Blame It on Your Heart                    | Blame It on Your Heart                    | Blame It on Your Heart                    | Blame It on Your Heart                    | Blame It on Your Heart                    | Blame It on Your Heart                    | Blame It on Your Heart                    | Blame It on Your Heart                    | Blame It on Your Heart                    | Blame It on Your Heart                    | Blame It on Your Heart                    | Blame It on Your Heart                    | Blame It on Your Heart                    | Blame It on Your Heart                    | Blame It on Your Heart                    | Blame It on Your Heart                    | Blame It on Your Heart                    | Blame It on Your Heart                    | Blame It on Your Heart                    | Blame It on Your Heart                    | Blame It on Your Heart                    | Blame It on Your Heart                    | Blame It on Your Heart                    | Blame It on Your Heart                    | Blame It on Your Heart                    | Blame It on Your Heart                    | Blame It on Your Heart                    | Blame It on Your Heart                    | Blame It on Your Heart                    | Blame It on Your Heart                    | Blame It on Your Heart                    | Blame It on Your Heart                    | Blame It on Your Heart                    | Blame It on Your Heart                    | Blame It on Your Heart                    | Blame It on Your Heart                    | Blame It on Your Heart                    | Blame It on Your Heart                    | Blame It on Your Heart                    | Blame It on Your Heart                    | Blame It on Your Heart                    | Blame It on Your Heart                    | Blame It on Your Heart                    | Blame It on Your Heart                    | Blame It on Your Heart                    | Blame It on Your Heart                    | Blame It on Your Heart                    | Blame It on Your Heart                    | Blame It on Your Heart                    | Blame It on Your Heart                    | Blame It on Your Heart                    | Blame It on Your Heart                    | Blame It on Your Heart                    | Blame It on Your Heart                    | Blame It on Your Heart                    | Blame It on Your Heart                    | Blame It on Your Heart                    | Blame It on Your Heart                    | Blame It on Your Heart                    | Blame It on Your Heart                    | Blame It on Your Heart                    | Blame It on Your Heart                    | Blame It on Your Heart                    | Blame It on Your Heart                    | Blame It on Your Heart                    | Blame It on Your Heart                    | Patty Loveless    | Patty Loveless    | Patty Loveless    | Patty Loveless    | Patty Loveless    | Patty Loveless    | Patty Loveless    | Patty Loveless    | Patty Loveless    | Patty Loveless    | Patty Loveless    | Patty Loveless    | Patty Loveless    | Patty Loveless    | Patty Loveless    | Patty Loveless    | Patty Loveless    | Patty Loveless    | Patty Loveless    | Patty Loveless    | Patty Loveless    | Patty Loveless    | Patty Loveless    | Patty Loveless    | Patty Loveless    | Patty Loveless    | Patty Loveless    | Patty Loveless    | Patty Loveless    | Patty Loveless    | Patty Loveless    | Patty Loveless    | Patty Loveless    | Patty Loveless    | Patty Loveless    | Patty Loveless    | Patty Loveless    | Patty Loveless    | Patty Loveless    | Patty Loveless    | Patty Loveless    | Patty Loveless    | Patty Loveless    | Patty Loveless    | Patty Loveless    | Patty Loveless    | Patty Loveless    | Patty Loveless    | Patty Loveless    | Patty Loveless    | Patty Loveless    | Patty Loveless    | Patty Loveless    | Patty Loveless    | Patty Loveless    | Patty Loveless    | Patty Loveless    | Patty Loveless    | Patty Loveless    | Patty Loveless    | Patty Loveless    | Patty Loveless    | Patty Loveless    | Patty Loveless    | Patty Loveless    | Patty Loveless    | Patty Loveless    | Patty Loveless    | Patty Loveless    | Patty Loveless    | Patty Loveless    | Patty Loveless    | Patty Loveless    | Patty Loveless    | Patty Loveless    | Patty Loveless    | Patty Loveless    | Patty Loveless    | Patty Loveless    | Patty Loveless    | Patty Loveless    | Patty Loveless    | Patty Loveless    | Patty Loveless    | Patty Loveless    | Patty Loveless    | Patty Loveless    | Patty Loveless    | Patty Loveless    | Patty Loveless    | Patty Loveless    | Patty Loveless    | Patty Loveless    | Patty Loveless    | Patty Loveless    | Patty Loveless    | Patty Loveless    | Patty Loveless    | Patty Loveless    | Patty Loveless    | 2                   | 2                   | 2                   | 2                   | 2                   | 2                   | 2                   | 2                   | 2                   | 2                   | 2                   | 2                   | 2                   | 2                   | 2                   | 2                   | 2                   | 2                   | 2                   | 2                   | 2                   | 2                   | 2                   | 2                   | 2                   | 2                   | 2                   | 2                   | 2                   | 2                   | 2                   | 2                   | 2                   | 2                   | 2                   | 2                   | 2                   | 2                   | 2                   | 2                   | 2                   | 2                   | 2                   | 2                   | 2                   | 2                   | 2                   | 2                   | 2                   | 2                   | 2                   | 2                   | 2                   | 2                   | 2                   | 2                   | 2                   | 2                   | 2                   | 2                   | 2                   | 2                   | 2                   | 2                   | 2                   | 2                   | 2                   | 2                   | 2                   | 2                   | 2                   | 2                   | 2                   | 2                   | 2                   | 2                   | 2                   | 2                   | 2                   | 2                   | 2                   | 2                   | 2                   | 2                   | 2                   | 2                   | 2                   | 2                   | 2                   | 2                   | 2                   | 2                   | 2                   | 2                   | 2                   | 2                   | 2                   | 2                   | 2                   | 2                   | 3 menos votados | 3 menos votados | 3 menos votados | 3 menos votados | 3 menos votados | 3 menos votados | 3 menos votados | 3 menos votados | 3 menos votados | 3 menos votados | 3 menos votados | 3 menos votados | 3 menos votados | 3 menos votados | 3 menos votados | 3 menos votados | 3 menos votados | 3 menos votados | 3 menos votados | 3 menos votados | 3 menos votados | 3 menos votados | 3 menos votados | 3 menos votados | 3 menos votados | 3 menos votados | 3 menos votados | 3 menos votados | 3 menos votados | 3 menos votados | 3 menos votados | 3 menos votados | 3 menos votados | 3 menos votados | 3 menos votados | 3 menos votados | 3 menos votados | 3 menos votados | 3 menos votados | 3 menos votados | 3 menos votados | 3 menos votados | 3 menos votados | 3 menos votados | 3 menos votados | 3 menos votados | 3 menos votados | 3 menos votados | 3 menos votados | 3 menos votados | 3 menos votados | 3 menos votados | 3 menos votados | 3 menos votados | 3 menos votados | 3 menos votados | 3 menos votados | 3 menos votados | 3 menos votados | 3 menos votados | 3 menos votados | 3 menos votados | 3 menos votados | 3 menos votados | 3 menos votados | 3 menos votados | 3 menos votados | 3 menos votados | 3 menos votados | 3 menos votados | 3 menos votados | 3 menos votados | 3 menos votados | 3 menos votados | 3 menos votados | 3 menos votados | 3 menos votados | 3 menos votados | 3 menos votados | 3 menos votados | 3 menos votados | 3 menos votados | 3 menos votados | 3 menos votados | 3 menos votados | 3 menos votados | 3 menos votados | 3 menos votados | 3 menos votados | 3 menos votados | 3 menos votados | 3 menos votados | 3 menos votados | 3 menos votados | 3 menos votados | 3 menos votados | 3 menos votados | 3 menos votados | 3 menos votados | 3 menos votados |
| Top 10              | Top 10              | Top 10              | Top 10              | Top 10              | Top 10              | Top 10              | Top 10              | Top 10              | Top 10              | Top 10              | Top 10              | Top 10              | Top 10              | Top 10              | Top 10              | Top 10              | Top 10              | Top 10              | Top 10              | Top 10              | Top 10              | Top 10              | Top 10              | Top 10              | Top 10              | Top 10              | Top 10              | Top 10              | Top 10              | Top 10              | Top 10              | Top 10              | Top 10              | Top 10              | Top 10              | Top 10              | Top 10              | Top 10              | Top 10              | Top 10              | Top 10              | Top 10              | Top 10              | Top 10              | Top 10              | Top 10              | Top 10              | Top 10              | Top 10              | Top 10              | Top 10              | Top 10              | Top 10              | Top 10              | Top 10              | Top 10              | Top 10              | Top 10              | Top 10              | Top 10              | Top 10              | Top 10              | Top 10              | Top 10              | Top 10              | Top 10              | Top 10              | Top 10              | Top 10              | Top 10              | Top 10              | Top 10              | Top 10              | Top 10              | Top 10              | Top 10              | Top 10              | Top 10              | Top 10              | Top 10              | Top 10              | Top 10              | Top 10              | Top 10              | Top 10              | Top 10              | Top 10              | Top 10              | Top 10              | Top 10              | Top 10              | Top 10              | Top 10              | Top 10              | Top 10              | Top 10              | Top 10              | Top 10              | Top 10              | Motown                         | Motown                         | Motown                         | Motown                         | Motown                         | Motown                         | Motown                         | Motown                         | Motown                         | Motown                         | Motown                         | Motown                         | Motown                         | Motown                         | Motown                         | Motown                         | Motown                         | Motown                         | Motown                         | Motown                         | Motown                         | Motown                         | Motown                         | Motown                         | Motown                         | Motown                         | Motown                         | Motown                         | Motown                         | Motown                         | Motown                         | Motown                         | Motown                         | Motown                         | Motown                         | Motown                         | Motown                         | Motown                         | Motown                         | Motown                         | Motown                         | Motown                         | Motown                         | Motown                         | Motown                         | Motown                         | Motown                         | Motown                         | Motown                         | Motown                         | Motown                         | Motown                         | Motown                         | Motown                         | Motown                         | Motown                         | Motown                         | Motown                         | Motown                         | Motown                         | Motown                         | Motown                         | Motown                         | Motown                         | Motown                         | Motown                         | Motown                         | Motown                         | Motown                         | Motown                         | Motown                         | Motown                         | Motown                         | Motown                         | Motown                         | Motown                         | Motown                         | Motown                         | Motown                         | Motown                         | Motown                         | Motown                         | Motown                         | Motown                         | Motown                         | Motown                         | Motown                         | Motown                         | Motown                         | Motown                         | Motown                         | Motown                         | Motown                         | Motown                         | Motown                         | Motown                         | Motown                         | Motown                         | Motown                         | Motown                         | Papa Was a Rollin' Stone                  | Papa Was a Rollin' Stone                  | Papa Was a Rollin' Stone                  | Papa Was a Rollin' Stone                  | Papa Was a Rollin' Stone                  | Papa Was a Rollin' Stone                  | Papa Was a Rollin' Stone                  | Papa Was a Rollin' Stone                  | Papa Was a Rollin' Stone                  | Papa Was a Rollin' Stone                  | Papa Was a Rollin' Stone                  | Papa Was a Rollin' Stone                  | Papa Was a Rollin' Stone                  | Papa Was a Rollin' Stone                  | Papa Was a Rollin' Stone                  | Papa Was a Rollin' Stone                  | Papa Was a Rollin' Stone                  | Papa Was a Rollin' Stone                  | Papa Was a Rollin' Stone                  | Papa Was a Rollin' Stone                  | Papa Was a Rollin' Stone                  | Papa Was a Rollin' Stone                  | Papa Was a Rollin' Stone                  | Papa Was a Rollin' Stone                  | Papa Was a Rollin' Stone                  | Papa Was a Rollin' Stone                  | Papa Was a Rollin' Stone                  | Papa Was a Rollin' Stone                  | Papa Was a Rollin' Stone                  | Papa Was a Rollin' Stone                  | Papa Was a Rollin' Stone                  | Papa Was a Rollin' Stone                  | Papa Was a Rollin' Stone                  | Papa Was a Rollin' Stone                  | Papa Was a Rollin' Stone                  | Papa Was a Rollin' Stone                  | Papa Was a Rollin' Stone                  | Papa Was a Rollin' Stone                  | Papa Was a Rollin' Stone                  | Papa Was a Rollin' Stone                  | Papa Was a Rollin' Stone                  | Papa Was a Rollin' Stone                  | Papa Was a Rollin' Stone                  | Papa Was a Rollin' Stone                  | Papa Was a Rollin' Stone                  | Papa Was a Rollin' Stone                  | Papa Was a Rollin' Stone                  | Papa Was a Rollin' Stone                  | Papa Was a Rollin' Stone                  | Papa Was a Rollin' Stone                  | Papa Was a Rollin' Stone                  | Papa Was a Rollin' Stone                  | Papa Was a Rollin' Stone                  | Papa Was a Rollin' Stone                  | Papa Was a Rollin' Stone                  | Papa Was a Rollin' Stone                  | Papa Was a Rollin' Stone                  | Papa Was a Rollin' Stone                  | Papa Was a Rollin' Stone                  | Papa Was a Rollin' Stone                  | Papa Was a Rollin' Stone                  | Papa Was a Rollin' Stone                  | Papa Was a Rollin' Stone                  | Papa Was a Rollin' Stone                  | Papa Was a Rollin' Stone                  | Papa Was a Rollin' Stone                  | Papa Was a Rollin' Stone                  | Papa Was a Rollin' Stone                  | Papa Was a Rollin' Stone                  | Papa Was a Rollin' Stone                  | Papa Was a Rollin' Stone                  | Papa Was a Rollin' Stone                  | Papa Was a Rollin' Stone                  | Papa Was a Rollin' Stone                  | Papa Was a Rollin' Stone                  | Papa Was a Rollin' Stone                  | Papa Was a Rollin' Stone                  | Papa Was a Rollin' Stone                  | Papa Was a Rollin' Stone                  | Papa Was a Rollin' Stone                  | Papa Was a Rollin' Stone                  | Papa Was a Rollin' Stone                  | Papa Was a Rollin' Stone                  | Papa Was a Rollin' Stone                  | Papa Was a Rollin' Stone                  | Papa Was a Rollin' Stone                  | Papa Was a Rollin' Stone                  | Papa Was a Rollin' Stone                  | Papa Was a Rollin' Stone                  | Papa Was a Rollin' Stone                  | Papa Was a Rollin' Stone                  | Papa Was a Rollin' Stone                  | Papa Was a Rollin' Stone                  | Papa Was a Rollin' Stone                  | Papa Was a Rollin' Stone                  | Papa Was a Rollin' Stone                  | Papa Was a Rollin' Stone                  | Papa Was a Rollin' Stone                  | Papa Was a Rollin' Stone                  | Papa Was a Rollin' Stone                  | The Temptations   | The Temptations   | The Temptations   | The Temptations   | The Temptations   | The Temptations   | The Temptations   | The Temptations   | The Temptations   | The Temptations   | The Temptations   | The Temptations   | The Temptations   | The Temptations   | The Temptations   | The Temptations   | The Temptations   | The Temptations   | The Temptations   | The Temptations   | The Temptations   | The Temptations   | The Temptations   | The Temptations   | The Temptations   | The Temptations   | The Temptations   | The Temptations   | The Temptations   | The Temptations   | The Temptations   | The Temptations   | The Temptations   | The Temptations   | The Temptations   | The Temptations   | The Temptations   | The Temptations   | The Temptations   | The Temptations   | The Temptations   | The Temptations   | The Temptations   | The Temptations   | The Temptations   | The Temptations   | The Temptations   | The Temptations   | The Temptations   | The Temptations   | The Temptations   | The Temptations   | The Temptations   | The Temptations   | The Temptations   | The Temptations   | The Temptations   | The Temptations   | The Temptations   | The Temptations   | The Temptations   | The Temptations   | The Temptations   | The Temptations   | The Temptations   | The Temptations   | The Temptations   | The Temptations   | The Temptations   | The Temptations   | The Temptations   | The Temptations   | The Temptations   | The Temptations   | The Temptations   | The Temptations   | The Temptations   | The Temptations   | The Temptations   | The Temptations   | The Temptations   | The Temptations   | The Temptations   | The Temptations   | The Temptations   | The Temptations   | The Temptations   | The Temptations   | The Temptations   | The Temptations   | The Temptations   | The Temptations   | The Temptations   | The Temptations   | The Temptations   | The Temptations   | The Temptations   | The Temptations   | The Temptations   | The Temptations   | 10                  | 10                  | 10                  | 10                  | 10                  | 10                  | 10                  | 10                  | 10                  | 10                  | 10                  | 10                  | 10                  | 10                  | 10                  | 10                  | 10                  | 10                  | 10                  | 10                  | 10                  | 10                  | 10                  | 10                  | 10                  | 10                  | 10                  | 10                  | 10                  | 10                  | 10                  | 10                  | 10                  | 10                  | 10                  | 10                  | 10                  | 10                  | 10                  | 10                  | 10                  | 10                  | 10                  | 10                  | 10                  | 10                  | 10                  | 10                  | 10                  | 10                  | 10                  | 10                  | 10                  | 10                  | 10                  | 10                  | 10                  | 10                  | 10                  | 10                  | 10                  | 10                  | 10                  | 10                  | 10                  | 10                  | 10                  | 10                  | 10                  | 10                  | 10                  | 10                  | 10                  | 10                  | 10                  | 10                  | 10                  | 10                  | 10                  | 10                  | 10                  | 10                  | 10                  | 10                  | 10                  | 10                  | 10                  | 10                  | 10                  | 10                  | 10                  | 10                  | 10                  | 10                  | 10                  | 10                  | 10                  | 10                  | 10                  | 10                  | Salva           | Salva           | Salva           | Salva           | Salva           | Salva           | Salva           | Salva           | Salva           | Salva           | Salva           | Salva           | Salva           | Salva           | Salva           | Salva           | Salva           | Salva           | Salva           | Salva           | Salva           | Salva           | Salva           | Salva           | Salva           | Salva           | Salva           | Salva           | Salva           | Salva           | Salva           | Salva           | Salva           | Salva           | Salva           | Salva           | Salva           | Salva           | Salva           | Salva           | Salva           | Salva           | Salva           | Salva           | Salva           | Salva           | Salva           | Salva           | Salva           | Salva           | Salva           | Salva           | Salva           | Salva           | Salva           | Salva           | Salva           | Salva           | Salva           | Salva           | Salva           | Salva           | Salva           | Salva           | Salva           | Salva           | Salva           | Salva           | Salva           | Salva           | Salva           | Salva           | Salva           | Salva           | Salva           | Salva           | Salva           | Salva           | Salva           | Salva           | Salva           | Salva           | Salva           | Salva           | Salva           | Salva           | Salva           | Salva           | Salva           | Salva           | Salva           | Salva           | Salva           | Salva           | Salva           | Salva           | Salva           | Salva           | Salva           | Salva           |
| Top 9               | Top 9               | Top 9               | Top 9               | Top 9               | Top 9               | Top 9               | Top 9               | Top 9               | Top 9               | Top 9               | Top 9               | Top 9               | Top 9               | Top 9               | Top 9               | Top 9               | Top 9               | Top 9               | Top 9               | Top 9               | Top 9               | Top 9               | Top 9               | Top 9               | Top 9               | Top 9               | Top 9               | Top 9               | Top 9               | Top 9               | Top 9               | Top 9               | Top 9               | Top 9               | Top 9               | Top 9               | Top 9               | Top 9               | Top 9               | Top 9               | Top 9               | Top 9               | Top 9               | Top 9               | Top 9               | Top 9               | Top 9               | Top 9               | Top 9               | Top 9               | Top 9               | Top 9               | Top 9               | Top 9               | Top 9               | Top 9               | Top 9               | Top 9               | Top 9               | Top 9               | Top 9               | Top 9               | Top 9               | Top 9               | Top 9               | Top 9               | Top 9               | Top 9               | Top 9               | Top 9               | Top 9               | Top 9               | Top 9               | Top 9               | Top 9               | Top 9               | Top 9               | Top 9               | Top 9               | Top 9               | Top 9               | Top 9               | Top 9               | Top 9               | Top 9               | Top 9               | Top 9               | Top 9               | Top 9               | Top 9               | Top 9               | Top 9               | Top 9               | Top 9               | Top 9               | Top 9               | Top 9               | Top 9               | Top 9               | Top Downloads                  | Top Downloads                  | Top Downloads                  | Top Downloads                  | Top Downloads                  | Top Downloads                  | Top Downloads                  | Top Downloads                  | Top Downloads                  | Top Downloads                  | Top Downloads                  | Top Downloads                  | Top Downloads                  | Top Downloads                  | Top Downloads                  | Top Downloads                  | Top Downloads                  | Top Downloads                  | Top Downloads                  | Top Downloads                  | Top Downloads                  | Top Downloads                  | Top Downloads                  | Top Downloads                  | Top Downloads                  | Top Downloads                  | Top Downloads                  | Top Downloads                  | Top Downloads                  | Top Downloads                  | Top Downloads                  | Top Downloads                  | Top Downloads                  | Top Downloads                  | Top Downloads                  | Top Downloads                  | Top Downloads                  | Top Downloads                  | Top Downloads                  | Top Downloads                  | Top Downloads                  | Top Downloads                  | Top Downloads                  | Top Downloads                  | Top Downloads                  | Top Downloads                  | Top Downloads                  | Top Downloads                  | Top Downloads                  | Top Downloads                  | Top Downloads                  | Top Downloads                  | Top Downloads                  | Top Downloads                  | Top Downloads                  | Top Downloads                  | Top Downloads                  | Top Downloads                  | Top Downloads                  | Top Downloads                  | Top Downloads                  | Top Downloads                  | Top Downloads                  | Top Downloads                  | Top Downloads                  | Top Downloads                  | Top Downloads                  | Top Downloads                  | Top Downloads                  | Top Downloads                  | Top Downloads                  | Top Downloads                  | Top Downloads                  | Top Downloads                  | Top Downloads                  | Top Downloads                  | Top Downloads                  | Top Downloads                  | Top Downloads                  | Top Downloads                  | Top Downloads                  | Top Downloads                  | Top Downloads                  | Top Downloads                  | Top Downloads                  | Top Downloads                  | Top Downloads                  | Top Downloads                  | Top Downloads                  | Top Downloads                  | Top Downloads                  | Top Downloads                  | Top Downloads                  | Top Downloads                  | Top Downloads                  | Top Downloads                  | Top Downloads                  | Top Downloads                  | Top Downloads                  | Top Downloads                  | Don't Speak                               | Don't Speak                               | Don't Speak                               | Don't Speak                               | Don't Speak                               | Don't Speak                               | Don't Speak                               | Don't Speak                               | Don't Speak                               | Don't Speak                               | Don't Speak                               | Don't Speak                               | Don't Speak                               | Don't Speak                               | Don't Speak                               | Don't Speak                               | Don't Speak                               | Don't Speak                               | Don't Speak                               | Don't Speak                               | Don't Speak                               | Don't Speak                               | Don't Speak                               | Don't Speak                               | Don't Speak                               | Don't Speak                               | Don't Speak                               | Don't Speak                               | Don't Speak                               | Don't Speak                               | Don't Speak                               | Don't Speak                               | Don't Speak                               | Don't Speak                               | Don't Speak                               | Don't Speak                               | Don't Speak                               | Don't Speak                               | Don't Speak                               | Don't Speak                               | Don't Speak                               | Don't Speak                               | Don't Speak                               | Don't Speak                               | Don't Speak                               | Don't Speak                               | Don't Speak                               | Don't Speak                               | Don't Speak                               | Don't Speak                               | Don't Speak                               | Don't Speak                               | Don't Speak                               | Don't Speak                               | Don't Speak                               | Don't Speak                               | Don't Speak                               | Don't Speak                               | Don't Speak                               | Don't Speak                               | Don't Speak                               | Don't Speak                               | Don't Speak                               | Don't Speak                               | Don't Speak                               | Don't Speak                               | Don't Speak                               | Don't Speak                               | Don't Speak                               | Don't Speak                               | Don't Speak                               | Don't Speak                               | Don't Speak                               | Don't Speak                               | Don't Speak                               | Don't Speak                               | Don't Speak                               | Don't Speak                               | Don't Speak                               | Don't Speak                               | Don't Speak                               | Don't Speak                               | Don't Speak                               | Don't Speak                               | Don't Speak                               | Don't Speak                               | Don't Speak                               | Don't Speak                               | Don't Speak                               | Don't Speak                               | Don't Speak                               | Don't Speak                               | Don't Speak                               | Don't Speak                               | Don't Speak                               | Don't Speak                               | Don't Speak                               | Don't Speak                               | Don't Speak                               | Don't Speak                               | No Doubt          | No Doubt          | No Doubt          | No Doubt          | No Doubt          | No Doubt          | No Doubt          | No Doubt          | No Doubt          | No Doubt          | No Doubt          | No Doubt          | No Doubt          | No Doubt          | No Doubt          | No Doubt          | No Doubt          | No Doubt          | No Doubt          | No Doubt          | No Doubt          | No Doubt          | No Doubt          | No Doubt          | No Doubt          | No Doubt          | No Doubt          | No Doubt          | No Doubt          | No Doubt          | No Doubt          | No Doubt          | No Doubt          | No Doubt          | No Doubt          | No Doubt          | No Doubt          | No Doubt          | No Doubt          | No Doubt          | No Doubt          | No Doubt          | No Doubt          | No Doubt          | No Doubt          | No Doubt          | No Doubt          | No Doubt          | No Doubt          | No Doubt          | No Doubt          | No Doubt          | No Doubt          | No Doubt          | No Doubt          | No Doubt          | No Doubt          | No Doubt          | No Doubt          | No Doubt          | No Doubt          | No Doubt          | No Doubt          | No Doubt          | No Doubt          | No Doubt          | No Doubt          | No Doubt          | No Doubt          | No Doubt          | No Doubt          | No Doubt          | No Doubt          | No Doubt          | No Doubt          | No Doubt          | No Doubt          | No Doubt          | No Doubt          | No Doubt          | No Doubt          | No Doubt          | No Doubt          | No Doubt          | No Doubt          | No Doubt          | No Doubt          | No Doubt          | No Doubt          | No Doubt          | No Doubt          | No Doubt          | No Doubt          | No Doubt          | No Doubt          | No Doubt          | No Doubt          | No Doubt          | No Doubt          | No Doubt          | 4                   | 4                   | 4                   | 4                   | 4                   | 4                   | 4                   | 4                   | 4                   | 4                   | 4                   | 4                   | 4                   | 4                   | 4                   | 4                   | 4                   | 4                   | 4                   | 4                   | 4                   | 4                   | 4                   | 4                   | 4                   | 4                   | 4                   | 4                   | 4                   | 4                   | 4                   | 4                   | 4                   | 4                   | 4                   | 4                   | 4                   | 4                   | 4                   | 4                   | 4                   | 4                   | 4                   | 4                   | 4                   | 4                   | 4                   | 4                   | 4                   | 4                   | 4                   | 4                   | 4                   | 4                   | 4                   | 4                   | 4                   | 4                   | 4                   | 4                   | 4                   | 4                   | 4                   | 4                   | 4                   | 4                   | 4                   | 4                   | 4                   | 4                   | 4                   | 4                   | 4                   | 4                   | 4                   | 4                   | 4                   | 4                   | 4                   | 4                   | 4                   | 4                   | 4                   | 4                   | 4                   | 4                   | 4                   | 4                   | 4                   | 4                   | 4                   | 4                   | 4                   | 4                   | 4                   | 4                   | 4                   | 4                   | 4                   | 4                   | 3 menos votados | 3 menos votados | 3 menos votados | 3 menos votados | 3 menos votados | 3 menos votados | 3 menos votados | 3 menos votados | 3 menos votados | 3 menos votados | 3 menos votados | 3 menos votados | 3 menos votados | 3 menos votados | 3 menos votados | 3 menos votados | 3 menos votados | 3 menos votados | 3 menos votados | 3 menos votados | 3 menos votados | 3 menos votados | 3 menos votados | 3 menos votados | 3 menos votados | 3 menos votados | 3 menos votados | 3 menos votados | 3 menos votados | 3 menos votados | 3 menos votados | 3 menos votados | 3 menos votados | 3 menos votados | 3 menos votados | 3 menos votados | 3 menos votados | 3 menos votados | 3 menos votados | 3 menos votados | 3 menos votados | 3 menos votados | 3 menos votados | 3 menos votados | 3 menos votados | 3 menos votados | 3 menos votados | 3 menos votados | 3 menos votados | 3 menos votados | 3 menos votados | 3 menos votados | 3 menos votados | 3 menos votados | 3 menos votados | 3 menos votados | 3 menos votados | 3 menos votados | 3 menos votados | 3 menos votados | 3 menos votados | 3 menos votados | 3 menos votados | 3 menos votados | 3 menos votados | 3 menos votados | 3 menos votados | 3 menos votados | 3 menos votados | 3 menos votados | 3 menos votados | 3 menos votados | 3 menos votados | 3 menos votados | 3 menos votados | 3 menos votados | 3 menos votados | 3 menos votados | 3 menos votados | 3 menos votados | 3 menos votados | 3 menos votados | 3 menos votados | 3 menos votados | 3 menos votados | 3 menos votados | 3 menos votados | 3 menos votados | 3 menos votados | 3 menos votados | 3 menos votados | 3 menos votados | 3 menos votados | 3 menos votados | 3 menos votados | 3 menos votados | 3 menos votados | 3 menos votados | 3 menos votados | 3 menos votados |
| Top 8               | Top 8               | Top 8               | Top 8               | Top 8               | Top 8               | Top 8               | Top 8               | Top 8               | Top 8               | Top 8               | Top 8               | Top 8               | Top 8               | Top 8               | Top 8               | Top 8               | Top 8               | Top 8               | Top 8               | Top 8               | Top 8               | Top 8               | Top 8               | Top 8               | Top 8               | Top 8               | Top 8               | Top 8               | Top 8               | Top 8               | Top 8               | Top 8               | Top 8               | Top 8               | Top 8               | Top 8               | Top 8               | Top 8               | Top 8               | Top 8               | Top 8               | Top 8               | Top 8               | Top 8               | Top 8               | Top 8               | Top 8               | Top 8               | Top 8               | Top 8               | Top 8               | Top 8               | Top 8               | Top 8               | Top 8               | Top 8               | Top 8               | Top 8               | Top 8               | Top 8               | Top 8               | Top 8               | Top 8               | Top 8               | Top 8               | Top 8               | Top 8               | Top 8               | Top 8               | Top 8               | Top 8               | Top 8               | Top 8               | Top 8               | Top 8               | Top 8               | Top 8               | Top 8               | Top 8               | Top 8               | Top 8               | Top 8               | Top 8               | Top 8               | Top 8               | Top 8               | Top 8               | Top 8               | Top 8               | Top 8               | Top 8               | Top 8               | Top 8               | Top 8               | Top 8               | Top 8               | Top 8               | Top 8               | Top 8               | Ano do Nascimento              | Ano do Nascimento              | Ano do Nascimento              | Ano do Nascimento              | Ano do Nascimento              | Ano do Nascimento              | Ano do Nascimento              | Ano do Nascimento              | Ano do Nascimento              | Ano do Nascimento              | Ano do Nascimento              | Ano do Nascimento              | Ano do Nascimento              | Ano do Nascimento              | Ano do Nascimento              | Ano do Nascimento              | Ano do Nascimento              | Ano do Nascimento              | Ano do Nascimento              | Ano do Nascimento              | Ano do Nascimento              | Ano do Nascimento              | Ano do Nascimento              | Ano do Nascimento              | Ano do Nascimento              | Ano do Nascimento              | Ano do Nascimento              | Ano do Nascimento              | Ano do Nascimento              | Ano do Nascimento              | Ano do Nascimento              | Ano do Nascimento              | Ano do Nascimento              | Ano do Nascimento              | Ano do Nascimento              | Ano do Nascimento              | Ano do Nascimento              | Ano do Nascimento              | Ano do Nascimento              | Ano do Nascimento              | Ano do Nascimento              | Ano do Nascimento              | Ano do Nascimento              | Ano do Nascimento              | Ano do Nascimento              | Ano do Nascimento              | Ano do Nascimento              | Ano do Nascimento              | Ano do Nascimento              | Ano do Nascimento              | Ano do Nascimento              | Ano do Nascimento              | Ano do Nascimento              | Ano do Nascimento              | Ano do Nascimento              | Ano do Nascimento              | Ano do Nascimento              | Ano do Nascimento              | Ano do Nascimento              | Ano do Nascimento              | Ano do Nascimento              | Ano do Nascimento              | Ano do Nascimento              | Ano do Nascimento              | Ano do Nascimento              | Ano do Nascimento              | Ano do Nascimento              | Ano do Nascimento              | Ano do Nascimento              | Ano do Nascimento              | Ano do Nascimento              | Ano do Nascimento              | Ano do Nascimento              | Ano do Nascimento              | Ano do Nascimento              | Ano do Nascimento              | Ano do Nascimento              | Ano do Nascimento              | Ano do Nascimento              | Ano do Nascimento              | Ano do Nascimento              | Ano do Nascimento              | Ano do Nascimento              | Ano do Nascimento              | Ano do Nascimento              | Ano do Nascimento              | Ano do Nascimento              | Ano do Nascimento              | Ano do Nascimento              | Ano do Nascimento              | Ano do Nascimento              | Ano do Nascimento              | Ano do Nascimento              | Ano do Nascimento              | Ano do Nascimento              | Ano do Nascimento              | Ano do Nascimento              | Ano do Nascimento              | Ano do Nascimento              | Ano do Nascimento              | I Can't Make You Love Me                  | I Can't Make You Love Me                  | I Can't Make You Love Me                  | I Can't Make You Love Me                  | I Can't Make You Love Me                  | I Can't Make You Love Me                  | I Can't Make You Love Me                  | I Can't Make You Love Me                  | I Can't Make You Love Me                  | I Can't Make You Love Me                  | I Can't Make You Love Me                  | I Can't Make You Love Me                  | I Can't Make You Love Me                  | I Can't Make You Love Me                  | I Can't Make You Love Me                  | I Can't Make You Love Me                  | I Can't Make You Love Me                  | I Can't Make You Love Me                  | I Can't Make You Love Me                  | I Can't Make You Love Me                  | I Can't Make You Love Me                  | I Can't Make You Love Me                  | I Can't Make You Love Me                  | I Can't Make You Love Me                  | I Can't Make You Love Me                  | I Can't Make You Love Me                  | I Can't Make You Love Me                  | I Can't Make You Love Me                  | I Can't Make You Love Me                  | I Can't Make You Love Me                  | I Can't Make You Love Me                  | I Can't Make You Love Me                  | I Can't Make You Love Me                  | I Can't Make You Love Me                  | I Can't Make You Love Me                  | I Can't Make You Love Me                  | I Can't Make You Love Me                  | I Can't Make You Love Me                  | I Can't Make You Love Me                  | I Can't Make You Love Me                  | I Can't Make You Love Me                  | I Can't Make You Love Me                  | I Can't Make You Love Me                  | I Can't Make You Love Me                  | I Can't Make You Love Me                  | I Can't Make You Love Me                  | I Can't Make You Love Me                  | I Can't Make You Love Me                  | I Can't Make You Love Me                  | I Can't Make You Love Me                  | I Can't Make You Love Me                  | I Can't Make You Love Me                  | I Can't Make You Love Me                  | I Can't Make You Love Me                  | I Can't Make You Love Me                  | I Can't Make You Love Me                  | I Can't Make You Love Me                  | I Can't Make You Love Me                  | I Can't Make You Love Me                  | I Can't Make You Love Me                  | I Can't Make You Love Me                  | I Can't Make You Love Me                  | I Can't Make You Love Me                  | I Can't Make You Love Me                  | I Can't Make You Love Me                  | I Can't Make You Love Me                  | I Can't Make You Love Me                  | I Can't Make You Love Me                  | I Can't Make You Love Me                  | I Can't Make You Love Me                  | I Can't Make You Love Me                  | I Can't Make You Love Me                  | I Can't Make You Love Me                  | I Can't Make You Love Me                  | I Can't Make You Love Me                  | I Can't Make You Love Me                  | I Can't Make You Love Me                  | I Can't Make You Love Me                  | I Can't Make You Love Me                  | I Can't Make You Love Me                  | I Can't Make You Love Me                  | I Can't Make You Love Me                  | I Can't Make You Love Me                  | I Can't Make You Love Me                  | I Can't Make You Love Me                  | I Can't Make You Love Me                  | I Can't Make You Love Me                  | I Can't Make You Love Me                  | I Can't Make You Love Me                  | I Can't Make You Love Me                  | I Can't Make You Love Me                  | I Can't Make You Love Me                  | I Can't Make You Love Me                  | I Can't Make You Love Me                  | I Can't Make You Love Me                  | I Can't Make You Love Me                  | I Can't Make You Love Me                  | I Can't Make You Love Me                  | I Can't Make You Love Me                  | I Can't Make You Love Me                  | Bonnie Raitt      | Bonnie Raitt      | Bonnie Raitt      | Bonnie Raitt      | Bonnie Raitt      | Bonnie Raitt      | Bonnie Raitt      | Bonnie Raitt      | Bonnie Raitt      | Bonnie Raitt      | Bonnie Raitt      | Bonnie Raitt      | Bonnie Raitt      | Bonnie Raitt      | Bonnie Raitt      | Bonnie Raitt      | Bonnie Raitt      | Bonnie Raitt      | Bonnie Raitt      | Bonnie Raitt      | Bonnie Raitt      | Bonnie Raitt      | Bonnie Raitt      | Bonnie Raitt      | Bonnie Raitt      | Bonnie Raitt      | Bonnie Raitt      | Bonnie Raitt      | Bonnie Raitt      | Bonnie Raitt      | Bonnie Raitt      | Bonnie Raitt      | Bonnie Raitt      | Bonnie Raitt      | Bonnie Raitt      | Bonnie Raitt      | Bonnie Raitt      | Bonnie Raitt      | Bonnie Raitt      | Bonnie Raitt      | Bonnie Raitt      | Bonnie Raitt      | Bonnie Raitt      | Bonnie Raitt      | Bonnie Raitt      | Bonnie Raitt      | Bonnie Raitt      | Bonnie Raitt      | Bonnie Raitt      | Bonnie Raitt      | Bonnie Raitt      | Bonnie Raitt      | Bonnie Raitt      | Bonnie Raitt      | Bonnie Raitt      | Bonnie Raitt      | Bonnie Raitt      | Bonnie Raitt      | Bonnie Raitt      | Bonnie Raitt      | Bonnie Raitt      | Bonnie Raitt      | Bonnie Raitt      | Bonnie Raitt      | Bonnie Raitt      | Bonnie Raitt      | Bonnie Raitt      | Bonnie Raitt      | Bonnie Raitt      | Bonnie Raitt      | Bonnie Raitt      | Bonnie Raitt      | Bonnie Raitt      | Bonnie Raitt      | Bonnie Raitt      | Bonnie Raitt      | Bonnie Raitt      | Bonnie Raitt      | Bonnie Raitt      | Bonnie Raitt      | Bonnie Raitt      | Bonnie Raitt      | Bonnie Raitt      | Bonnie Raitt      | Bonnie Raitt      | Bonnie Raitt      | Bonnie Raitt      | Bonnie Raitt      | Bonnie Raitt      | Bonnie Raitt      | Bonnie Raitt      | Bonnie Raitt      | Bonnie Raitt      | Bonnie Raitt      | Bonnie Raitt      | Bonnie Raitt      | Bonnie Raitt      | Bonnie Raitt      | Bonnie Raitt      | Bonnie Raitt      | 6                   | 6                   | 6                   | 6                   | 6                   | 6                   | 6                   | 6                   | 6                   | 6                   | 6                   | 6                   | 6                   | 6                   | 6                   | 6                   | 6                   | 6                   | 6                   | 6                   | 6                   | 6                   | 6                   | 6                   | 6                   | 6                   | 6                   | 6                   | 6                   | 6                   | 6                   | 6                   | 6                   | 6                   | 6                   | 6                   | 6                   | 6                   | 6                   | 6                   | 6                   | 6                   | 6                   | 6                   | 6                   | 6                   | 6                   | 6                   | 6                   | 6                   | 6                   | 6                   | 6                   | 6                   | 6                   | 6                   | 6                   | 6                   | 6                   | 6                   | 6                   | 6                   | 6                   | 6                   | 6                   | 6                   | 6                   | 6                   | 6                   | 6                   | 6                   | 6                   | 6                   | 6                   | 6                   | 6                   | 6                   | 6                   | 6                   | 6                   | 6                   | 6                   | 6                   | 6                   | 6                   | 6                   | 6                   | 6                   | 6                   | 6                   | 6                   | 6                   | 6                   | 6                   | 6                   | 6                   | 6                   | 6                   | 6                   | 6                   | Salva           | Salva           | Salva           | Salva           | Salva           | Salva           | Salva           | Salva           | Salva           | Salva           | Salva           | Salva           | Salva           | Salva           | Salva           | Salva           | Salva           | Salva           | Salva           | Salva           | Salva           | Salva           | Salva           | Salva           | Salva           | Salva           | Salva           | Salva           | Salva           | Salva           | Salva           | Salva           | Salva           | Salva           | Salva           | Salva           | Salva           | Salva           | Salva           | Salva           | Salva           | Salva           | Salva           | Salva           | Salva           | Salva           | Salva           | Salva           | Salva           | Salva           | Salva           | Salva           | Salva           | Salva           | Salva           | Salva           | Salva           | Salva           | Salva           | Salva           | Salva           | Salva           | Salva           | Salva           | Salva           | Salva           | Salva           | Salva           | Salva           | Salva           | Salva           | Salva           | Salva           | Salva           | Salva           | Salva           | Salva           | Salva           | Salva           | Salva           | Salva           | Salva           | Salva           | Salva           | Salva           | Salva           | Salva           | Salva           | Salva           | Salva           | Salva           | Salva           | Salva           | Salva           | Salva           | Salva           | Salva           | Salva           | Salva           | Salva           |
| Top 7               | Top 7               | Top 7               | Top 7               | Top 7               | Top 7               | Top 7               | Top 7               | Top 7               | Top 7               | Top 7               | Top 7               | Top 7               | Top 7               | Top 7               | Top 7               | Top 7               | Top 7               | Top 7               | Top 7               | Top 7               | Top 7               | Top 7               | Top 7               | Top 7               | Top 7               | Top 7               | Top 7               | Top 7               | Top 7               | Top 7               | Top 7               | Top 7               | Top 7               | Top 7               | Top 7               | Top 7               | Top 7               | Top 7               | Top 7               | Top 7               | Top 7               | Top 7               | Top 7               | Top 7               | Top 7               | Top 7               | Top 7               | Top 7               | Top 7               | Top 7               | Top 7               | Top 7               | Top 7               | Top 7               | Top 7               | Top 7               | Top 7               | Top 7               | Top 7               | Top 7               | Top 7               | Top 7               | Top 7               | Top 7               | Top 7               | Top 7               | Top 7               | Top 7               | Top 7               | Top 7               | Top 7               | Top 7               | Top 7               | Top 7               | Top 7               | Top 7               | Top 7               | Top 7               | Top 7               | Top 7               | Top 7               | Top 7               | Top 7               | Top 7               | Top 7               | Top 7               | Top 7               | Top 7               | Top 7               | Top 7               | Top 7               | Top 7               | Top 7               | Top 7               | Top 7               | Top 7               | Top 7               | Top 7               | Top 7               | Músicas do Cinema              | Músicas do Cinema              | Músicas do Cinema              | Músicas do Cinema              | Músicas do Cinema              | Músicas do Cinema              | Músicas do Cinema              | Músicas do Cinema              | Músicas do Cinema              | Músicas do Cinema              | Músicas do Cinema              | Músicas do Cinema              | Músicas do Cinema              | Músicas do Cinema              | Músicas do Cinema              | Músicas do Cinema              | Músicas do Cinema              | Músicas do Cinema              | Músicas do Cinema              | Músicas do Cinema              | Músicas do Cinema              | Músicas do Cinema              | Músicas do Cinema              | Músicas do Cinema              | Músicas do Cinema              | Músicas do Cinema              | Músicas do Cinema              | Músicas do Cinema              | Músicas do Cinema              | Músicas do Cinema              | Músicas do Cinema              | Músicas do Cinema              | Músicas do Cinema              | Músicas do Cinema              | Músicas do Cinema              | Músicas do Cinema              | Músicas do Cinema              | Músicas do Cinema              | Músicas do Cinema              | Músicas do Cinema              | Músicas do Cinema              | Músicas do Cinema              | Músicas do Cinema              | Músicas do Cinema              | Músicas do Cinema              | Músicas do Cinema              | Músicas do Cinema              | Músicas do Cinema              | Músicas do Cinema              | Músicas do Cinema              | Músicas do Cinema              | Músicas do Cinema              | Músicas do Cinema              | Músicas do Cinema              | Músicas do Cinema              | Músicas do Cinema              | Músicas do Cinema              | Músicas do Cinema              | Músicas do Cinema              | Músicas do Cinema              | Músicas do Cinema              | Músicas do Cinema              | Músicas do Cinema              | Músicas do Cinema              | Músicas do Cinema              | Músicas do Cinema              | Músicas do Cinema              | Músicas do Cinema              | Músicas do Cinema              | Músicas do Cinema              | Músicas do Cinema              | Músicas do Cinema              | Músicas do Cinema              | Músicas do Cinema              | Músicas do Cinema              | Músicas do Cinema              | Músicas do Cinema              | Músicas do Cinema              | Músicas do Cinema              | Músicas do Cinema              | Músicas do Cinema              | Músicas do Cinema              | Músicas do Cinema              | Músicas do Cinema              | Músicas do Cinema              | Músicas do Cinema              | Músicas do Cinema              | Músicas do Cinema              | Músicas do Cinema              | Músicas do Cinema              | Músicas do Cinema              | Músicas do Cinema              | Músicas do Cinema              | Músicas do Cinema              | Músicas do Cinema              | Músicas do Cinema              | Músicas do Cinema              | Músicas do Cinema              | Músicas do Cinema              | Músicas do Cinema              | I Don't Want to Miss a Thing - Armageddon | I Don't Want to Miss a Thing - Armageddon | I Don't Want to Miss a Thing - Armageddon | I Don't Want to Miss a Thing - Armageddon | I Don't Want to Miss a Thing - Armageddon | I Don't Want to Miss a Thing - Armageddon | I Don't Want to Miss a Thing - Armageddon | I Don't Want to Miss a Thing - Armageddon | I Don't Want to Miss a Thing - Armageddon | I Don't Want to Miss a Thing - Armageddon | I Don't Want to Miss a Thing - Armageddon | I Don't Want to Miss a Thing - Armageddon | I Don't Want to Miss a Thing - Armageddon | I Don't Want to Miss a Thing - Armageddon | I Don't Want to Miss a Thing - Armageddon | I Don't Want to Miss a Thing - Armageddon | I Don't Want to Miss a Thing - Armageddon | I Don't Want to Miss a Thing - Armageddon | I Don't Want to Miss a Thing - Armageddon | I Don't Want to Miss a Thing - Armageddon | I Don't Want to Miss a Thing - Armageddon | I Don't Want to Miss a Thing - Armageddon | I Don't Want to Miss a Thing - Armageddon | I Don't Want to Miss a Thing - Armageddon | I Don't Want to Miss a Thing - Armageddon | I Don't Want to Miss a Thing - Armageddon | I Don't Want to Miss a Thing - Armageddon | I Don't Want to Miss a Thing - Armageddon | I Don't Want to Miss a Thing - Armageddon | I Don't Want to Miss a Thing - Armageddon | I Don't Want to Miss a Thing - Armageddon | I Don't Want to Miss a Thing - Armageddon | I Don't Want to Miss a Thing - Armageddon | I Don't Want to Miss a Thing - Armageddon | I Don't Want to Miss a Thing - Armageddon | I Don't Want to Miss a Thing - Armageddon | I Don't Want to Miss a Thing - Armageddon | I Don't Want to Miss a Thing - Armageddon | I Don't Want to Miss a Thing - Armageddon | I Don't Want to Miss a Thing - Armageddon | I Don't Want to Miss a Thing - Armageddon | I Don't Want to Miss a Thing - Armageddon | I Don't Want to Miss a Thing - Armageddon | I Don't Want to Miss a Thing - Armageddon | I Don't Want to Miss a Thing - Armageddon | I Don't Want to Miss a Thing - Armageddon | I Don't Want to Miss a Thing - Armageddon | I Don't Want to Miss a Thing - Armageddon | I Don't Want to Miss a Thing - Armageddon | I Don't Want to Miss a Thing - Armageddon | I Don't Want to Miss a Thing - Armageddon | I Don't Want to Miss a Thing - Armageddon | I Don't Want to Miss a Thing - Armageddon | I Don't Want to Miss a Thing - Armageddon | I Don't Want to Miss a Thing - Armageddon | I Don't Want to Miss a Thing - Armageddon | I Don't Want to Miss a Thing - Armageddon | I Don't Want to Miss a Thing - Armageddon | I Don't Want to Miss a Thing - Armageddon | I Don't Want to Miss a Thing - Armageddon | I Don't Want to Miss a Thing - Armageddon | I Don't Want to Miss a Thing - Armageddon | I Don't Want to Miss a Thing - Armageddon | I Don't Want to Miss a Thing - Armageddon | I Don't Want to Miss a Thing - Armageddon | I Don't Want to Miss a Thing - Armageddon | I Don't Want to Miss a Thing - Armageddon | I Don't Want to Miss a Thing - Armageddon | I Don't Want to Miss a Thing - Armageddon | I Don't Want to Miss a Thing - Armageddon | I Don't Want to Miss a Thing - Armageddon | I Don't Want to Miss a Thing - Armageddon | I Don't Want to Miss a Thing - Armageddon | I Don't Want to Miss a Thing - Armageddon | I Don't Want to Miss a Thing - Armageddon | I Don't Want to Miss a Thing - Armageddon | I Don't Want to Miss a Thing - Armageddon | I Don't Want to Miss a Thing - Armageddon | I Don't Want to Miss a Thing - Armageddon | I Don't Want to Miss a Thing - Armageddon | I Don't Want to Miss a Thing - Armageddon | I Don't Want to Miss a Thing - Armageddon | I Don't Want to Miss a Thing - Armageddon | I Don't Want to Miss a Thing - Armageddon | I Don't Want to Miss a Thing - Armageddon | I Don't Want to Miss a Thing - Armageddon | I Don't Want to Miss a Thing - Armageddon | I Don't Want to Miss a Thing - Armageddon | I Don't Want to Miss a Thing - Armageddon | I Don't Want to Miss a Thing - Armageddon | I Don't Want to Miss a Thing - Armageddon | I Don't Want to Miss a Thing - Armageddon | I Don't Want to Miss a Thing - Armageddon | I Don't Want to Miss a Thing - Armageddon | I Don't Want to Miss a Thing - Armageddon | I Don't Want to Miss a Thing - Armageddon | I Don't Want to Miss a Thing - Armageddon | I Don't Want to Miss a Thing - Armageddon | I Don't Want to Miss a Thing - Armageddon | I Don't Want to Miss a Thing - Armageddon | Aerosmith         | Aerosmith         | Aerosmith         | Aerosmith         | Aerosmith         | Aerosmith         | Aerosmith         | Aerosmith         | Aerosmith         | Aerosmith         | Aerosmith         | Aerosmith         | Aerosmith         | Aerosmith         | Aerosmith         | Aerosmith         | Aerosmith         | Aerosmith         | Aerosmith         | Aerosmith         | Aerosmith         | Aerosmith         | Aerosmith         | Aerosmith         | Aerosmith         | Aerosmith         | Aerosmith         | Aerosmith         | Aerosmith         | Aerosmith         | Aerosmith         | Aerosmith         | Aerosmith         | Aerosmith         | Aerosmith         | Aerosmith         | Aerosmith         | Aerosmith         | Aerosmith         | Aerosmith         | Aerosmith         | Aerosmith         | Aerosmith         | Aerosmith         | Aerosmith         | Aerosmith         | Aerosmith         | Aerosmith         | Aerosmith         | Aerosmith         | Aerosmith         | Aerosmith         | Aerosmith         | Aerosmith         | Aerosmith         | Aerosmith         | Aerosmith         | Aerosmith         | Aerosmith         | Aerosmith         | Aerosmith         | Aerosmith         | Aerosmith         | Aerosmith         | Aerosmith         | Aerosmith         | Aerosmith         | Aerosmith         | Aerosmith         | Aerosmith         | Aerosmith         | Aerosmith         | Aerosmith         | Aerosmith         | Aerosmith         | Aerosmith         | Aerosmith         | Aerosmith         | Aerosmith         | Aerosmith         | Aerosmith         | Aerosmith         | Aerosmith         | Aerosmith         | Aerosmith         | Aerosmith         | Aerosmith         | Aerosmith         | Aerosmith         | Aerosmith         | Aerosmith         | Aerosmith         | Aerosmith         | Aerosmith         | Aerosmith         | Aerosmith         | Aerosmith         | Aerosmith         | Aerosmith         | Aerosmith         | 1                   | 1                   | 1                   | 1                   | 1                   | 1                   | 1                   | 1                   | 1                   | 1                   | 1                   | 1                   | 1                   | 1                   | 1                   | 1                   | 1                   | 1                   | 1                   | 1                   | 1                   | 1                   | 1                   | 1                   | 1                   | 1                   | 1                   | 1                   | 1                   | 1                   | 1                   | 1                   | 1                   | 1                   | 1                   | 1                   | 1                   | 1                   | 1                   | 1                   | 1                   | 1                   | 1                   | 1                   | 1                   | 1                   | 1                   | 1                   | 1                   | 1                   | 1                   | 1                   | 1                   | 1                   | 1                   | 1                   | 1                   | 1                   | 1                   | 1                   | 1                   | 1                   | 1                   | 1                   | 1                   | 1                   | 1                   | 1                   | 1                   | 1                   | 1                   | 1                   | 1                   | 1                   | 1                   | 1                   | 1                   | 1                   | 1                   | 1                   | 1                   | 1                   | 1                   | 1                   | 1                   | 1                   | 1                   | 1                   | 1                   | 1                   | 1                   | 1                   | 1                   | 1                   | 1                   | 1                   | 1                   | 1                   | 1                   | 1                   | Salva           | Salva           | Salva           | Salva           | Salva           | Salva           | Salva           | Salva           | Salva           | Salva           | Salva           | Salva           | Salva           | Salva           | Salva           | Salva           | Salva           | Salva           | Salva           | Salva           | Salva           | Salva           | Salva           | Salva           | Salva           | Salva           | Salva           | Salva           | Salva           | Salva           | Salva           | Salva           | Salva           | Salva           | Salva           | Salva           | Salva           | Salva           | Salva           | Salva           | Salva           | Salva           | Salva           | Salva           | Salva           | Salva           | Salva           | Salva           | Salva           | Salva           | Salva           | Salva           | Salva           | Salva           | Salva           | Salva           | Salva           | Salva           | Salva           | Salva           | Salva           | Salva           | Salva           | Salva           | Salva           | Salva           | Salva           | Salva           | Salva           | Salva           | Salva           | Salva           | Salva           | Salva           | Salva           | Salva           | Salva           | Salva           | Salva           | Salva           | Salva           | Salva           | Salva           | Salva           | Salva           | Salva           | Salva           | Salva           | Salva           | Salva           | Salva           | Salva           | Salva           | Salva           | Salva           | Salva           | Salva           | Salva           | Salva           | Salva           |
| Top 71              | Top 71              | Top 71              | Top 71              | Top 71              | Top 71              | Top 71              | Top 71              | Top 71              | Top 71              | Top 71              | Top 71              | Top 71              | Top 71              | Top 71              | Top 71              | Top 71              | Top 71              | Top 71              | Top 71              | Top 71              | Top 71              | Top 71              | Top 71              | Top 71              | Top 71              | Top 71              | Top 71              | Top 71              | Top 71              | Top 71              | Top 71              | Top 71              | Top 71              | Top 71              | Top 71              | Top 71              | Top 71              | Top 71              | Top 71              | Top 71              | Top 71              | Top 71              | Top 71              | Top 71              | Top 71              | Top 71              | Top 71              | Top 71              | Top 71              | Top 71              | Top 71              | Top 71              | Top 71              | Top 71              | Top 71              | Top 71              | Top 71              | Top 71              | Top 71              | Top 71              | Top 71              | Top 71              | Top 71              | Top 71              | Top 71              | Top 71              | Top 71              | Top 71              | Top 71              | Top 71              | Top 71              | Top 71              | Top 71              | Top 71              | Top 71              | Top 71              | Top 71              | Top 71              | Top 71              | Top 71              | Top 71              | Top 71              | Top 71              | Top 71              | Top 71              | Top 71              | Top 71              | Top 71              | Top 71              | Top 71              | Top 71              | Top 71              | Top 71              | Top 71              | Top 71              | Top 71              | Top 71              | Top 71              | Top 71              | Disco                          | Disco                          | Disco                          | Disco                          | Disco                          | Disco                          | Disco                          | Disco                          | Disco                          | Disco                          | Disco                          | Disco                          | Disco                          | Disco                          | Disco                          | Disco                          | Disco                          | Disco                          | Disco                          | Disco                          | Disco                          | Disco                          | Disco                          | Disco                          | Disco                          | Disco                          | Disco                          | Disco                          | Disco                          | Disco                          | Disco                          | Disco                          | Disco                          | Disco                          | Disco                          | Disco                          | Disco                          | Disco                          | Disco                          | Disco                          | Disco                          | Disco                          | Disco                          | Disco                          | Disco                          | Disco                          | Disco                          | Disco                          | Disco                          | Disco                          | Disco                          | Disco                          | Disco                          | Disco                          | Disco                          | Disco                          | Disco                          | Disco                          | Disco                          | Disco                          | Disco                          | Disco                          | Disco                          | Disco                          | Disco                          | Disco                          | Disco                          | Disco                          | Disco                          | Disco                          | Disco                          | Disco                          | Disco                          | Disco                          | Disco                          | Disco                          | Disco                          | Disco                          | Disco                          | Disco                          | Disco                          | Disco                          | Disco                          | Disco                          | Disco                          | Disco                          | Disco                          | Disco                          | Disco                          | Disco                          | Disco                          | Disco                          | Disco                          | Disco                          | Disco                          | Disco                          | Disco                          | Disco                          | Disco                          | Disco                          | Hot Stuff                                 | Hot Stuff                                 | Hot Stuff                                 | Hot Stuff                                 | Hot Stuff                                 | Hot Stuff                                 | Hot Stuff                                 | Hot Stuff                                 | Hot Stuff                                 | Hot Stuff                                 | Hot Stuff                                 | Hot Stuff                                 | Hot Stuff                                 | Hot Stuff                                 | Hot Stuff                                 | Hot Stuff                                 | Hot Stuff                                 | Hot Stuff                                 | Hot Stuff                                 | Hot Stuff                                 | Hot Stuff                                 | Hot Stuff                                 | Hot Stuff                                 | Hot Stuff                                 | Hot Stuff                                 | Hot Stuff                                 | Hot Stuff                                 | Hot Stuff                                 | Hot Stuff                                 | Hot Stuff                                 | Hot Stuff                                 | Hot Stuff                                 | Hot Stuff                                 | Hot Stuff                                 | Hot Stuff                                 | Hot Stuff                                 | Hot Stuff                                 | Hot Stuff                                 | Hot Stuff                                 | Hot Stuff                                 | Hot Stuff                                 | Hot Stuff                                 | Hot Stuff                                 | Hot Stuff                                 | Hot Stuff                                 | Hot Stuff                                 | Hot Stuff                                 | Hot Stuff                                 | Hot Stuff                                 | Hot Stuff                                 | Hot Stuff                                 | Hot Stuff                                 | Hot Stuff                                 | Hot Stuff                                 | Hot Stuff                                 | Hot Stuff                                 | Hot Stuff                                 | Hot Stuff                                 | Hot Stuff                                 | Hot Stuff                                 | Hot Stuff                                 | Hot Stuff                                 | Hot Stuff                                 | Hot Stuff                                 | Hot Stuff                                 | Hot Stuff                                 | Hot Stuff                                 | Hot Stuff                                 | Hot Stuff                                 | Hot Stuff                                 | Hot Stuff                                 | Hot Stuff                                 | Hot Stuff                                 | Hot Stuff                                 | Hot Stuff                                 | Hot Stuff                                 | Hot Stuff                                 | Hot Stuff                                 | Hot Stuff                                 | Hot Stuff                                 | Hot Stuff                                 | Hot Stuff                                 | Hot Stuff                                 | Hot Stuff                                 | Hot Stuff                                 | Hot Stuff                                 | Hot Stuff                                 | Hot Stuff                                 | Hot Stuff                                 | Hot Stuff                                 | Hot Stuff                                 | Hot Stuff                                 | Hot Stuff                                 | Hot Stuff                                 | Hot Stuff                                 | Hot Stuff                                 | Hot Stuff                                 | Hot Stuff                                 | Hot Stuff                                 | Hot Stuff                                 | Donna Summer      | Donna Summer      | Donna Summer      | Donna Summer      | Donna Summer      | Donna Summer      | Donna Summer      | Donna Summer      | Donna Summer      | Donna Summer      | Donna Summer      | Donna Summer      | Donna Summer      | Donna Summer      | Donna Summer      | Donna Summer      | Donna Summer      | Donna Summer      | Donna Summer      | Donna Summer      | Donna Summer      | Donna Summer      | Donna Summer      | Donna Summer      | Donna Summer      | Donna Summer      | Donna Summer      | Donna Summer      | Donna Summer      | Donna Summer      | Donna Summer      | Donna Summer      | Donna Summer      | Donna Summer      | Donna Summer      | Donna Summer      | Donna Summer      | Donna Summer      | Donna Summer      | Donna Summer      | Donna Summer      | Donna Summer      | Donna Summer      | Donna Summer      | Donna Summer      | Donna Summer      | Donna Summer      | Donna Summer      | Donna Summer      | Donna Summer      | Donna Summer      | Donna Summer      | Donna Summer      | Donna Summer      | Donna Summer      | Donna Summer      | Donna Summer      | Donna Summer      | Donna Summer      | Donna Summer      | Donna Summer      | Donna Summer      | Donna Summer      | Donna Summer      | Donna Summer      | Donna Summer      | Donna Summer      | Donna Summer      | Donna Summer      | Donna Summer      | Donna Summer      | Donna Summer      | Donna Summer      | Donna Summer      | Donna Summer      | Donna Summer      | Donna Summer      | Donna Summer      | Donna Summer      | Donna Summer      | Donna Summer      | Donna Summer      | Donna Summer      | Donna Summer      | Donna Summer      | Donna Summer      | Donna Summer      | Donna Summer      | Donna Summer      | Donna Summer      | Donna Summer      | Donna Summer      | Donna Summer      | Donna Summer      | Donna Summer      | Donna Summer      | Donna Summer      | Donna Summer      | Donna Summer      | Donna Summer      | 4                   | 4                   | 4                   | 4                   | 4                   | 4                   | 4                   | 4                   | 4                   | 4                   | 4                   | 4                   | 4                   | 4                   | 4                   | 4                   | 4                   | 4                   | 4                   | 4                   | 4                   | 4                   | 4                   | 4                   | 4                   | 4                   | 4                   | 4                   | 4                   | 4                   | 4                   | 4                   | 4                   | 4                   | 4                   | 4                   | 4                   | 4                   | 4                   | 4                   | 4                   | 4                   | 4                   | 4                   | 4                   | 4                   | 4                   | 4                   | 4                   | 4                   | 4                   | 4                   | 4                   | 4                   | 4                   | 4                   | 4                   | 4                   | 4                   | 4                   | 4                   | 4                   | 4                   | 4                   | 4                   | 4                   | 4                   | 4                   | 4                   | 4                   | 4                   | 4                   | 4                   | 4                   | 4                   | 4                   | 4                   | 4                   | 4                   | 4                   | 4                   | 4                   | 4                   | 4                   | 4                   | 4                   | 4                   | 4                   | 4                   | 4                   | 4                   | 4                   | 4                   | 4                   | 4                   | 4                   | 4                   | 4                   | 4                   | 4                   | 3 menos votados | 3 menos votados | 3 menos votados | 3 menos votados | 3 menos votados | 3 menos votados | 3 menos votados | 3 menos votados | 3 menos votados | 3 menos votados | 3 menos votados | 3 menos votados | 3 menos votados | 3 menos votados | 3 menos votados | 3 menos votados | 3 menos votados | 3 menos votados | 3 menos votados | 3 menos votados | 3 menos votados | 3 menos votados | 3 menos votados | 3 menos votados | 3 menos votados | 3 menos votados | 3 menos votados | 3 menos votados | 3 menos votados | 3 menos votados | 3 menos votados | 3 menos votados | 3 menos votados | 3 menos votados | 3 menos votados | 3 menos votados | 3 menos votados | 3 menos votados | 3 menos votados | 3 menos votados | 3 menos votados | 3 menos votados | 3 menos votados | 3 menos votados | 3 menos votados | 3 menos votados | 3 menos votados | 3 menos votados | 3 menos votados | 3 menos votados | 3 menos votados | 3 menos votados | 3 menos votados | 3 menos votados | 3 menos votados | 3 menos votados | 3 menos votados | 3 menos votados | 3 menos votados | 3 menos votados | 3 menos votados | 3 menos votados | 3 menos votados | 3 menos votados | 3 menos votados | 3 menos votados | 3 menos votados | 3 menos votados | 3 menos votados | 3 menos votados | 3 menos votados | 3 menos votados | 3 menos votados | 3 menos votados | 3 menos votados | 3 menos votados | 3 menos votados | 3 menos votados | 3 menos votados | 3 menos votados | 3 menos votados | 3 menos votados | 3 menos votados | 3 menos votados | 3 menos votados | 3 menos votados | 3 menos votados | 3 menos votados | 3 menos votados | 3 menos votados | 3 menos votados | 3 menos votados | 3 menos votados | 3 menos votados | 3 menos votados | 3 menos votados | 3 menos votados | 3 menos votados | 3 menos votados | 3 menos votados |
| Top 5               | Top 5               | Top 5               | Top 5               | Top 5               | Top 5               | Top 5               | Top 5               | Top 5               | Top 5               | Top 5               | Top 5               | Top 5               | Top 5               | Top 5               | Top 5               | Top 5               | Top 5               | Top 5               | Top 5               | Top 5               | Top 5               | Top 5               | Top 5               | Top 5               | Top 5               | Top 5               | Top 5               | Top 5               | Top 5               | Top 5               | Top 5               | Top 5               | Top 5               | Top 5               | Top 5               | Top 5               | Top 5               | Top 5               | Top 5               | Top 5               | Top 5               | Top 5               | Top 5               | Top 5               | Top 5               | Top 5               | Top 5               | Top 5               | Top 5               | Top 5               | Top 5               | Top 5               | Top 5               | Top 5               | Top 5               | Top 5               | Top 5               | Top 5               | Top 5               | Top 5               | Top 5               | Top 5               | Top 5               | Top 5               | Top 5               | Top 5               | Top 5               | Top 5               | Top 5               | Top 5               | Top 5               | Top 5               | Top 5               | Top 5               | Top 5               | Top 5               | Top 5               | Top 5               | Top 5               | Top 5               | Top 5               | Top 5               | Top 5               | Top 5               | Top 5               | Top 5               | Top 5               | Top 5               | Top 5               | Top 5               | Top 5               | Top 5               | Top 5               | Top 5               | Top 5               | Top 5               | Top 5               | Top 5               | Top 5               | Rat Pack Standards             | Rat Pack Standards             | Rat Pack Standards             | Rat Pack Standards             | Rat Pack Standards             | Rat Pack Standards             | Rat Pack Standards             | Rat Pack Standards             | Rat Pack Standards             | Rat Pack Standards             | Rat Pack Standards             | Rat Pack Standards             | Rat Pack Standards             | Rat Pack Standards             | Rat Pack Standards             | Rat Pack Standards             | Rat Pack Standards             | Rat Pack Standards             | Rat Pack Standards             | Rat Pack Standards             | Rat Pack Standards             | Rat Pack Standards             | Rat Pack Standards             | Rat Pack Standards             | Rat Pack Standards             | Rat Pack Standards             | Rat Pack Standards             | Rat Pack Standards             | Rat Pack Standards             | Rat Pack Standards             | Rat Pack Standards             | Rat Pack Standards             | Rat Pack Standards             | Rat Pack Standards             | Rat Pack Standards             | Rat Pack Standards             | Rat Pack Standards             | Rat Pack Standards             | Rat Pack Standards             | Rat Pack Standards             | Rat Pack Standards             | Rat Pack Standards             | Rat Pack Standards             | Rat Pack Standards             | Rat Pack Standards             | Rat Pack Standards             | Rat Pack Standards             | Rat Pack Standards             | Rat Pack Standards             | Rat Pack Standards             | Rat Pack Standards             | Rat Pack Standards             | Rat Pack Standards             | Rat Pack Standards             | Rat Pack Standards             | Rat Pack Standards             | Rat Pack Standards             | Rat Pack Standards             | Rat Pack Standards             | Rat Pack Standards             | Rat Pack Standards             | Rat Pack Standards             | Rat Pack Standards             | Rat Pack Standards             | Rat Pack Standards             | Rat Pack Standards             | Rat Pack Standards             | Rat Pack Standards             | Rat Pack Standards             | Rat Pack Standards             | Rat Pack Standards             | Rat Pack Standards             | Rat Pack Standards             | Rat Pack Standards             | Rat Pack Standards             | Rat Pack Standards             | Rat Pack Standards             | Rat Pack Standards             | Rat Pack Standards             | Rat Pack Standards             | Rat Pack Standards             | Rat Pack Standards             | Rat Pack Standards             | Rat Pack Standards             | Rat Pack Standards             | Rat Pack Standards             | Rat Pack Standards             | Rat Pack Standards             | Rat Pack Standards             | Rat Pack Standards             | Rat Pack Standards             | Rat Pack Standards             | Rat Pack Standards             | Rat Pack Standards             | Rat Pack Standards             | Rat Pack Standards             | Rat Pack Standards             | Rat Pack Standards             | Rat Pack Standards             | Rat Pack Standards             | Someone to Watch Over Me                  | Someone to Watch Over Me                  | Someone to Watch Over Me                  | Someone to Watch Over Me                  | Someone to Watch Over Me                  | Someone to Watch Over Me                  | Someone to Watch Over Me                  | Someone to Watch Over Me                  | Someone to Watch Over Me                  | Someone to Watch Over Me                  | Someone to Watch Over Me                  | Someone to Watch Over Me                  | Someone to Watch Over Me                  | Someone to Watch Over Me                  | Someone to Watch Over Me                  | Someone to Watch Over Me                  | Someone to Watch Over Me                  | Someone to Watch Over Me                  | Someone to Watch Over Me                  | Someone to Watch Over Me                  | Someone to Watch Over Me                  | Someone to Watch Over Me                  | Someone to Watch Over Me                  | Someone to Watch Over Me                  | Someone to Watch Over Me                  | Someone to Watch Over Me                  | Someone to Watch Over Me                  | Someone to Watch Over Me                  | Someone to Watch Over Me                  | Someone to Watch Over Me                  | Someone to Watch Over Me                  | Someone to Watch Over Me                  | Someone to Watch Over Me                  | Someone to Watch Over Me                  | Someone to Watch Over Me                  | Someone to Watch Over Me                  | Someone to Watch Over Me                  | Someone to Watch Over Me                  | Someone to Watch Over Me                  | Someone to Watch Over Me                  | Someone to Watch Over Me                  | Someone to Watch Over Me                  | Someone to Watch Over Me                  | Someone to Watch Over Me                  | Someone to Watch Over Me                  | Someone to Watch Over Me                  | Someone to Watch Over Me                  | Someone to Watch Over Me                  | Someone to Watch Over Me                  | Someone to Watch Over Me                  | Someone to Watch Over Me                  | Someone to Watch Over Me                  | Someone to Watch Over Me                  | Someone to Watch Over Me                  | Someone to Watch Over Me                  | Someone to Watch Over Me                  | Someone to Watch Over Me                  | Someone to Watch Over Me                  | Someone to Watch Over Me                  | Someone to Watch Over Me                  | Someone to Watch Over Me                  | Someone to Watch Over Me                  | Someone to Watch Over Me                  | Someone to Watch Over Me                  | Someone to Watch Over Me                  | Someone to Watch Over Me                  | Someone to Watch Over Me                  | Someone to Watch Over Me                  | Someone to Watch Over Me                  | Someone to Watch Over Me                  | Someone to Watch Over Me                  | Someone to Watch Over Me                  | Someone to Watch Over Me                  | Someone to Watch Over Me                  | Someone to Watch Over Me                  | Someone to Watch Over Me                  | Someone to Watch Over Me                  | Someone to Watch Over Me                  | Someone to Watch Over Me                  | Someone to Watch Over Me                  | Someone to Watch Over Me                  | Someone to Watch Over Me                  | Someone to Watch Over Me                  | Someone to Watch Over Me                  | Someone to Watch Over Me                  | Someone to Watch Over Me                  | Someone to Watch Over Me                  | Someone to Watch Over Me                  | Someone to Watch Over Me                  | Someone to Watch Over Me                  | Someone to Watch Over Me                  | Someone to Watch Over Me                  | Someone to Watch Over Me                  | Someone to Watch Over Me                  | Someone to Watch Over Me                  | Someone to Watch Over Me                  | Someone to Watch Over Me                  | Someone to Watch Over Me                  | Someone to Watch Over Me                  | Someone to Watch Over Me                  | Gertrude Lawrence | Gertrude Lawrence | Gertrude Lawrence | Gertrude Lawrence | Gertrude Lawrence | Gertrude Lawrence | Gertrude Lawrence | Gertrude Lawrence | Gertrude Lawrence | Gertrude Lawrence | Gertrude Lawrence | Gertrude Lawrence | Gertrude Lawrence | Gertrude Lawrence | Gertrude Lawrence | Gertrude Lawrence | Gertrude Lawrence | Gertrude Lawrence | Gertrude Lawrence | Gertrude Lawrence | Gertrude Lawrence | Gertrude Lawrence | Gertrude Lawrence | Gertrude Lawrence | Gertrude Lawrence | Gertrude Lawrence | Gertrude Lawrence | Gertrude Lawrence | Gertrude Lawrence | Gertrude Lawrence | Gertrude Lawrence | Gertrude Lawrence | Gertrude Lawrence | Gertrude Lawrence | Gertrude Lawrence | Gertrude Lawrence | Gertrude Lawrence | Gertrude Lawrence | Gertrude Lawrence | Gertrude Lawrence | Gertrude Lawrence | Gertrude Lawrence | Gertrude Lawrence | Gertrude Lawrence | Gertrude Lawrence | Gertrude Lawrence | Gertrude Lawrence | Gertrude Lawrence | Gertrude Lawrence | Gertrude Lawrence | Gertrude Lawrence | Gertrude Lawrence | Gertrude Lawrence | Gertrude Lawrence | Gertrude Lawrence | Gertrude Lawrence | Gertrude Lawrence | Gertrude Lawrence | Gertrude Lawrence | Gertrude Lawrence | Gertrude Lawrence | Gertrude Lawrence | Gertrude Lawrence | Gertrude Lawrence | Gertrude Lawrence | Gertrude Lawrence | Gertrude Lawrence | Gertrude Lawrence | Gertrude Lawrence | Gertrude Lawrence | Gertrude Lawrence | Gertrude Lawrence | Gertrude Lawrence | Gertrude Lawrence | Gertrude Lawrence | Gertrude Lawrence | Gertrude Lawrence | Gertrude Lawrence | Gertrude Lawrence | Gertrude Lawrence | Gertrude Lawrence | Gertrude Lawrence | Gertrude Lawrence | Gertrude Lawrence | Gertrude Lawrence | Gertrude Lawrence | Gertrude Lawrence | Gertrude Lawrence | Gertrude Lawrence | Gertrude Lawrence | Gertrude Lawrence | Gertrude Lawrence | Gertrude Lawrence | Gertrude Lawrence | Gertrude Lawrence | Gertrude Lawrence | Gertrude Lawrence | Gertrude Lawrence | Gertrude Lawrence | Gertrude Lawrence | 2                   | 2                   | 2                   | 2                   | 2                   | 2                   | 2                   | 2                   | 2                   | 2                   | 2                   | 2                   | 2                   | 2                   | 2                   | 2                   | 2                   | 2                   | 2                   | 2                   | 2                   | 2                   | 2                   | 2                   | 2                   | 2                   | 2                   | 2                   | 2                   | 2                   | 2                   | 2                   | 2                   | 2                   | 2                   | 2                   | 2                   | 2                   | 2                   | 2                   | 2                   | 2                   | 2                   | 2                   | 2                   | 2                   | 2                   | 2                   | 2                   | 2                   | 2                   | 2                   | 2                   | 2                   | 2                   | 2                   | 2                   | 2                   | 2                   | 2                   | 2                   | 2                   | 2                   | 2                   | 2                   | 2                   | 2                   | 2                   | 2                   | 2                   | 2                   | 2                   | 2                   | 2                   | 2                   | 2                   | 2                   | 2                   | 2                   | 2                   | 2                   | 2                   | 2                   | 2                   | 2                   | 2                   | 2                   | 2                   | 2                   | 2                   | 2                   | 2                   | 2                   | 2                   | 2                   | 2                   | 2                   | 2                   | 2                   | 2                   | Salva           | Salva           | Salva           | Salva           | Salva           | Salva           | Salva           | Salva           | Salva           | Salva           | Salva           | Salva           | Salva           | Salva           | Salva           | Salva           | Salva           | Salva           | Salva           | Salva           | Salva           | Salva           | Salva           | Salva           | Salva           | Salva           | Salva           | Salva           | Salva           | Salva           | Salva           | Salva           | Salva           | Salva           | Salva           | Salva           | Salva           | Salva           | Salva           | Salva           | Salva           | Salva           | Salva           | Salva           | Salva           | Salva           | Salva           | Salva           | Salva           | Salva           | Salva           | Salva           | Salva           | Salva           | Salva           | Salva           | Salva           | Salva           | Salva           | Salva           | Salva           | Salva           | Salva           | Salva           | Salva           | Salva           | Salva           | Salva           | Salva           | Salva           | Salva           | Salva           | Salva           | Salva           | Salva           | Salva           | Salva           | Salva           | Salva           | Salva           | Salva           | Salva           | Salva           | Salva           | Salva           | Salva           | Salva           | Salva           | Salva           | Salva           | Salva           | Salva           | Salva           | Salva           | Salva           | Salva           | Salva           | Salva           | Salva           | Salva           |
| Top 4               | Top 4               | Top 4               | Top 4               | Top 4               | Top 4               | Top 4               | Top 4               | Top 4               | Top 4               | Top 4               | Top 4               | Top 4               | Top 4               | Top 4               | Top 4               | Top 4               | Top 4               | Top 4               | Top 4               | Top 4               | Top 4               | Top 4               | Top 4               | Top 4               | Top 4               | Top 4               | Top 4               | Top 4               | Top 4               | Top 4               | Top 4               | Top 4               | Top 4               | Top 4               | Top 4               | Top 4               | Top 4               | Top 4               | Top 4               | Top 4               | Top 4               | Top 4               | Top 4               | Top 4               | Top 4               | Top 4               | Top 4               | Top 4               | Top 4               | Top 4               | Top 4               | Top 4               | Top 4               | Top 4               | Top 4               | Top 4               | Top 4               | Top 4               | Top 4               | Top 4               | Top 4               | Top 4               | Top 4               | Top 4               | Top 4               | Top 4               | Top 4               | Top 4               | Top 4               | Top 4               | Top 4               | Top 4               | Top 4               | Top 4               | Top 4               | Top 4               | Top 4               | Top 4               | Top 4               | Top 4               | Top 4               | Top 4               | Top 4               | Top 4               | Top 4               | Top 4               | Top 4               | Top 4               | Top 4               | Top 4               | Top 4               | Top 4               | Top 4               | Top 4               | Top 4               | Top 4               | Top 4               | Top 4               | Top 4               | Rock n' Roll                   | Rock n' Roll                   | Rock n' Roll                   | Rock n' Roll                   | Rock n' Roll                   | Rock n' Roll                   | Rock n' Roll                   | Rock n' Roll                   | Rock n' Roll                   | Rock n' Roll                   | Rock n' Roll                   | Rock n' Roll                   | Rock n' Roll                   | Rock n' Roll                   | Rock n' Roll                   | Rock n' Roll                   | Rock n' Roll                   | Rock n' Roll                   | Rock n' Roll                   | Rock n' Roll                   | Rock n' Roll                   | Rock n' Roll                   | Rock n' Roll                   | Rock n' Roll                   | Rock n' Roll                   | Rock n' Roll                   | Rock n' Roll                   | Rock n' Roll                   | Rock n' Roll                   | Rock n' Roll                   | Rock n' Roll                   | Rock n' Roll                   | Rock n' Roll                   | Rock n' Roll                   | Rock n' Roll                   | Rock n' Roll                   | Rock n' Roll                   | Rock n' Roll                   | Rock n' Roll                   | Rock n' Roll                   | Rock n' Roll                   | Rock n' Roll                   | Rock n' Roll                   | Rock n' Roll                   | Rock n' Roll                   | Rock n' Roll                   | Rock n' Roll                   | Rock n' Roll                   | Rock n' Roll                   | Rock n' Roll                   | Rock n' Roll                   | Rock n' Roll                   | Rock n' Roll                   | Rock n' Roll                   | Rock n' Roll                   | Rock n' Roll                   | Rock n' Roll                   | Rock n' Roll                   | Rock n' Roll                   | Rock n' Roll                   | Rock n' Roll                   | Rock n' Roll                   | Rock n' Roll                   | Rock n' Roll                   | Rock n' Roll                   | Rock n' Roll                   | Rock n' Roll                   | Rock n' Roll                   | Rock n' Roll                   | Rock n' Roll                   | Rock n' Roll                   | Rock n' Roll                   | Rock n' Roll                   | Rock n' Roll                   | Rock n' Roll                   | Rock n' Roll                   | Rock n' Roll                   | Rock n' Roll                   | Rock n' Roll                   | Rock n' Roll                   | Rock n' Roll                   | Rock n' Roll                   | Rock n' Roll                   | Rock n' Roll                   | Rock n' Roll                   | Rock n' Roll                   | Rock n' Roll                   | Rock n' Roll                   | Rock n' Roll                   | Rock n' Roll                   | Rock n' Roll                   | Rock n' Roll                   | Rock n' Roll                   | Rock n' Roll                   | Rock n' Roll                   | Rock n' Roll                   | Rock n' Roll                   | Rock n' Roll                   | Rock n' Roll                   | Rock n' Roll                   | Cry Baby                                  | Cry Baby                                  | Cry Baby                                  | Cry Baby                                  | Cry Baby                                  | Cry Baby                                  | Cry Baby                                  | Cry Baby                                  | Cry Baby                                  | Cry Baby                                  | Cry Baby                                  | Cry Baby                                  | Cry Baby                                  | Cry Baby                                  | Cry Baby                                  | Cry Baby                                  | Cry Baby                                  | Cry Baby                                  | Cry Baby                                  | Cry Baby                                  | Cry Baby                                  | Cry Baby                                  | Cry Baby                                  | Cry Baby                                  | Cry Baby                                  | Cry Baby                                  | Cry Baby                                  | Cry Baby                                  | Cry Baby                                  | Cry Baby                                  | Cry Baby                                  | Cry Baby                                  | Cry Baby                                  | Cry Baby                                  | Cry Baby                                  | Cry Baby                                  | Cry Baby                                  | Cry Baby                                  | Cry Baby                                  | Cry Baby                                  | Cry Baby                                  | Cry Baby                                  | Cry Baby                                  | Cry Baby                                  | Cry Baby                                  | Cry Baby                                  | Cry Baby                                  | Cry Baby                                  | Cry Baby                                  | Cry Baby                                  | Cry Baby                                  | Cry Baby                                  | Cry Baby                                  | Cry Baby                                  | Cry Baby                                  | Cry Baby                                  | Cry Baby                                  | Cry Baby                                  | Cry Baby                                  | Cry Baby                                  | Cry Baby                                  | Cry Baby                                  | Cry Baby                                  | Cry Baby                                  | Cry Baby                                  | Cry Baby                                  | Cry Baby                                  | Cry Baby                                  | Cry Baby                                  | Cry Baby                                  | Cry Baby                                  | Cry Baby                                  | Cry Baby                                  | Cry Baby                                  | Cry Baby                                  | Cry Baby                                  | Cry Baby                                  | Cry Baby                                  | Cry Baby                                  | Cry Baby                                  | Cry Baby                                  | Cry Baby                                  | Cry Baby                                  | Cry Baby                                  | Cry Baby                                  | Cry Baby                                  | Cry Baby                                  | Cry Baby                                  | Cry Baby                                  | Cry Baby                                  | Cry Baby                                  | Cry Baby                                  | Cry Baby                                  | Cry Baby                                  | Cry Baby                                  | Cry Baby                                  | Cry Baby                                  | Cry Baby                                  | Cry Baby                                  | Cry Baby                                  | Janis Joplin      | Janis Joplin      | Janis Joplin      | Janis Joplin      | Janis Joplin      | Janis Joplin      | Janis Joplin      | Janis Joplin      | Janis Joplin      | Janis Joplin      | Janis Joplin      | Janis Joplin      | Janis Joplin      | Janis Joplin      | Janis Joplin      | Janis Joplin      | Janis Joplin      | Janis Joplin      | Janis Joplin      | Janis Joplin      | Janis Joplin      | Janis Joplin      | Janis Joplin      | Janis Joplin      | Janis Joplin      | Janis Joplin      | Janis Joplin      | Janis Joplin      | Janis Joplin      | Janis Joplin      | Janis Joplin      | Janis Joplin      | Janis Joplin      | Janis Joplin      | Janis Joplin      | Janis Joplin      | Janis Joplin      | Janis Joplin      | Janis Joplin      | Janis Joplin      | Janis Joplin      | Janis Joplin      | Janis Joplin      | Janis Joplin      | Janis Joplin      | Janis Joplin      | Janis Joplin      | Janis Joplin      | Janis Joplin      | Janis Joplin      | Janis Joplin      | Janis Joplin      | Janis Joplin      | Janis Joplin      | Janis Joplin      | Janis Joplin      | Janis Joplin      | Janis Joplin      | Janis Joplin      | Janis Joplin      | Janis Joplin      | Janis Joplin      | Janis Joplin      | Janis Joplin      | Janis Joplin      | Janis Joplin      | Janis Joplin      | Janis Joplin      | Janis Joplin      | Janis Joplin      | Janis Joplin      | Janis Joplin      | Janis Joplin      | Janis Joplin      | Janis Joplin      | Janis Joplin      | Janis Joplin      | Janis Joplin      | Janis Joplin      | Janis Joplin      | Janis Joplin      | Janis Joplin      | Janis Joplin      | Janis Joplin      | Janis Joplin      | Janis Joplin      | Janis Joplin      | Janis Joplin      | Janis Joplin      | Janis Joplin      | Janis Joplin      | Janis Joplin      | Janis Joplin      | Janis Joplin      | Janis Joplin      | Janis Joplin      | Janis Joplin      | Janis Joplin      | Janis Joplin      | Janis Joplin      | 2                   | 2                   | 2                   | 2                   | 2                   | 2                   | 2                   | 2                   | 2                   | 2                   | 2                   | 2                   | 2                   | 2                   | 2                   | 2                   | 2                   | 2                   | 2                   | 2                   | 2                   | 2                   | 2                   | 2                   | 2                   | 2                   | 2                   | 2                   | 2                   | 2                   | 2                   | 2                   | 2                   | 2                   | 2                   | 2                   | 2                   | 2                   | 2                   | 2                   | 2                   | 2                   | 2                   | 2                   | 2                   | 2                   | 2                   | 2                   | 2                   | 2                   | 2                   | 2                   | 2                   | 2                   | 2                   | 2                   | 2                   | 2                   | 2                   | 2                   | 2                   | 2                   | 2                   | 2                   | 2                   | 2                   | 2                   | 2                   | 2                   | 2                   | 2                   | 2                   | 2                   | 2                   | 2                   | 2                   | 2                   | 2                   | 2                   | 2                   | 2                   | 2                   | 2                   | 2                   | 2                   | 2                   | 2                   | 2                   | 2                   | 2                   | 2                   | 2                   | 2                   | 2                   | 2                   | 2                   | 2                   | 2                   | 2                   | 2                   | Eliminada       | Eliminada       | Eliminada       | Eliminada       | Eliminada       | Eliminada       | Eliminada       | Eliminada       | Eliminada       | Eliminada       | Eliminada       | Eliminada       | Eliminada       | Eliminada       | Eliminada       | Eliminada       | Eliminada       | Eliminada       | Eliminada       | Eliminada       | Eliminada       | Eliminada       | Eliminada       | Eliminada       | Eliminada       | Eliminada       | Eliminada       | Eliminada       | Eliminada       | Eliminada       | Eliminada       | Eliminada       | Eliminada       | Eliminada       | Eliminada       | Eliminada       | Eliminada       | Eliminada       | Eliminada       | Eliminada       | Eliminada       | Eliminada       | Eliminada       | Eliminada       | Eliminada       | Eliminada       | Eliminada       | Eliminada       | Eliminada       | Eliminada       | Eliminada       | Eliminada       | Eliminada       | Eliminada       | Eliminada       | Eliminada       | Eliminada       | Eliminada       | Eliminada       | Eliminada       | Eliminada       | Eliminada       | Eliminada       | Eliminada       | Eliminada       | Eliminada       | Eliminada       | Eliminada       | Eliminada       | Eliminada       | Eliminada       | Eliminada       | Eliminada       | Eliminada       | Eliminada       | Eliminada       | Eliminada       | Eliminada       | Eliminada       | Eliminada       | Eliminada       | Eliminada       | Eliminada       | Eliminada       | Eliminada       | Eliminada       | Eliminada       | Eliminada       | Eliminada       | Eliminada       | Eliminada       | Eliminada       | Eliminada       | Eliminada       | Eliminada       | Eliminada       | Eliminada       | Eliminada       | Eliminada       | Eliminada       |

- Nota 1:  Como os jurados salvaram Matt Giraud da eliminação, o Top 7 permaneceu o mesmo por duas semanas.

## Album "Just Like You" (01.12.2009)
Lista de faixas:
1. "Friday I'll Be Over U" (primeiro single)
2. "Robot Love"
3. "Just Like You"
4. "Don't Waste The Pretty"(terceiro single)
5. "Scars" (segundo single)
6. "Pieces"
7. "D Is For Dangerous"
8. "Holiday"
9. "Still Breathing"
10. "Trouble Is"
11. "No One Else"
12. "Beat Me Up"
13. "You Don't Know Me"